# Montagne
Vous lisez un « bon article » labellisé en 2018.
Pour les articles homonymes, voir Montagne (homonymie).

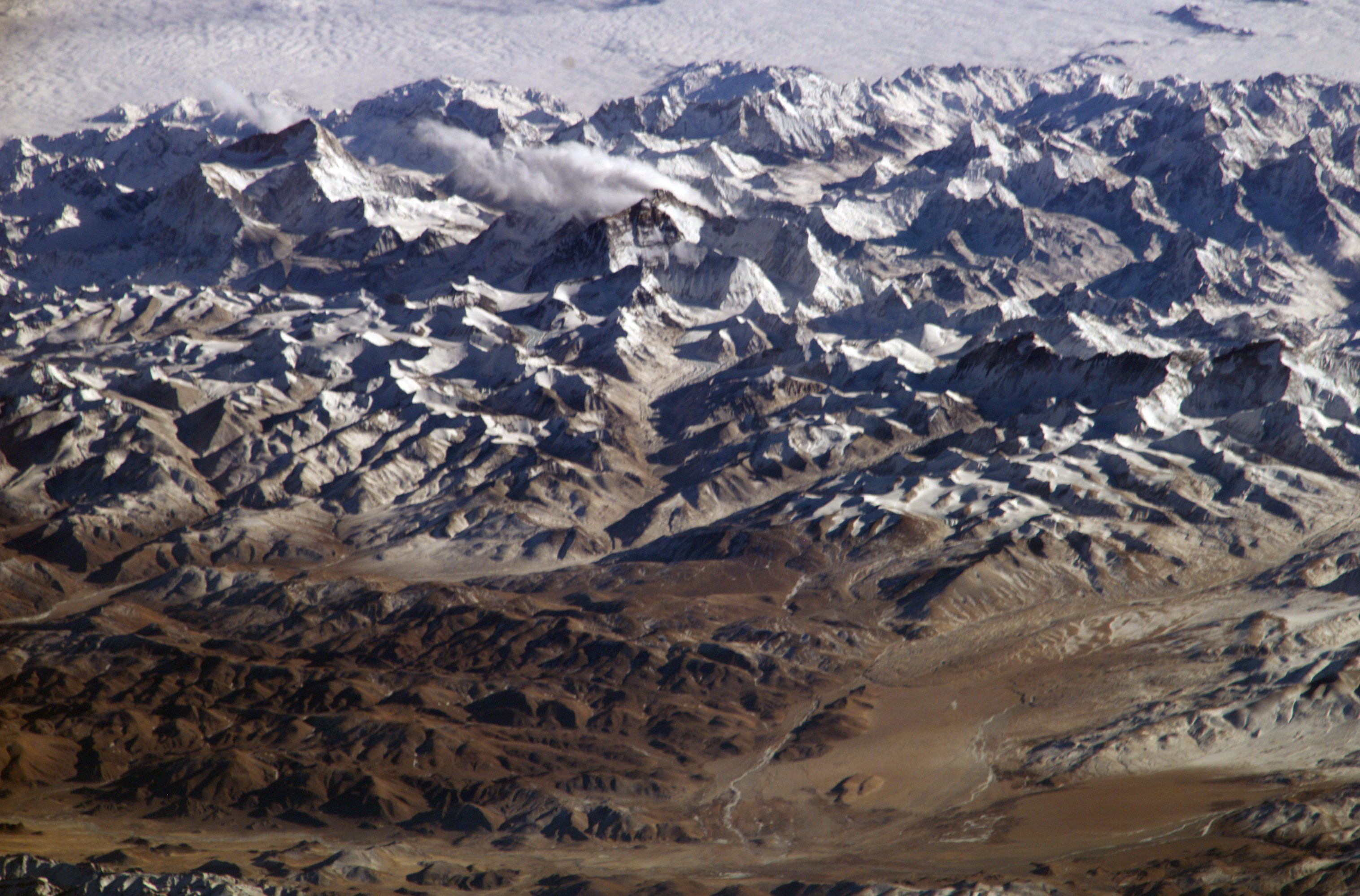
Vue d'une partie de l'Himalaya, avec l'Everest (près du centre), et du plateau tibétain depuis la Station spatiale internationale.

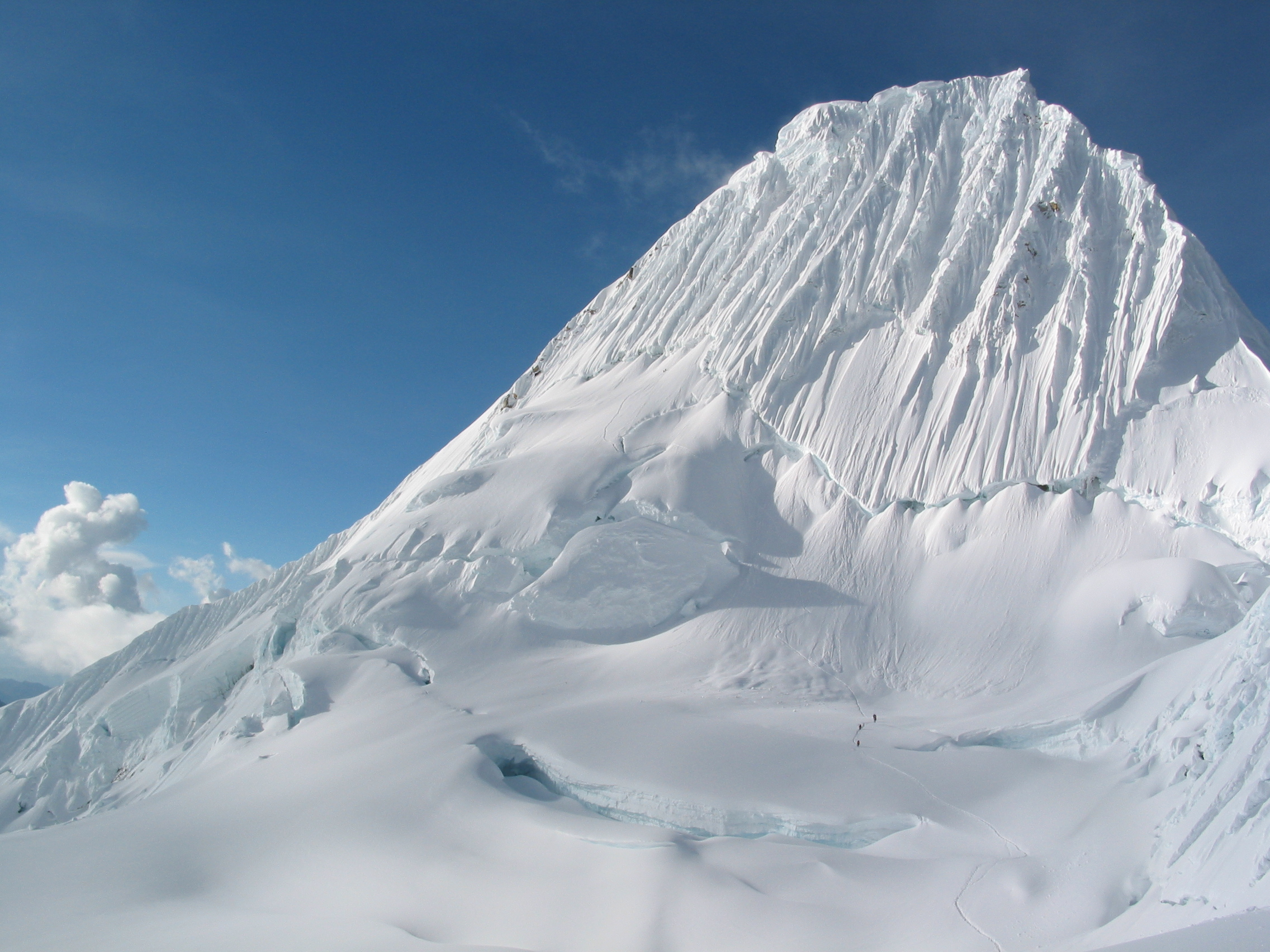
Vue d'alpinistes (coin inférieur droit) évoluant entre une rimaye et une crevasse sur l'Alpamayo, au Pérou.

Une montagne () est une forme topographique de relief positif, à la surface de planètes telluriques, et faisant partie d'un ensemble — une chaîne de montagnes — ou formant un relief isolé. Elle est caractérisée par son altitude et, plus généralement, par sa hauteur relative, voire par sa pente. Il n'existe toutefois pas de définition unique de ce qu'est une montagne, terme apparu entre le Xe et le XIIe siècle, et de nombreux régionalismes coexistent pour décrire les formes de relief. Elle peut désigner à la fois un sommet pentu et une simple élévation de terrain, comme une colline, aussi bien que le milieu dans son ensemble. Les montagnes prennent en effet des formes très diverses en fonction des processus qui mènent à leur orogenèse : des escarpements de marges continentales et rifts en domaine extensif, aux chaînes de collision et plissement, en passant par les phases de subduction créant des volcans de type explosif en arcs insulaires ou le long de cordillères, sans oublier le volcanisme de point chaud de type effusif ni les intrusions mises au jour par l'érosion. Le climat qu'elles subissent, avec des températures en moyenne plus basses et des précipitations plus importantes qu'en plaine du fait de l'altitude, joue également un rôle important dans leur façonnement. Avec l'isostasie, les montagnes connaissent des phénomènes de surrection et d'amincissement crustal qui mènent, à terme, à leur disparition. Les plus anciennes chaînes de montagnes sur Terre datent du Paléozoïque.
En raison de leur climat spécifique, généralement marqué par un étagement altitudinal, et de leurs pentes difficiles d'accès rendant impossible une exploitation intensive, les montagnes abritent une grande variété d'écosystèmes et une importante biodiversité. De nombreuses espèces animales y trouvent une pression écologique moindre. De ce fait, près du tiers des zones protégées dans le monde se trouvent en montagne. Bien qu'elles soient une source d'eau douce indispensable, les zones montagneuses sont souvent considérées comme rudes ou demandent des efforts d'adaptation importants de la part des populations humaines.
Les montagnes, demeures supposées de nombreuses divinités, ont longtemps inspiré de la crainte aux êtres humains et restent largement méconnues jusqu'aux premières études scientifiques sérieuses au XVIIIe siècle. À partir de cette époque, leur représentation artistique devient plus réaliste. Par la suite, elles sont l'objet de conquêtes avec l'avènement de l'alpinisme. Elles sont au cœur du développement de l'hydroélectricité à la fin du XIXe siècle. Dès lors, plus faciles d'accès, elles s'ouvrent au tourisme, en premier lieu à celui des sports d'hiver, qui bouleverse souvent les paysages des montagnes des régions tempérées, mais également en dehors de la saison hivernale à la randonnée pédestre voire au trekking, dont la pratique est proche de la nature.

## Toponymie

### Étymologie et linguistique

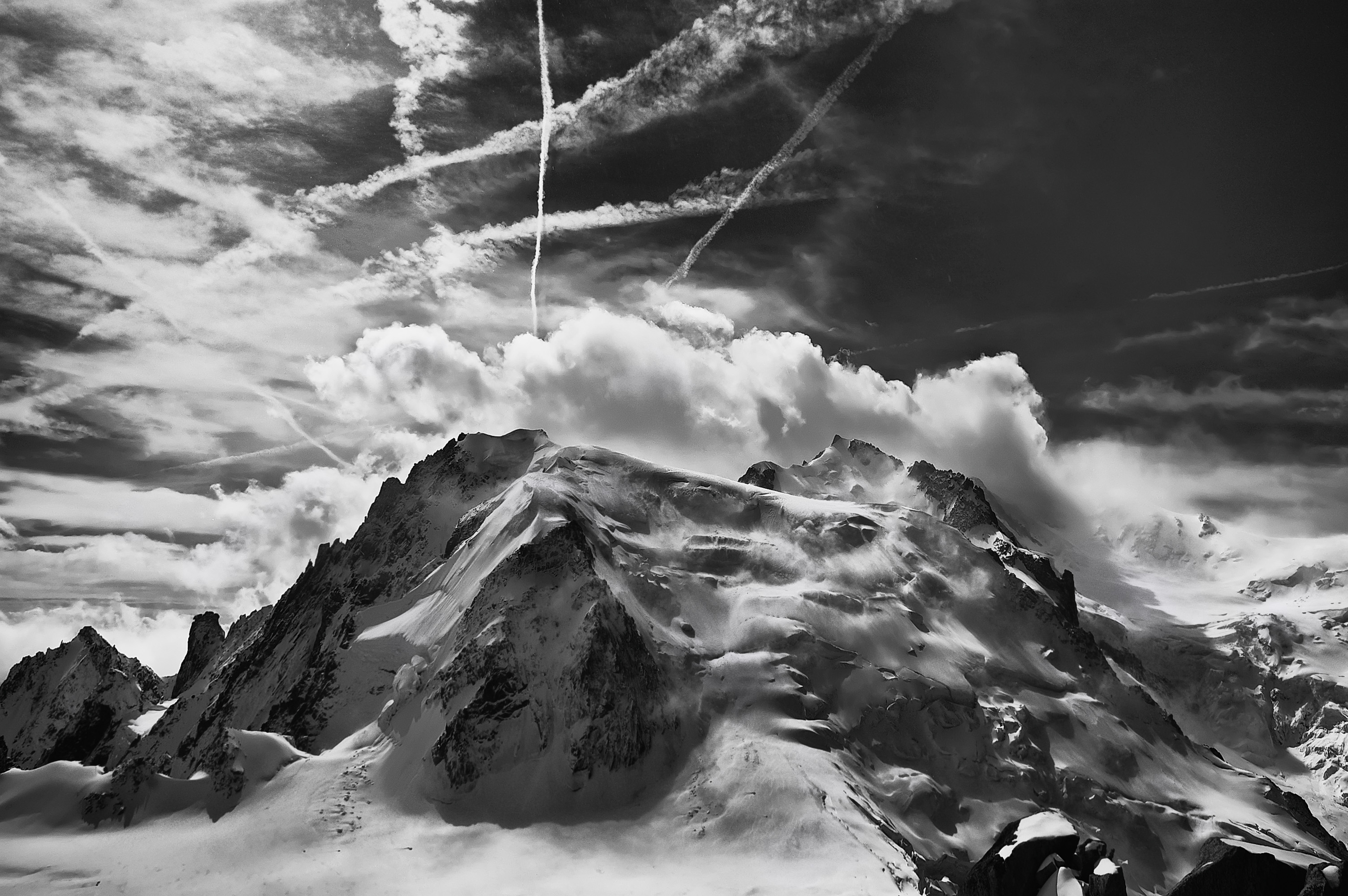
Vue du mont Blanc du Tacul depuis l'aiguille du Midi, en Haute-Savoie (France).

Le mot « montagne » apparaît en gallo-roman au XIIe siècle. Ainsi, il est employé dans la chanson de geste Pèlerinage de Charlemagne en 1150. Il provient de l'ancien français montaigne, dérivé du bas latin montanea, féminin substantivé de l'adjectif montaneus, altération du latin classique montanus, littéralement « relatif à la montagne ». Dans le cartulaire de Sauxillanges, daté de 989 à 994, dans le Livradois, on trouve montana. En 1678, Charles du Fresne, sieur du Cange, dans son Glossarium mediæ et infimæ latinitatis, atteste la forme montania, notamment en Cerdagne en 1035. Il rapporte aussi les emplois de montanea par Pierre Tudebode dans Historia de Hierosolymitano itinere et Baudri de Bourgueil dans Historia Jerosolimitana (livres 3 et 4, réunis dans le Recueil des historiens des croisades), et par Orderic Vital dans Histoire ecclésiastique (livre 9), entre la fin du XIe et le début du XIIe siècle. Ces formes deviennent donc concurrentes de « mont », issu du latin mons, montem et préexistant à « montagne ». L'adjectif « montagneux » naît sous la plume de Jean de Meung en 1284. Le mot « montagnette » apparaît au XVe siècle dans une tentative de distinguer des formes de relief en fonction de leur hauteur.
Au XIIIe siècle, en Auvergne, la montagne désigne aussi bien la basse et la moyenne montagne que les pâturages, à l'instar de l'alpe. Dans la péninsule Ibérique, c'est également un terrain de chasse, alors qu'en Europe centrale, c'est une zone minière.
Outre une forme de relief, statique, la montagne reflète également une forme de mouvement, sans doute sous l'influence du verbe latin populaire montare qui a engendré en ancien français le verbe « (re)monter » ou la « montée » au XIIe siècle, éliminant au passage la forme plus noble issue d'ascendere, laissant seulement le substantif français « ascension ». Les montagnes sont définies ici comme un espace géographique de migration. La montagne est le lieu où l'on monte, soit de manière saisonnière, par exemple pour l'estive des éleveurs ou un hivernage de bûcheron, soit occasionnellement, comme sur le chemin d'une fuite ou d'un voyage. Au XIIe siècle, montain et montagnier qualifient la faune, selon le fauconnier, et les habitants qui vivent en montagne,. Les verbes enmontagner ou démontagner sont employés pour décrire l'activité de déménagement des montignons ou montagnards au XVIe siècle.
Au sens figuré, une montagne indique un amoncellement : une montagne d'objets, de richesses, de difficultés. Il désigne selon le lieu ou la relation engagée, la valeur, le prix, le nombre, la valeur morale, l'intérêt, le taux d'emprunt. En ce sens, les formes verbales ont été mieux préservées en français, à l'instar du verbe « surmonter » attesté par Philippe de Thaon au XIIe siècle, dans l'expression « le montant d'une somme » ou « monter un budget » lorsqu'une situation est délicate.

### Définitions

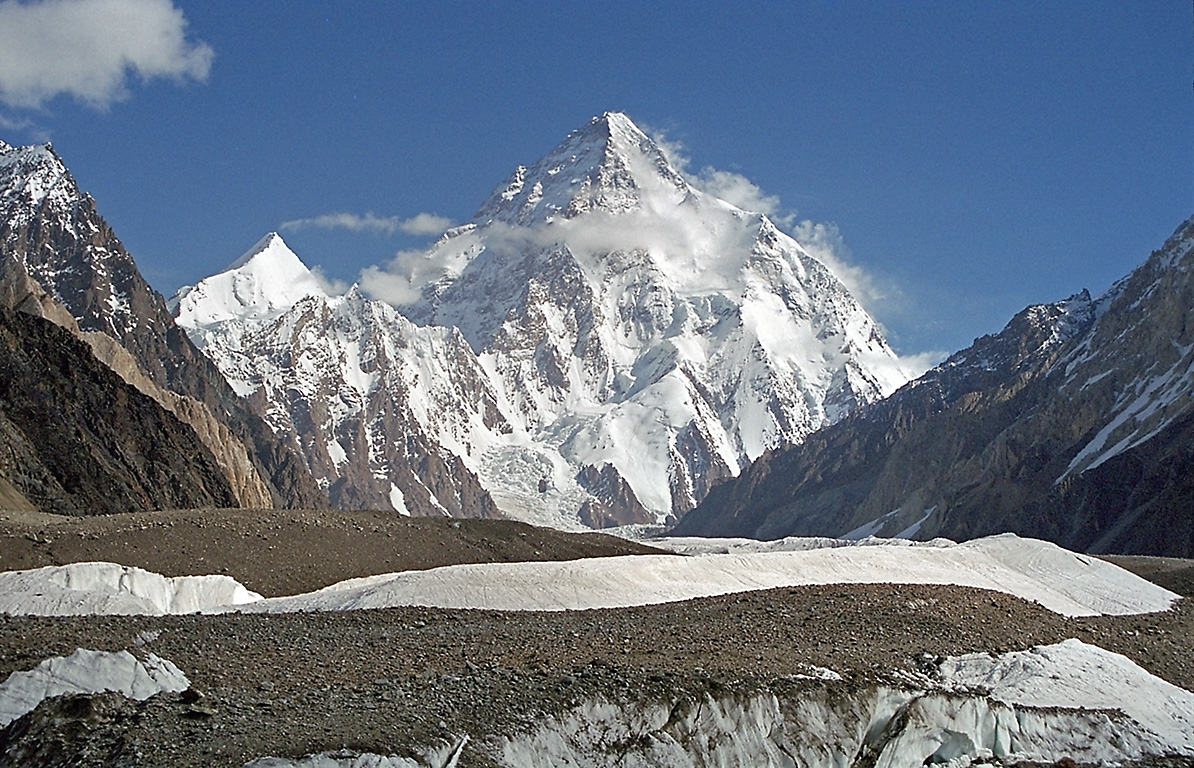
Vue du K2, deuxième plus haut sommet du monde, dans le Karakoram, à la frontière sino-pakistanaise.

Les tentatives pour donner une définition générale et universelle de la montagne sont très vite confrontées à l'imprécision et aux exceptions. Ainsi, selon Raoul Blanchard, « une définition même de la montagne, qui soit claire et compréhensible, est à elle seule à peu près impossible à fournir ». La pente et l'altitude définissent la topographie et le relief, ensemble des formes, de volumes saillants ou en creux, « une famille de formes topographiques » comme décrit par Emmanuel de Martonne, mais la montagne est aussi un cortège de spécificités où certains phénomènes sont amplifiés et où des limites aux facteurs altitudinaux peuvent essayer d'être définies. Il est possible de distinguer trois sens à la montagne. Dans le premier, c'est une élévation de terrain individuelle entourée de vallées, synonyme de hauteur, relief, sommet ; le mot « mont », bien qu'étymologiquement semblable, n'est guère utilisé dans cette acception, désignant par ailleurs une forme de relief de plissement. Dans le deuxième sens, une montagne est un espace formé par des reliefs saillants et s'oppose à la colline, au plateau, au piémont, à la vallée. Le troisième sens englobe tout le milieu de la montagne dans sa globalité ; plus imprécis, laissant de côté les notions de pente et d'altitude, il prend en compte les dimensions paysagères et humaines.
En France, des critères administratifs et législatifs ont été définis. La loi montagne (1985) insiste sur des seuils et des pentes : entre 600 et 800 mètres d'altitude moyenne communale et une pente supérieure à 20 %, hors outre-mer. Les difficultés face à la réduction de la saison végétative sont également prises en compte : adaptation de la production et de la mécanisation agricoles, donnant droit aux fonds structurels européens, perception des conditions locales de développement nécessitant des mesures compensatrices telles que la politique de la « zone de montagne » (1961) et l'indemnité spéciale « montagne » des années 1970.
Dans les îles Britanniques, une montagne s'élève traditionnellement à plus de 2 000 pieds (610 m) d'altitude et présente une hauteur de culminance minimum de 100 à 500 pieds (30 à 150 m),. Aux États-Unis, l'Institut d'études géologiques des États-Unis a distingué une montagne, relief de plus de 1 000 pieds (305 m) de hauteur relative, d'une colline en deçà, mais cette définition a été officiellement abandonnée au début des années 1970.
Une définition internationale des régions montagneuses est apportée par le Centre de surveillance de la conservation de la nature, dans le cadre du Programme des Nations unies pour l'environnement (UNEP-WCMC) : altitude de plus de 2 500 mètres, ou altitude entre 1 500 et 2 500 mètres et pente de 2°, ou altitude entre 1 000 et 1 500 mètres et pente de 5°, ou encore altitude entre 300 et 1 000 mètres continue dans un rayon de sept kilomètres.

### Terminologie
En onomastique, un oronyme est un toponyme de montagne. Les oronymes sont parfois utilisés pour de simples hauteurs (escarpements, collines).
Les vocables de la montagne se caractérisent par l'importance des variantes et synonymes ; cette richesse est issue des observations nombreuses des hommes qui vivent dans la montagne avec la nature et de la variété linguistique. Il est possible d'expliquer cette diversité par le vocabulaire employé par les différentes populations qui ont successivement colonisé le domaine montagnard à travers les âges — on en retrouve les traces et les racines linguistiques dans les cartes anciennes et les cadastres —, et par les déformations successives des noms, en particulier à une époque où l'orthographe n'était pas fixée et lors de transcriptions, lorsqu'avait lieu un mouvement général de francisation. Certains toponymes de la carte d'état-major (1818-1881) ont été collectés par des officiers cartographes, plus préoccupés par les formes et accidents de terrain que par les questions linguistiques.

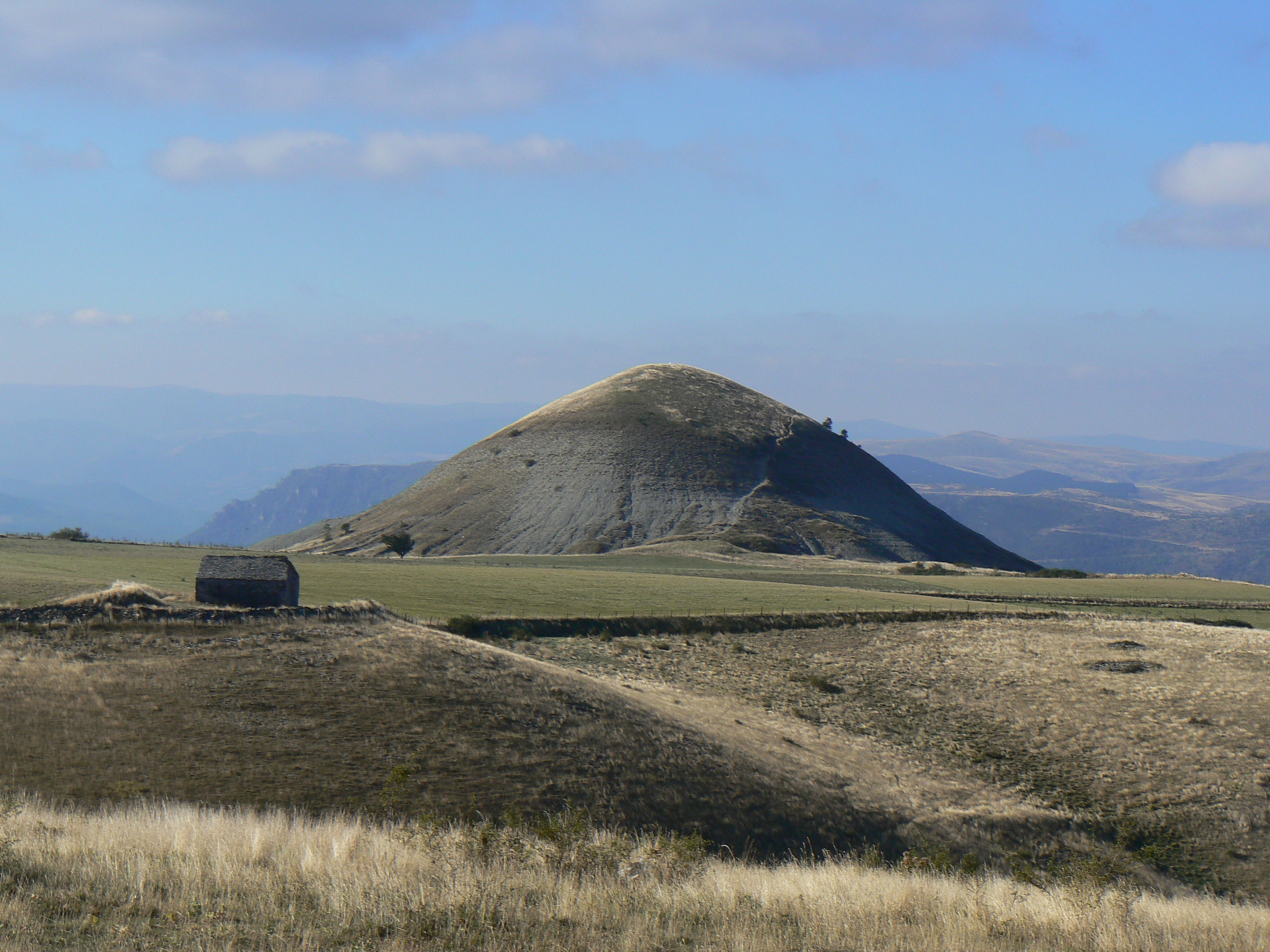
Vue d'un puech aux Bondons, dans le département français de la Lozère.

Il en ressort une grande variété de régionalismes. Tête et berg, employé en suffixe, sont courants dans l'Est de la France, aux côtés des ballons (de l'allemand Belchen). Puy et puech sont fréquents en toponymie, pour désigner des lieux situés en hauteur (du latin podium : « hauteur, lieu élevé ») en particulier dans le Massif central. Le mot d'origine occitane serre correspond à un mamelon, une croupe, un relief allongé, une pointe rocheuse voire un contrefort, et viendrait d'un terme pré-indo-européen ou prélatin serra : « montagne allongée » ou « crête en dos d'âne ». En géographie, le mot est employé pour désigner une forme de relief : crêtes étroites et allongées, dénudées, gazonnées ou boisées. La moitié méridionale de la France est très riche en toponymes formés sur serre. De même, le provençal baou, avec son sommet généralement plat, le tuc gascon de forme arrondie, et le soubeyran, avec ses variantes comme barre et chaux (chau, chalp, chaup), ou plus généralement la cime, se réfèrent à des hauteurs ou des sommets. Le terme mendi, montagne en basque, constitutif de nombreux toponymes, s'applique à toute hauteur, même peu élevée. Hegi correspond à une crête, monho à la colline, gain aux hauteurs. Par-delà les mots qui indiquent la montagne précisément, il existe un ensemble de termes relatifs aux détails du paysage montagnard, comme adret et ubac, pour ne prendre que des exemples alpins. Les termes évoquant la végétation, naturelle ou aménagée, sont particulièrement fréquents, tant en montagne qu'en plaine, et renseignent sur les qualités du milieu ou leur histoire, à l'instar de la chaume et de l'alpe (ou aulp, aup, arpe et dérivés alpette, arpettaz, alpille), qui a donné l'« alpage »,.
Une chaîne de montagnes est un ensemble de reliefs disposés de façon allongée, principalement dans le cas d'une collision continentale. Les chaînes de montagnes sont généralement divisées en massifs de montagnes, lesquels sont parfois subdivisés en chaînons ; toutefois, la terminologie québécoise ne retient que le terme de « chaînon » (équivalent de l'anglais range) pour désigner le sous-ensemble d'une chaîne (équivalent de l'anglais mountains). En outre, le terme « massif de montagnes » est aussi employé dans le cas d'ensembles montagneux, souvent anciens, formant un bloc continu. Enfin, l'usage veut parfois qu'on parle de « chaîne » même pour des sous-ensembles, à l'instar de la chaîne de Belledonne ou de la chaîne des Aravis, au sein des Alpes, dont la disposition des sommets est globalement rectiligne. Le terme de « monts », au pluriel, est employé de façon générique pour désigner une chaîne ou un massif.

## Géographie

### Topographie
La proportion de terres émergées situées à plus de 1 000 mètres d'altitude est d'environ un quart,, auquel peuvent s'ajouter 10 % de terres situées à une altitude inférieure mais présentant de fortes pentes selon les critères du Centre de surveillance de la conservation de la nature (UNEP-WCMC). Dans le détail, les reliefs montagneux couvrent approximativement 33 % de l'Eurasie, 24 % de l'Amérique du Nord, 19 % de l'Amérique du Sud et 14 % de l'Afrique.

#### Géomorphologie
Dans un massif montagneux, les sommets sont reliés par des crêtes et séparés par des cols, points les plus bas sur cette crête, et par des vallons, voire par de larges vallées, qui séparent plus généralement les différents massifs. Un sommet peut avoir une cime principale et des cimes secondaires.
La géomorphologie des montagnes dépend de différents facteurs : leur processus de formation (orogenèse), la vitesse de déformation (mouvements verticaux et horizontaux des roches), la nature des roches (les roches tendres donnent des reliefs plus doux que les roches dures) et le climat.

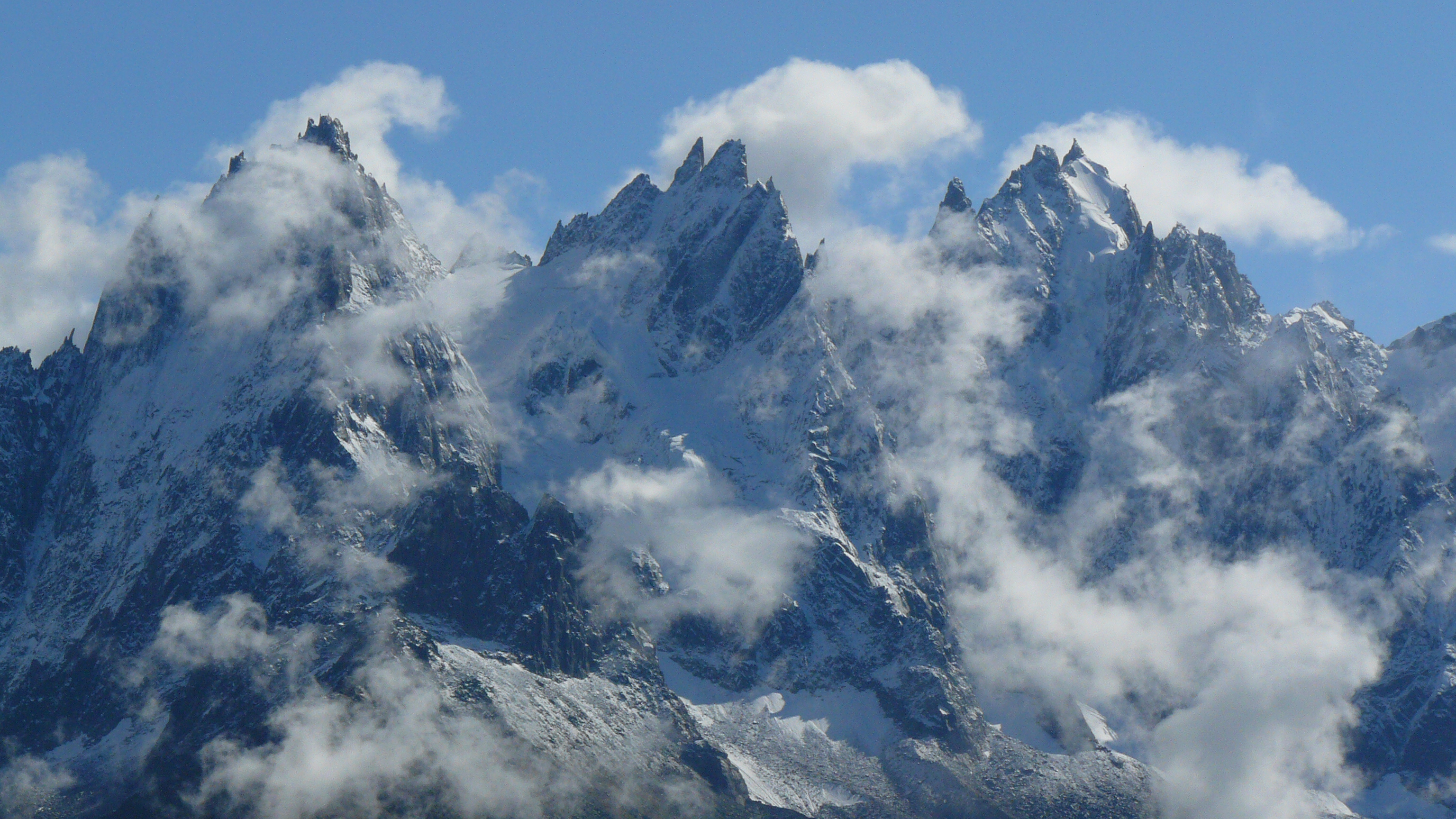
Vue des aiguilles de Chamonix, relief typique d'une chaîne de collision en milieu glaciaire.

Dans les chaînes de collision jeunes et les chaînes anciennes considérablement rajeunies, les sommets sont généralement qualifiés de « pics », lorsqu'ils ont une forme conique, ou d'« aiguille », lorsqu'ils sont particulièrement acérés sur une arête, voire de « dent » lorsqu'ils se détachent du relief. On trouve aussi les qualificatifs de « pointe », de « tête » ou encore de « roche, rocher, roc ». Lorsqu'ils ont connu une glaciation, les sommets peuvent présenter une forme de pic pyramidal dominant des vallées et cirques glaciaires.

Schéma représentant un relief de type jurassien et les terminologies associées.

Le relief de plissement se traduit par une géomorphologie spécifique. Le sommet d'un anticlinal forme un mont. Dans un relief conforme, de type jurassien, le fond d'un synclinal constitue un val. Une dépression au sommet d'un mont est une combe. Les corniches rocheuses en bord de val ou de combe sont appelées crêts. Les cluses sont des dépressions traversant perpendiculairement les anticlinaux. Dans un relief inverse, de type préalpin, les synclinaux se retrouvent au niveau des points hauts par érosion différentielle et sont dits « perchés ». Le relief appalachien est un type particulier de relief de plissement ayant été largement aplani, puis à nouveau soulevé provoquant une reprise de l’érosion. Dans ce cas, les anticlinaux et les synclinaux sont nommés respectivement barres et sillons.
En domaine extensif, le rebord d'un horst forme généralement un long escarpement de faille. L'érosion contribue à créer des sommets individualisés.
Les reliefs volcaniques sont de deux grands types. Les volcans explosifs se présentent généralement sous la forme de stratovolcans, d'aspect conique, ou de dômes de lave. Les stratovolcans peuvent supporter des dômes de lave et des cônes de scories secondaires, auquel cas ils sont dits complexes ; les volcans Somma en font partie. Les volcans effusifs se présentent sous la forme de volcans boucliers, de grandes dimensions avec de très faibles pentes. Ceux-ci peuvent également supporter des cônes volcaniques. Lorsque les volcans boucliers émettent des laves sous une calotte glaciaire, ils forment des tuyas. La majorité des volcans sous-marins sont des volcans boucliers. Les stratovolcans et les volcans boucliers présentent généralement à leur sommet des cratères et parfois, lorsque leur chambre magmatique se vide, une vaste caldeira.

Comparaison de stratovolcans et volcans boucliers
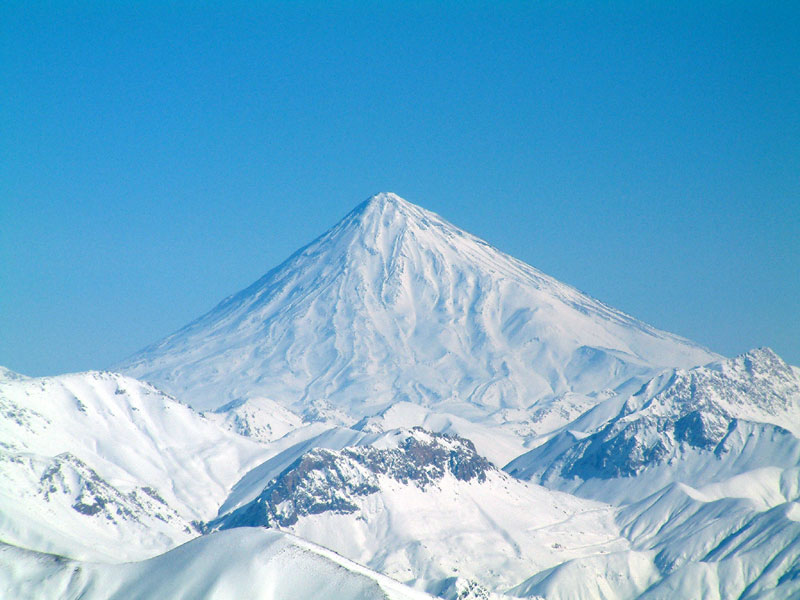
Vue du mont Damavand en hiver, stratovolcan endormi et point culminant de l'Iran.
Vue du mont Fuji, stratovolcan actif et point culminant du Japon.
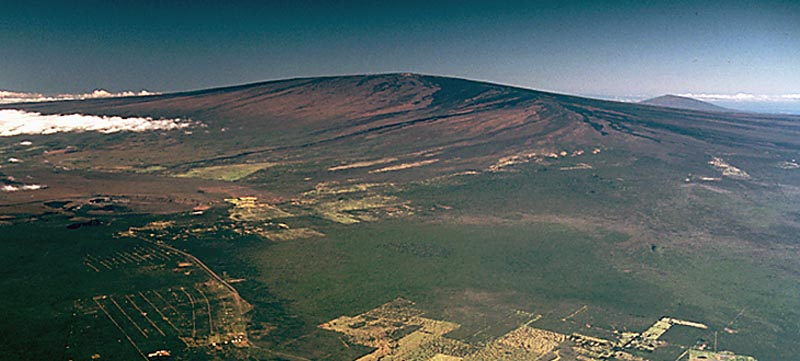
Vue aérienne du Mauna Loa, volcan bouclier à Hawaï.
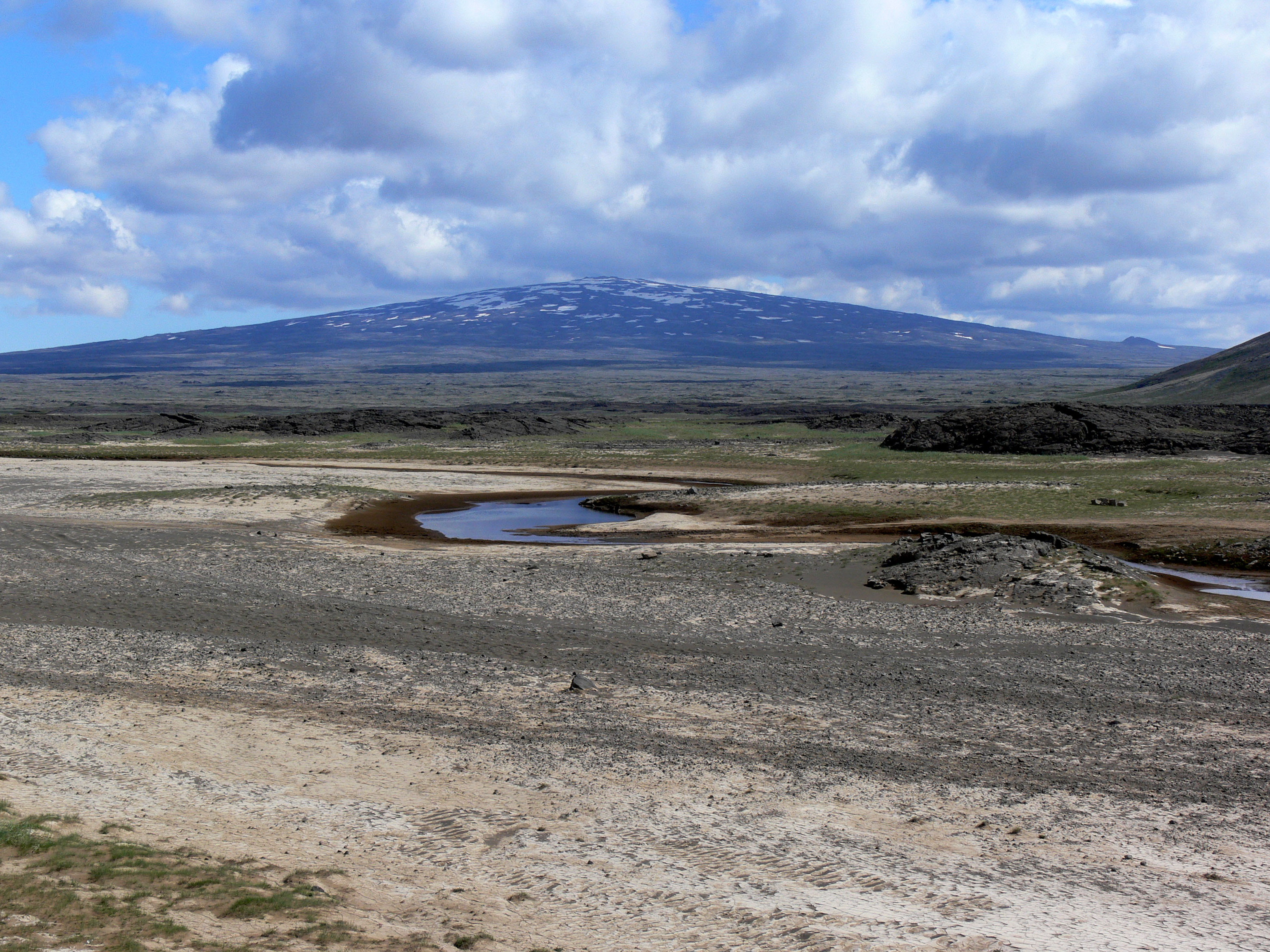
Vue du Skjaldbreiður, volcan bouclier en Islande.
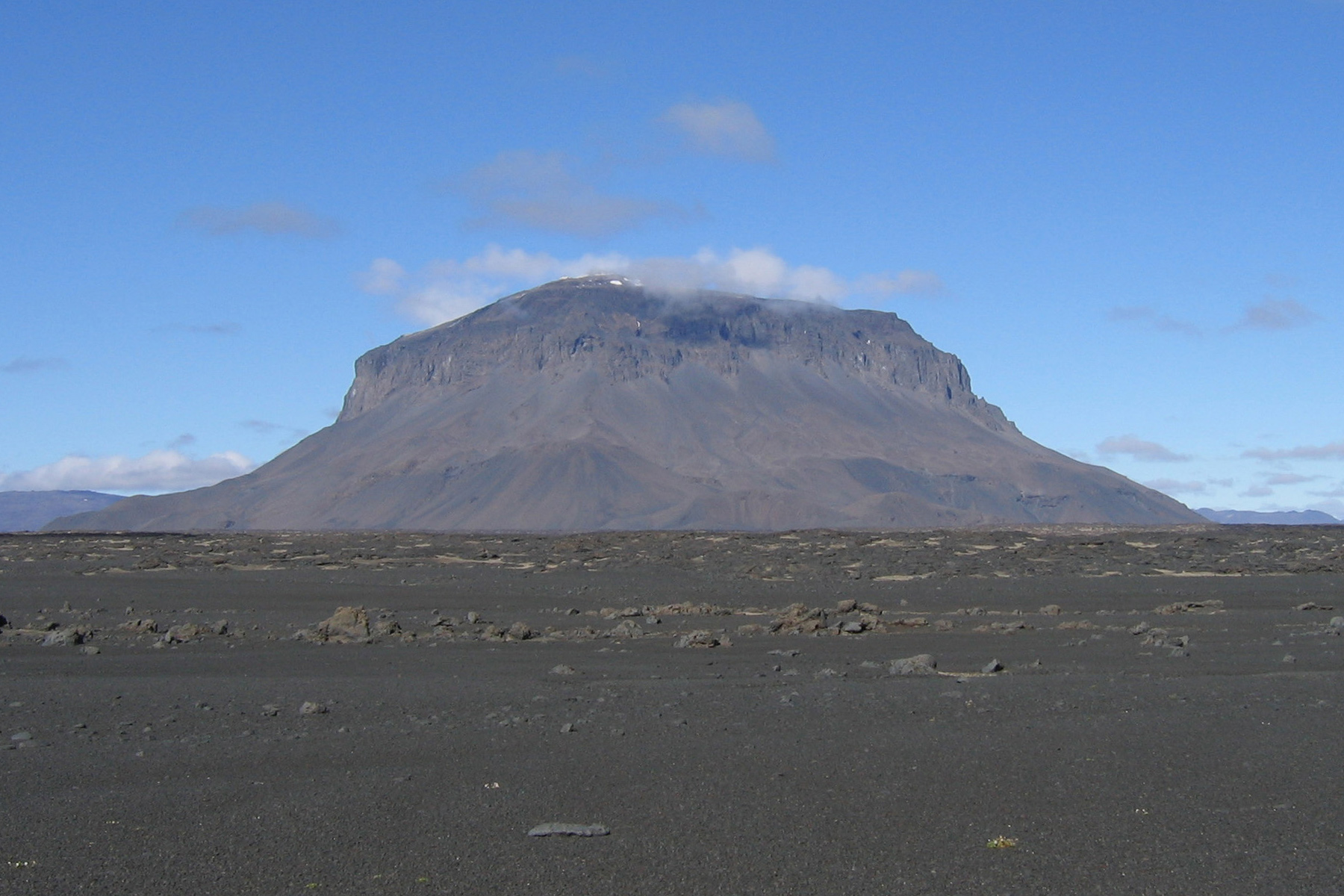
Vue du Herðubreið, tuya en Islande.

Dans les bassins sédimentaires, l'érosion différentielle peut également mettre au jour des reliefs. Si les couches sédimentaires sont monoclinales, c'est-à-dire inclinées et non plissées (couches de même pendage), avec une alternance de roches dures au-dessus et tendres en dessous, l'érosion forme en bordure du bassin une cuesta, au front raide et au revers peu incliné ; si le fragment rocheux est totalement isolé, il constitue une butte-témoin,,. Si les couches ne sont pas inclinées, ou faiblement, l'érosion peut provoquer l'apparition d'un relief tabulaire appelé mesa s'il constitue un plateau, butte si ses dimensions sont moindres,, planèze si l'origine est un relief volcanique inversé, ou tepuy en milieu tropical. Parmi les différentes formes d'inselberg, on trouve le bornhardt et le kopje, qui sont respectivement un monolithe naturel inclusif et un amoncellement de rochers, ou encore le morne, en milieu tropical, le monadnock en zone tempérée,, le neck et le dyke, qui sont respectivement les résidus d'une cheminée volcanique et d'un filon volcanique vertical dégagés par l'érosion.

#### Principaux ensembles montagneux
Il existe à la surface des continents deux grandes zones principales d'orogenèse active : la ceinture alpine et la ceinture circum-pacifique,.

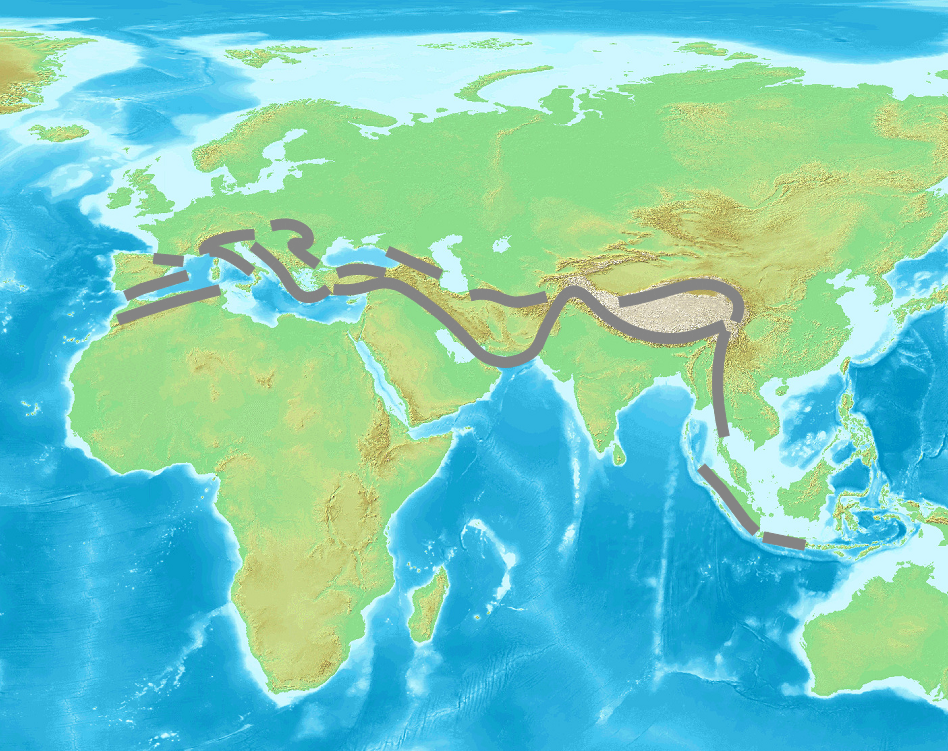
Carte des principales chaînes de montagnes constituant la ceinture alpine.

La première est issue de la fermeture, dès le Crétacé, de l'océan Téthys, principalement par collision des plaques africaine et indienne avec l'Eurasie depuis l'Éocène. Elle s'étend du Maghreb à l'Asie du Sud-Est. Elle comprend la majeure partie de l'Atlas, l'arc de Gibraltar, les Pyrénées, les Alpes, le massif du Jura, les Apennins, les Carpates, les Balkans, l'Anatolie, le Caucase, l'Elbourz, les monts Zagros, les monts Hajar, le Kopet-Dag, l'Hindou Kouch, le Pamir, le Karakoram, l'Himalaya, le plateau tibétain, la cordillère du Kunlun, les monts Hengduan, la chaîne Tenasserim et les Bukit Barisan,,.

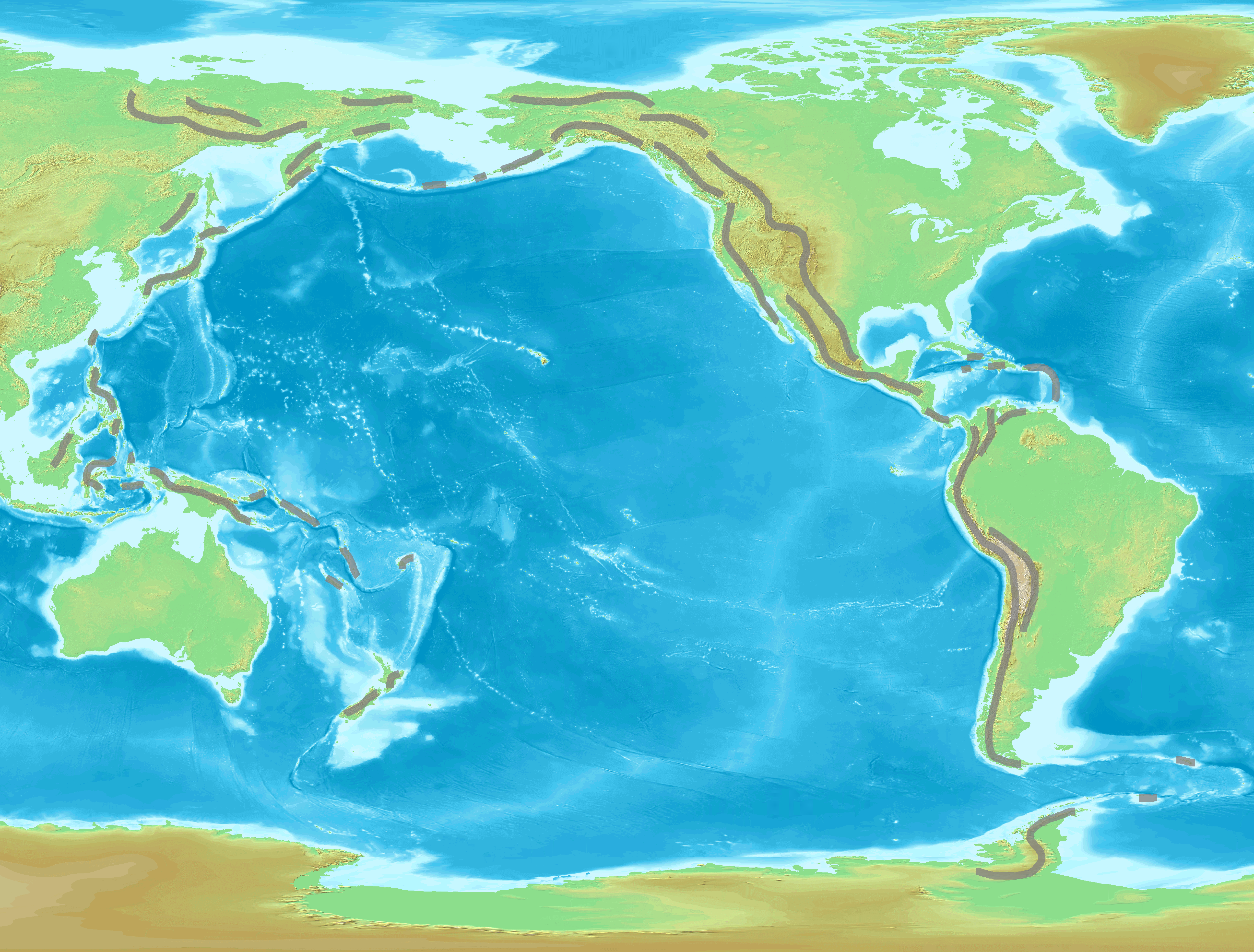
Carte des principales chaînes de montagnes constituant la ceinture circum-pacifique.

La seconde s'étend sur le pourtour de l'océan Pacifique, le long de fosses océaniques. Elle se met en place dès le début du Mésozoïque. C'est une zone volcanique extrêmement active. En Amérique, jusqu'à la terre de Graham en Antarctique au sud, elle se matérialise par la cordillère américaine et englobe la chaîne aléoutienne, la chaîne Brooks, la chaîne d'Alaska, les monts Mackenzie, les chaînes côtières du Pacifique, les montagnes Intérieures, la chaîne Columbia, les montagnes Rocheuses, la sierra Madre orientale, la sierra Madre del Sur, la sierra Madre de Chiapas, la cordillère Centrale, la cordillère de Talamanca, l'arc insulaire des Antilles, la cordillère des Andes et les Antarctandes. Sur la marge occidentale du Pacifique, elle est constituée par les monts de Verkhoïansk, les monts Tcherski, les montagnes du Kamtchatka (chaîne Orientale et chaîne Centrale) et du Japon (dont les Alpes japonaises), la chaîne de Sikhote-Aline, les montagnes de Taïwan, des Philippines et des îles de la Sonde (Indonésie), la chaîne Centrale de Nouvelle-Guinée et les Alpes de Nouvelle-Zélande,,.

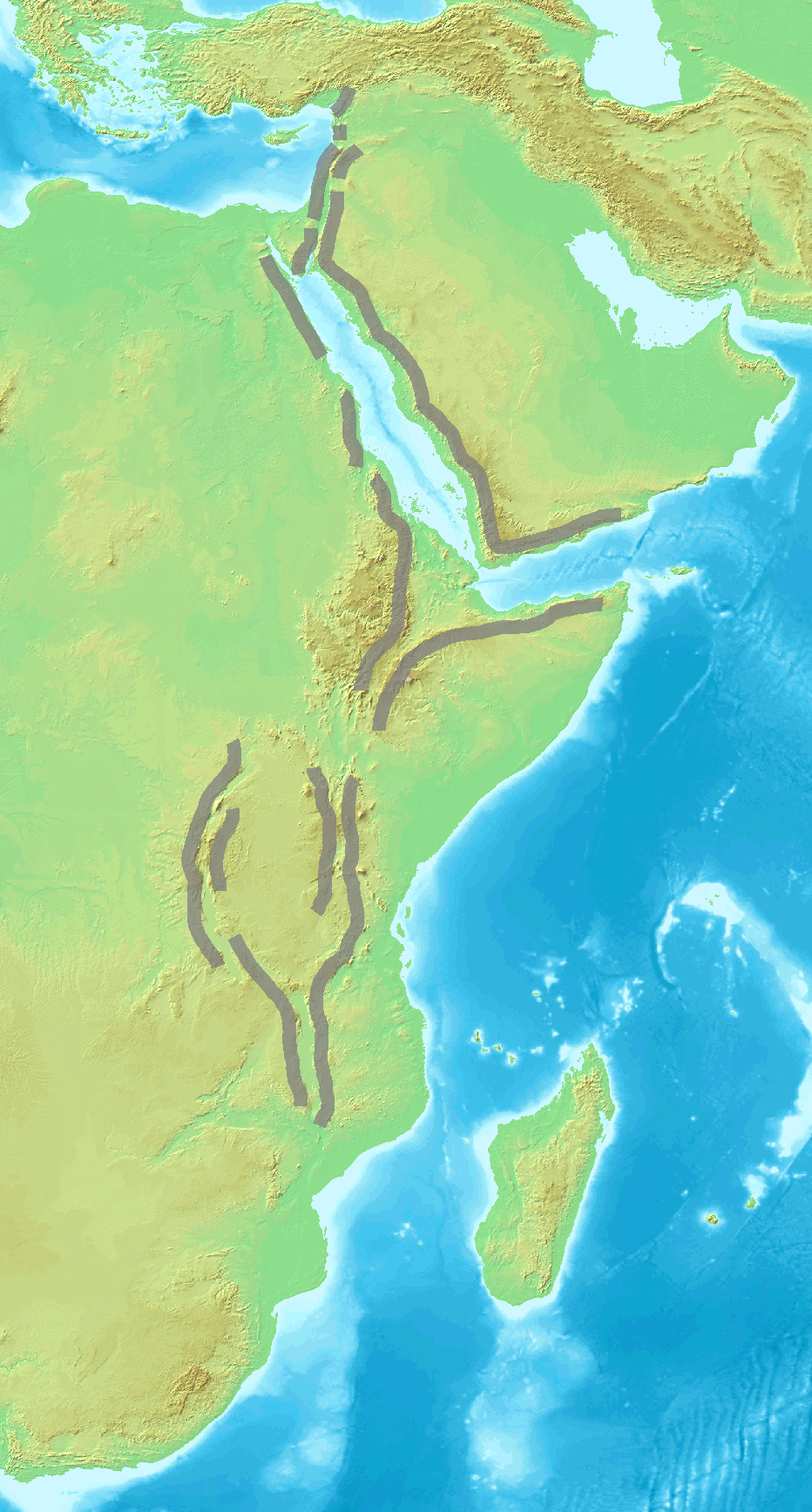
Carte des principales chaînes de montagnes constituant la vallée du Grand Rift.

À une moindre échelle, la vallée du Grand Rift est également un système montagneux très jeune, apparu seulement vers l'Oligocène. Il inclut les monts Nur, les montagnes des Alaouites, le mont Liban, l'Anti-Liban, les monts de Judée, la pointe méridionale du Sinaï, les monts Sarawat, le bloc Danakil, les hauts plateaux d'Éthiopie, le Rwenzori, les montagnes des Virunga, les monts Bleus, les monts Mitumba, l'Aberdare, le massif du Ngorongoro, les Southern Highlands et les Mafinga Hills.

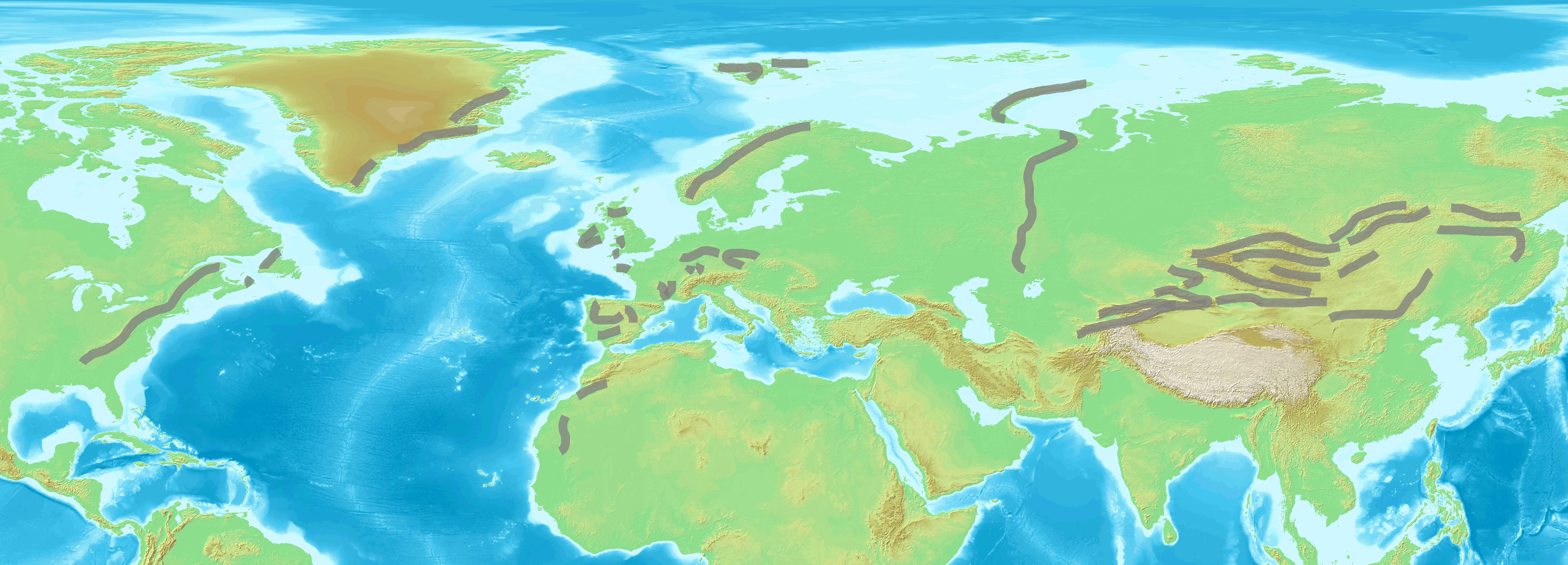
Carte des principales chaînes de montagnes liées aux orogenèses calédonienne et varisque.

À l'inverse, un système montagneux majeur, désormais inactif, a été constitué par plusieurs phases orogéniques au cours du Paléozoïque. Il comprend les Appalaches, les montagnes d'Irlande, les Highlands d'Écosse, l'Est du Groenland, les Alpes scandinaves, les Spitzberg, la Cornouailles, l'Anti-Atlas, les Mauritanides, le centre de la péninsule Ibérique dont le Système central et le Système ibérique, l'ensemble de la chaîne varisque (ou localement hercynienne) constituée par le Massif armoricain, le Massif central, le massif des Vosges, la Forêt-Noire, le massif schisteux rhénan, le Harz, le massif de Bohême et le massif de Thuringe-Franconie, ainsi que l'Oural, le Tian Shan, l'Altaï, les monts Saïan, les monts Khangaï, les monts Baïkal et les monts Stanovoï,,.

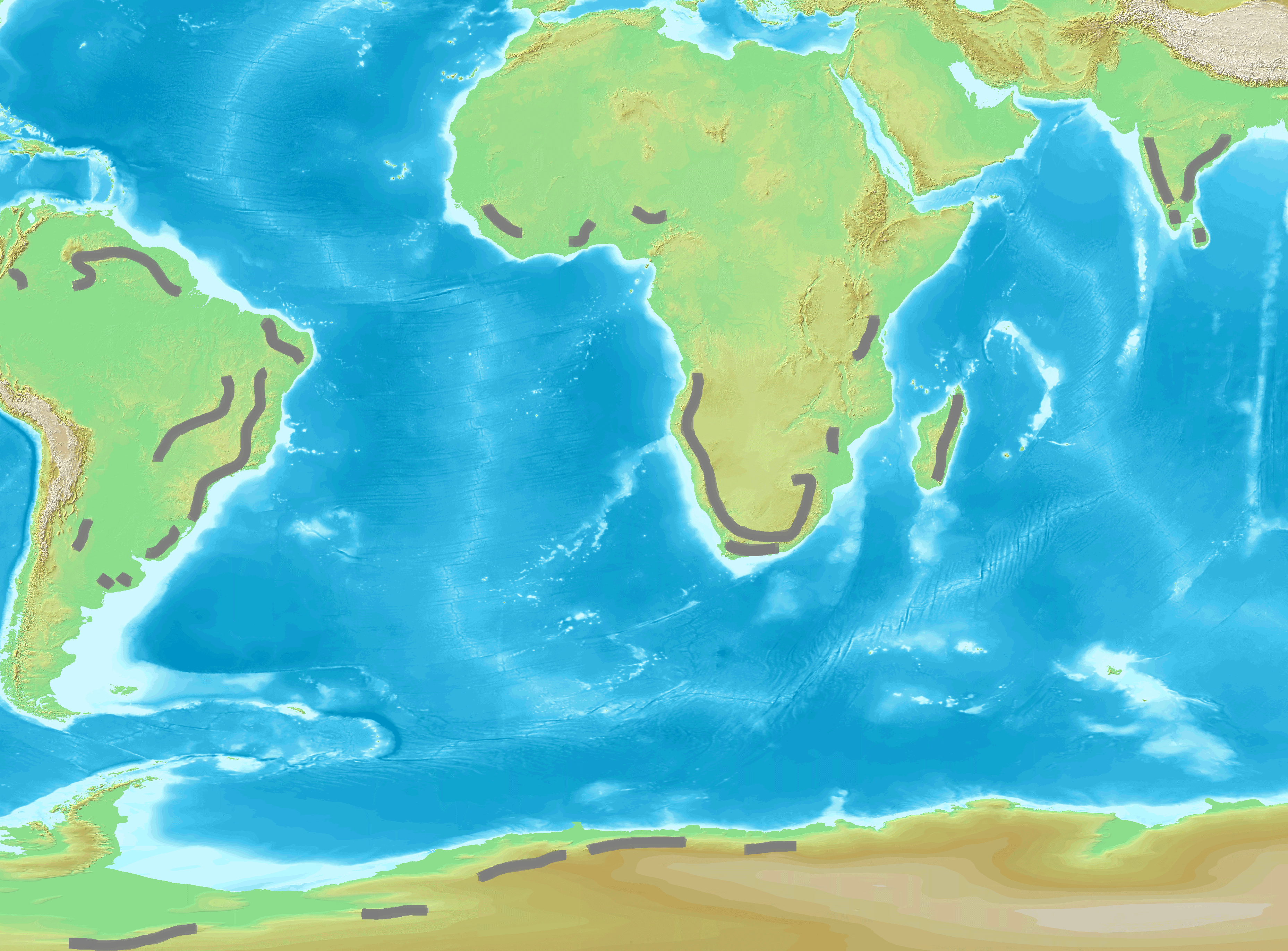
Carte des principales chaînes de montagnes liées à l'orogenèse panafricaine.

Un autre système montagneux ancien, dit panafricain, s'est formé progressivement entre le Permien et le Jurassique, accompagnant l'assemblage puis la dislocation du Gondwana, au niveau du plateau des Guyanes, des massifs de l'Est du Brésil (dont la serra do Mar), des montagnes de la ceinture plissée du Cap puis du Grand Escarpement africain, des monts Ellsworth et autres massifs de la terre de la Reine-Maud en Antarctique, des montagnes de Madagascar et des Ghats occidentaux et orientaux en Inde,.

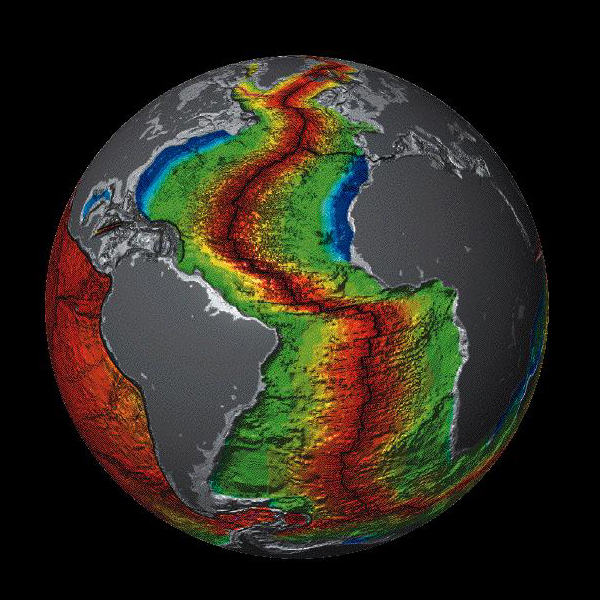
Image de synthèse mettant en évidence la dorsale médio-atlantique.

Plus ancienne encore est l'orogenèse ayant donné naissance au Cambrien à la chaîne Transantarctique, largement rajeunie au Crétacé, ainsi qu'aux chaînes du Mont-Lofty et de Flinders en Australie-Méridionale,,. La Cordillère australienne est une chaîne de montagne majeure dont la formation par accrétion à partir du Carbonifère peut être considérée comme leur prolongation tardive, mais les phases suivantes incluant du volcanisme, un soulèvement isostatique et un rifting l'en distinguent nettement,.
Quoi qu'il en soit, le plus long système montagneux sur Terre se trouve au fond des océans, au niveau de la dorsale médio-océanique.

#### Principaux sommets

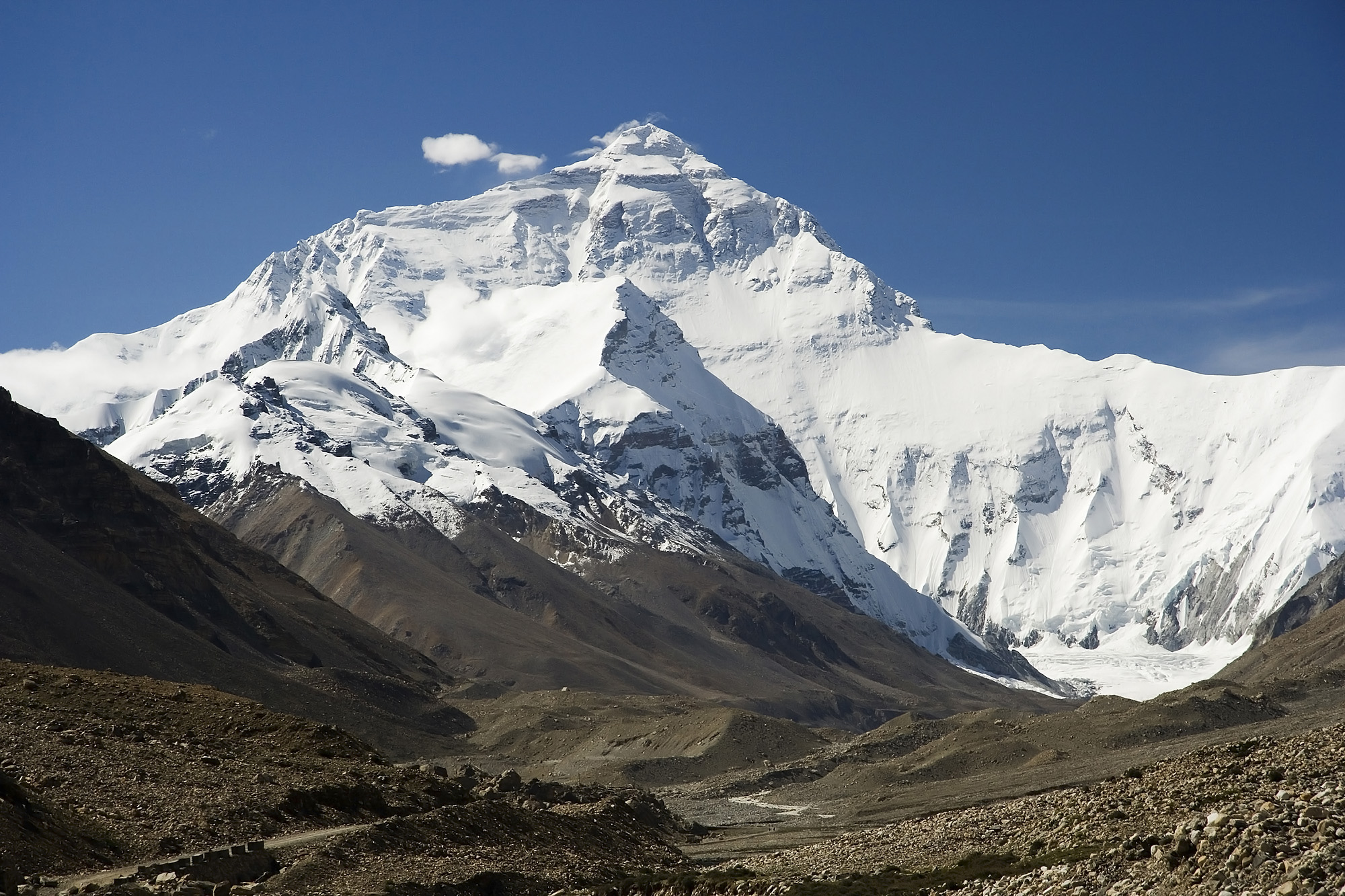
Vue de la face nord de l'Everest (8849 m), sommet le plus haut par rapport au niveau de la mer.

La principale notion pour apprécier la hauteur d'un sommet est l'altitude. Elle est relativement moderne et reste très vague jusqu'au XVIIe siècle. Auparavant, la distance depuis laquelle un sommet était observable était déterminante et favorisait les plus proches de la mer. Sur Terre, l'altitude se définit par rapport au niveau de la mer. Tous les sommets de plus de 7 000 mètres d'altitude se trouvent en Asie, en particulier les quatorze sommets de plus de 8 000 mètres, dans l'Himalaya et le Karakoram : Everest (8 849 m), K2 (8 611 m), Kangchenjunga (8 586 m), Lhotse (8 516 m), Makalu (8 485 m), Cho Oyu (8 188 m), Dhaulagiri I (8 167 m), Manaslu (8 163 m), Nanga Parbat (8 126 m), Annapurna I (8 091 m), Gasherbrum I (8 080 m), Broad Peak (8 051 m), Gasherbrum II (8 035 m) et Shishapangma (8 027 m). Le sommet le plus élevé en dehors d'Asie est l'Aconcagua (6 962 m), en Amérique du Sud. Les sept sommets sont les sommets les plus élevés de chacun des sept continents, mais ils sont soumis à des interprétations variables.

Schéma de comparaison des altitudes des quatorze sommets de plus de huit mille mètres (pointes rouges ou roses) et des sept sommets et sept seconds sommets, plus hauts et deuxièmes plus hauts sommets de chaque continent.

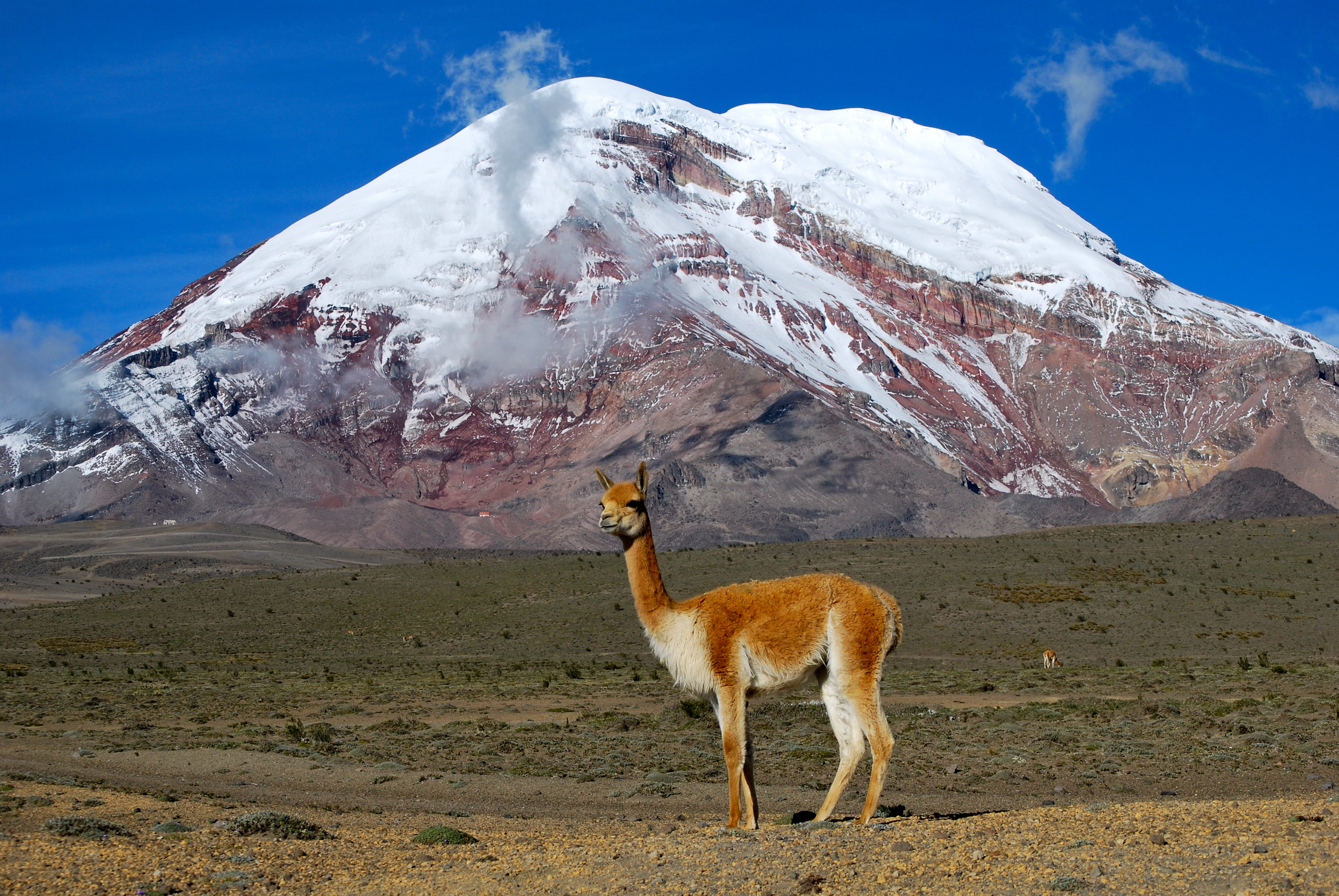
Vue du Chimborazo (6263 m), en Équateur, sommet le plus éloigné du centre de la Terre ; au premier plan, une vigogne.

D'autres référentiels peuvent être pris en considération : en se référant à la base de la montagne, c'est-à-dire le dénivelé, le Nanga Parbat (environ 7 000 m par rapport à la vallée de l'Indus distante de 25 km), le mont McKinley (environ 5 500 m) ou encore le Kilimandjaro (4 800 à 5 200 m) sont particulièrement notables ; en tenant compte de sa partie émergée, le Mauna Kea a une élévation verticale de plus de 9 000 mètres, alors que son voisin, le Mauna Loa, moins élevé mais plus volumineux, s'enfonce plus profondément dans le plancher océanique et présente une hauteur totale d'environ 17 000 mètres depuis sa racine, ; le sommet du Chimborazo, en raison du renflement équatorial, est le point de la surface le plus éloigné du centre de la Terre.

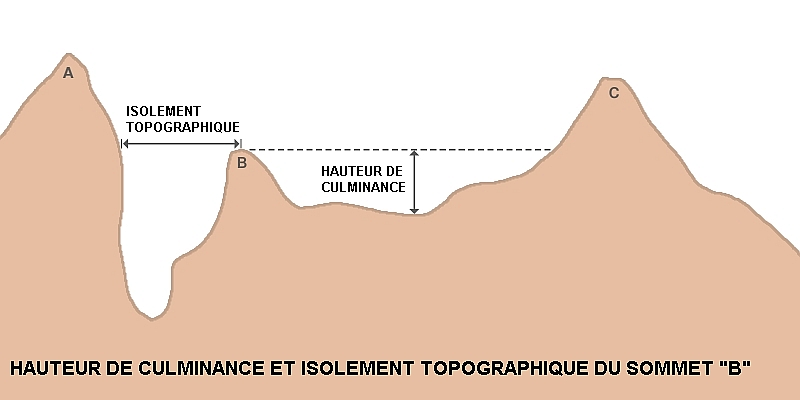
Schéma représentant la hauteur de culminance et l'isolement topographique.

La notion de hauteur de culminance, ou proéminence topographique, s'est ainsi développée pour prendre en compte l'importance du relief. Ébauchée dans les années 1920 par John Rooke Corbett pour les hauteurs d'Écosse, elle est normalisée à partir des années 1960. Elle correspond à la différence d'altitude entre un sommet donné et l'ensellement ou le col le plus élevé permettant d'atteindre une cime encore plus haute. Selon cette définition, les dix plus hauts sommets du monde sont, dans l'ordre, l'Everest (8 849 m), l'Aconcagua (6 962 m), le mont McKinley (6 138 m), le Kilimandjaro (5 885 m), le pic Cristóbal Colón (5 509 m), le mont Logan (5 250 m), le pic d'Orizaba (4 922 m), le massif Vinson (4 892 m), le Puncak Jaya (4 884 m) et l'Elbrouz (4 741 m).
L'isolement topographique est la distance séparant un sommet du point d'altitude supérieure ou égale le plus proche. Ainsi, les dix sommets les plus isolés au monde sont l'Everest, l'Aconcagua (16 520 km), le mont McKinley (7 451 km), le Kilimandjaro (5 562 km), le Puncak Jaya (5 264 km), le massif Vinson (4 911 km), le mont Orohena (4 133 km), le Mauna Kea (3 947 km), Gunnbjørn (3 254 km) et l'Aoraki/Mont Cook (3 140 km).

#### Reliefs extraterrestres
La plus haute montagne connue avec précision du Système solaire est Olympus Mons, volcan bouclier sur la planète Mars avec 21,2 kilomètres d'altitude et 21,9 kilomètres de hauteur, pour un diamètre de 600 kilomètres. Les autres planètes telluriques présentent également des formations montagneuses : Maxwell Montes, culminant à Skadi Mons sur Vénus à 10,7 kilomètres d'altitude pour 6,4 kilomètres de hauteur, dont l'origine est tectonique, et Caloris Montes, s'élevant à moins de 3 kilomètres de hauteur à la suite d'un impact sur Mercure. Il en est de même pour nombre de satellites et de planètes mineures. Ainsi, sur (4) Vesta, le pic central de Rheasilvia s'élève à environ 22 kilomètres au-dessus du fond du cratère d'impact, soit une hauteur comparable à celle d'Olympus Mons mais de loin la plus haute du Système solaire par rapport au diamètre de son astre. La crête équatoriale de Japet, dont l'origine est incertaine, mesure environ 20 kilomètres de haut. Le point culminant de Io se trouve sur Boösaule Montes, dont l'origine est tectonique ; il a environ 18 kilomètres de hauteur. Sur Mimas, le cratère d'impact Herschel possède également un pic central ; sa hauteur atteint 7 kilomètres. Le plus haut sommet de la Lune, le mont Huygens, dans les monts Apennins, mesure 5,5 kilomètres.
Plusieurs astres du Système solaire possèdent des formations à l'aspect de montagnes, mais qui seraient constituées de glace, appelées cryovolcans, absents sur Terre. Parmi les candidats à ce processus figurent le mont Ahuna sur (1) Cérès, Doom Mons sur Titan et éventuellement quelques reliefs de Pluton.

Montagnes remarquables du Système solaire
Schéma des dimensions comparées d'Olympus Mons avec les plus hautes montagnes terrestres : le Mauna Kea et l'Everest.
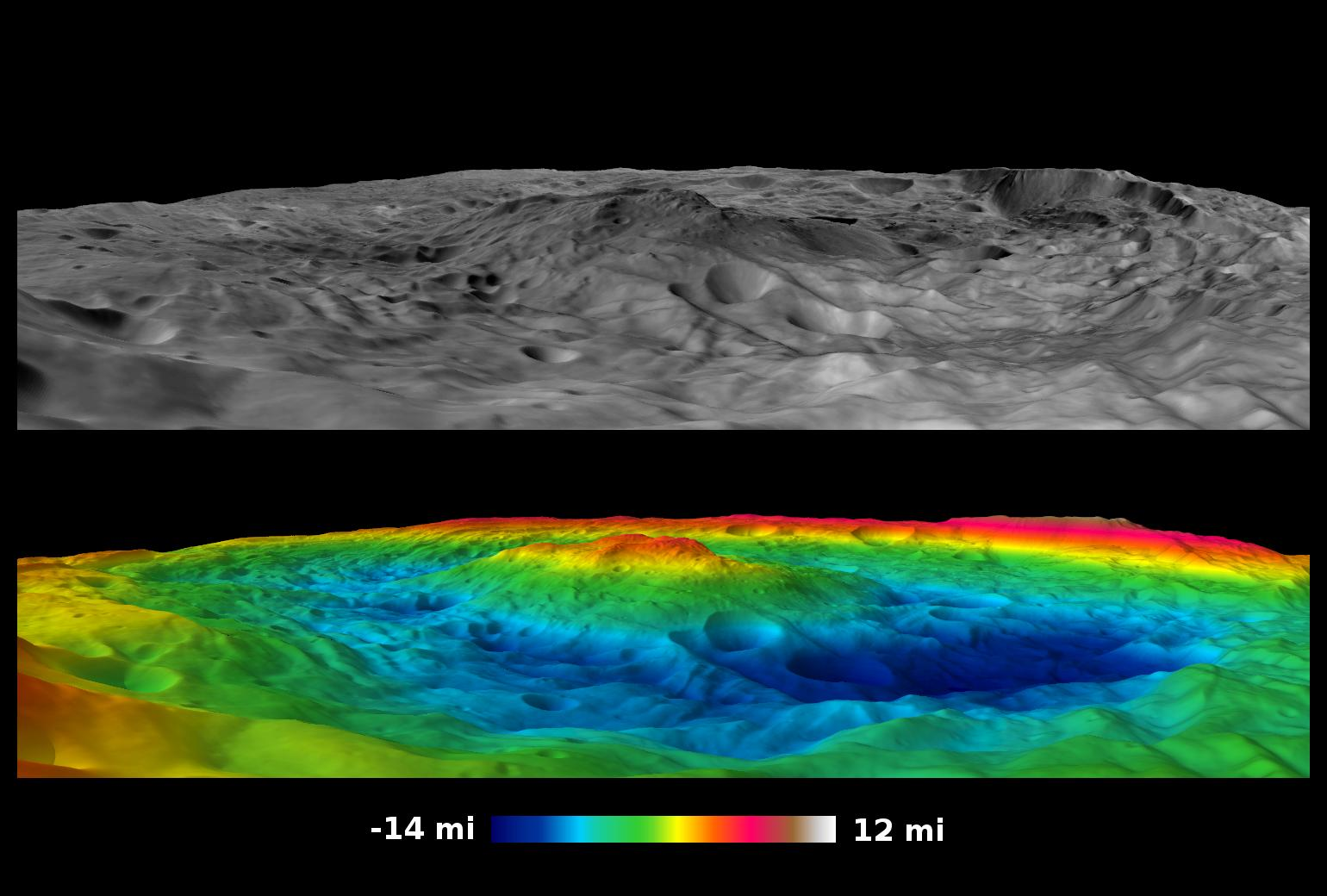
Image de synthèse en vue oblique de Rheasilvia avec une échelle de la hauteur en couleurs.
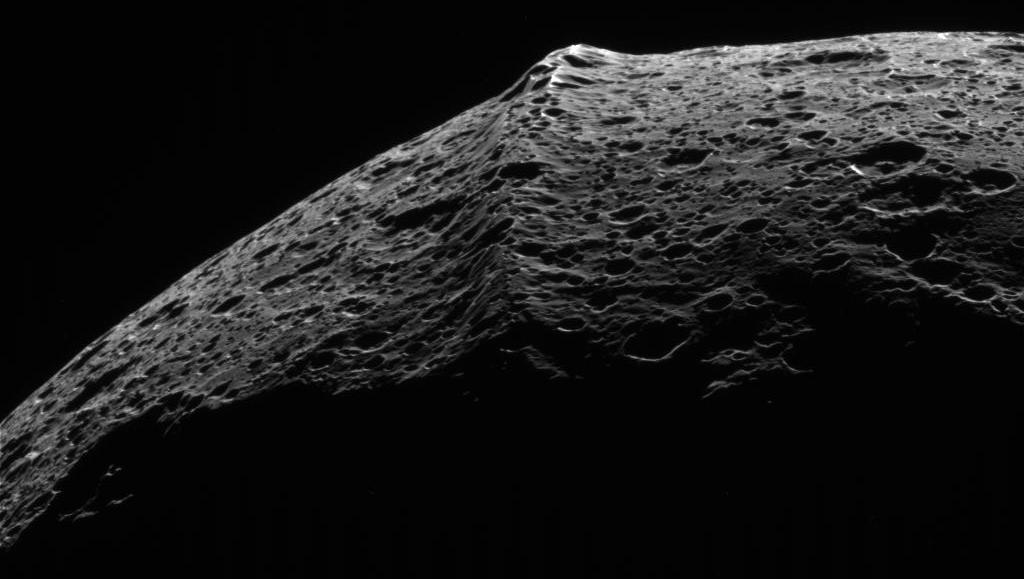
Vue en gros plan de la crête équatoriale de Japet.
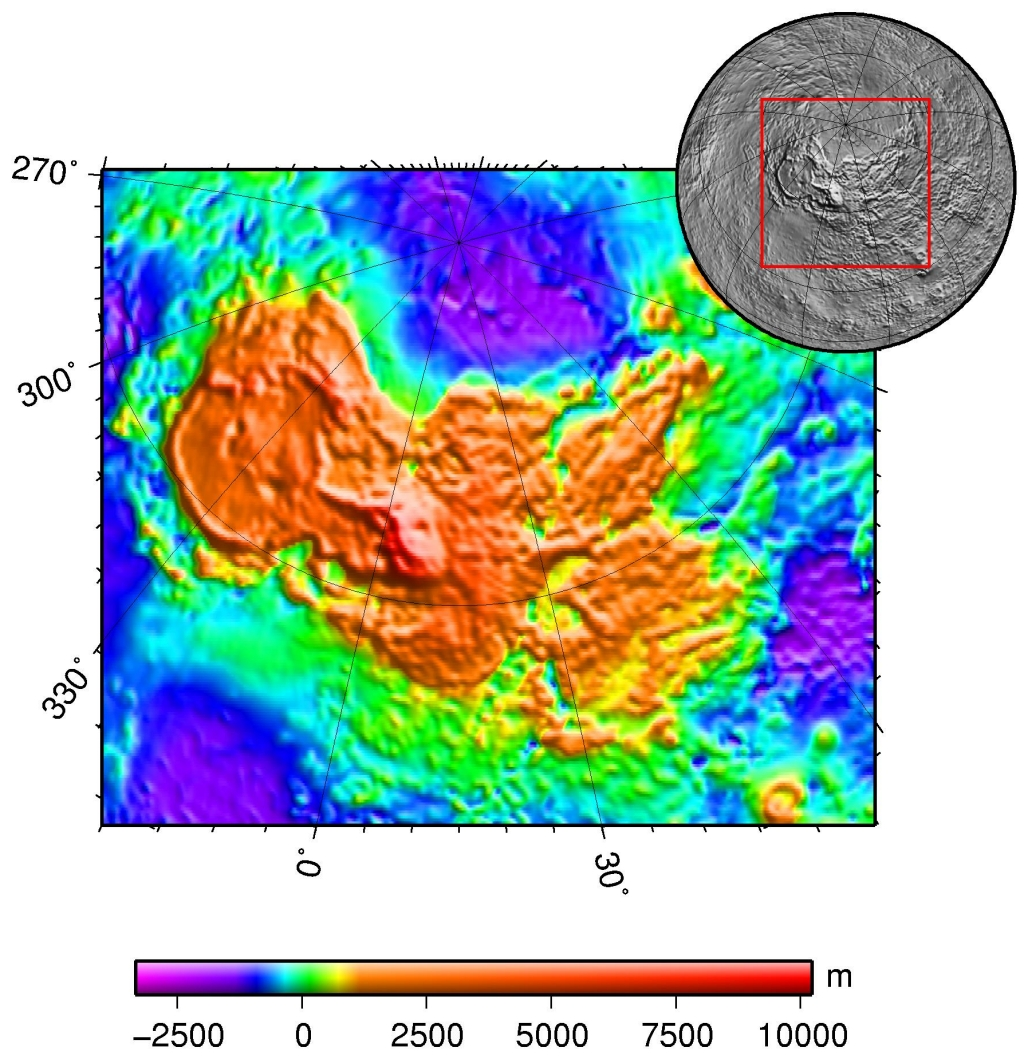
Image de synthèse représentant Ishtar Terra avec Maxwell Montes près du centre.
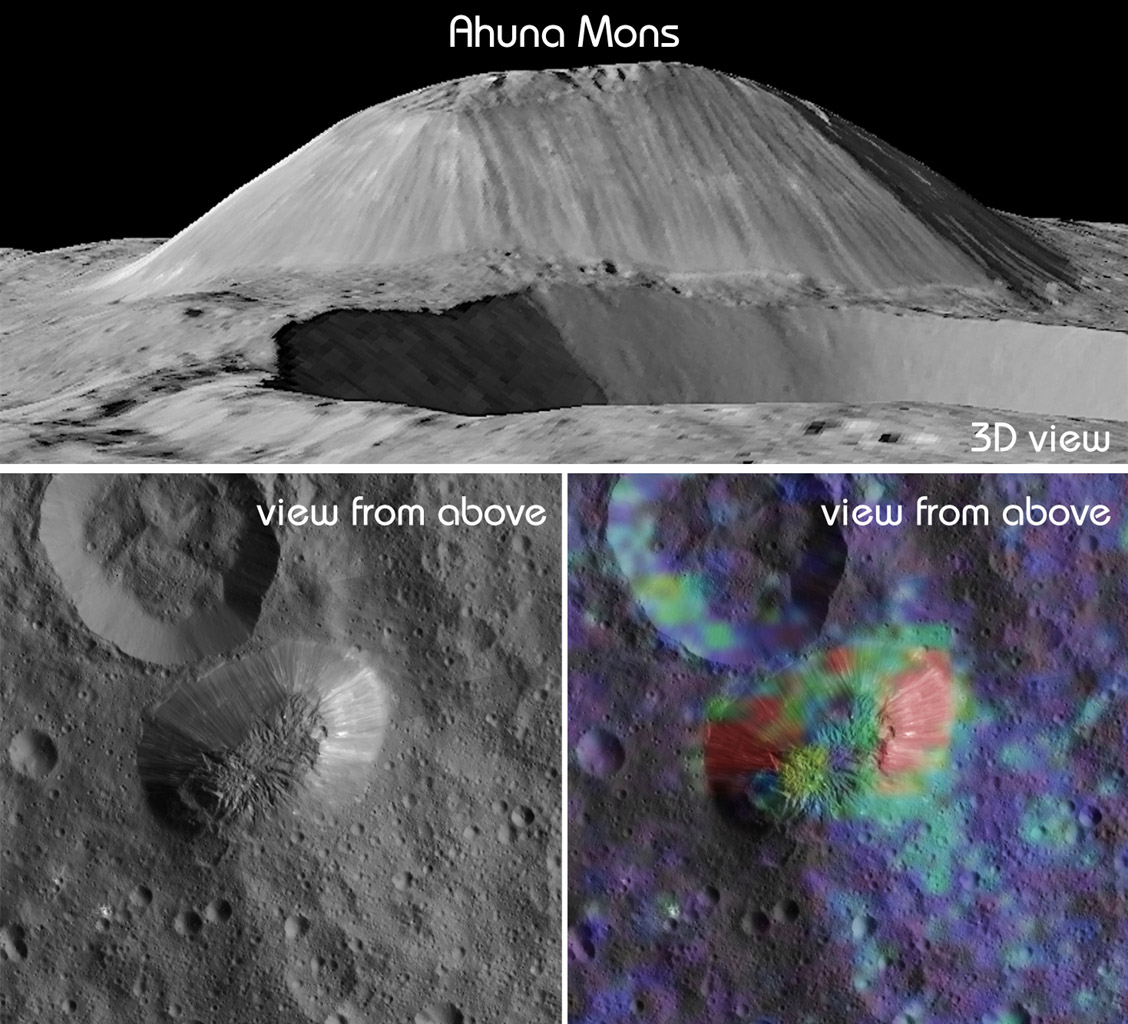
Vues du mont Ahuna.

### Hydrographie
En raison des précipitations qui s'abattent sur elles, du manteau neigeux voire des glaciers qui peuvent s'y former et y constituer un stockage sous forme solide, permettant une régulation du débit des cours d'eau vers la plaine, les montagnes sont d'importantes ressources en eau douce. Les plus grands fleuves prennent tous leur source sur des hautes terres. C'est pourquoi les montagnes sont qualifiées de « châteaux d'eau »,,.

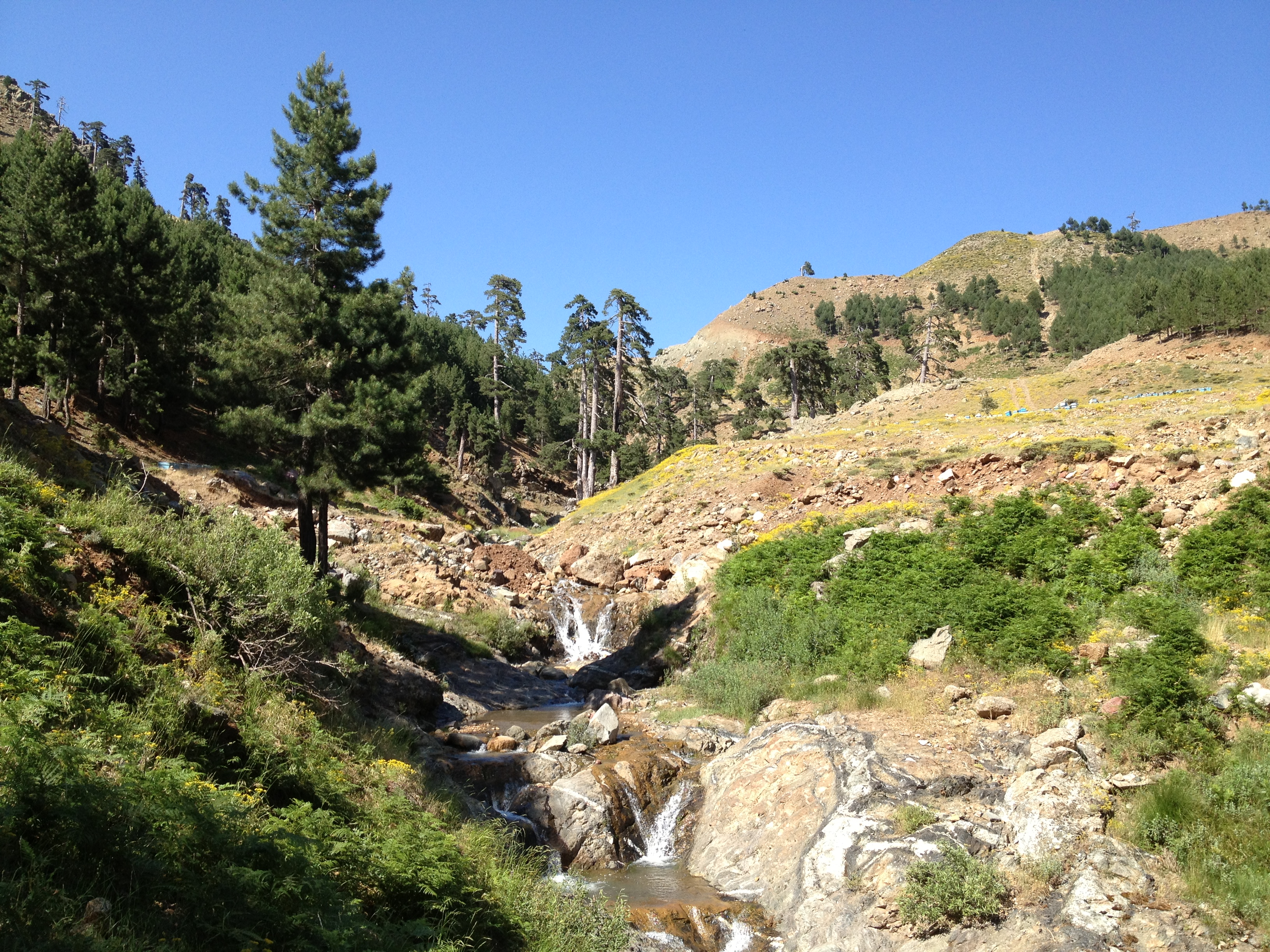
Vue du torrent Acısu dans le massif de l'Anti-Taurus, dans le Sud de la Turquie, à la limite entre les zones de production (graviers au second plan) et de transport (cuvettes au premier plan).

L'eau des montagnes s'écoule vers les plaines au travers du réseau fluvial et des nappes d'eau souterraine. Dans les parties les plus hautes et les plus pentues, au travers de ravins, les torrents arrachent des sédiments par érosion au niveau de la « zone de production ». Le blocage puis la purge des chenaux entraînent des coulées de débris qui laissent apparaître la roche du lit. Dans la partie intermédiaire se trouve la « zone de transport », qui jaillit entre les rochers, formant des cuvettes et des petites chutes d'eau en « marches d'escalier ». Au niveau des piémonts se trouve la « zone de dépôt », avec la pente la plus faible mais la largeur la plus importante, permettant une sédimentation.
Plus de la moitié de la population mondiale dépend de cette eau ; dans les zones arides et semi-arides, cette proportion grimpe aux alentours de 90 %,. Par exemple, les dix plus grands fleuves de l'aire Hindou Kouch–Himalaya alimentent à eux seuls les besoins en eau douce de 20 % de la population mondiale ; de même, le mont Kenya fournit de l'eau à sept millions d'habitants.
Toutefois, le changement climatique perturbe le régime des précipitations, notamment leur répartition saisonnière, et les capacités de régulation des écosystèmes. Le recul des glaciers amoindrit les capacités de stockage en eau douce. De plus, l'exploitation des régions montagneuses, notamment par déforestation, fragilise leur écosystème et favorise le ruissellement de surface entraînant des glissements de terrain et des inondations. À l'inverse, l'irrigation et la rétention d'eau pour l'hydroélectricité en amont contribuent aux sécheresses en aval,.

### Géologie

#### Orogenèse

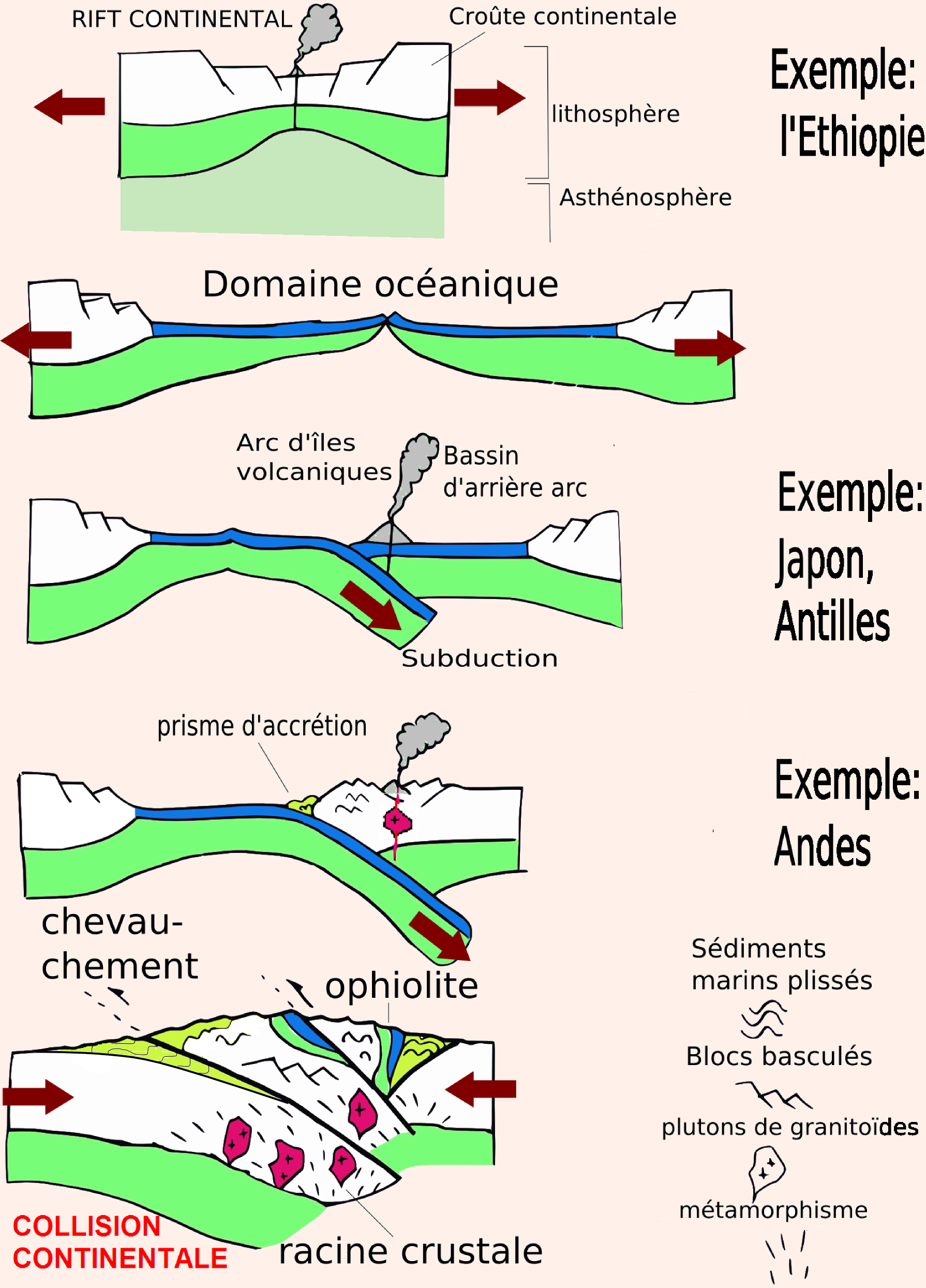
Schéma modélisant un cycle orogénique.

Les processus de formation des ensembles montagneux mettent le plus souvent en jeu des mouvements tectoniques. Plusieurs types d'orogenèse (littéralement « naissance de relief ») en découlent. Les forces mises en jeu modifient l'équilibre gravitaire par déplacement des masses rocheuses et affectent le géoïde terrestre.
Lorsque la lithosphère continentale se fragmente et que deux plaques se mettent à diverger, l'extension crustale entraîne l'apparition dans le socle de failles normales. Au niveau de la croûte continentale, elles sont listriques et compartimentent le socle en blocs basculés,. L'arête la plus haute du bloc, à l'aplomb du bord de faille, constitue la crête de la formation montagneuse, avec en général un versant plus abrupt que l'autre du fait de l'angle d'inclinaison (pendage). Ce relief en hémigraben s'observe au niveau des rifts continentaux, par exemple le long de la vallée du Grand Rift, et sur les marges continentales passives,. Avec l'apparition de la lithosphère océanique, des roches magmatiques remontent en surface et forment une dorsale,.
Lorsque deux plaques convergent, la lithosphère océanique, plus dense, plonge selon un plan incliné sous la lithosphère continentale au niveau de la zone de subduction. Les roches sédimentaires de la plaque océanique sont comprimées en bordure de la plaque chevauchante au niveau du prisme d'accrétion, tandis que la croûte continentale s'épaissit pour former une cordillère et que les roches de la lithosphère océanique, plongées en profondeur, se transforment en magma sous l'effet de la température et de la pression et remontent par infiltration à la surface pour donner naissance à un arc volcanique, comme dans la cordillère des Andes. Dans le cas d'une convergence entre deux plaques océaniques, un arc insulaire se met en place le long de la fosse océanique, telles les îles Aléoutiennes. Le volcanisme associé à une subduction est généralement explosif. Il se retrouve sur une grande partie de la ceinture de feu du Pacifique.
Si l'océan se referme entièrement, la convergence provoque une collision continentale qui se manifeste par la création d'une chaîne de montagnes par plissement et chevauchement d'une plaque par-dessus l'autre. Le socle continental est parcouru de failles inverses. Les roches au-dessus du socle sont détachées et charriées. Les blocs basculés préalables sont surélevés. Le raccourcissement horizontal de l'écorce terrestre provoque un épaississement crustal vertical, aussi bien vers le haut qu'au niveau de la racine. La fusion partielle des roches en profondeur entraîne des intrusions de granite. La ceinture alpine est essentiellement liée à ce processus de collision et plissement. Le long des marges de coulissage, les terrains de part et d'autre de la faille transformante sont juxtaposés, déformés et soulevés par frottement des deux plaques,.
Un panache est une remontée de roches très profondes issues du manteau terrestre. Il serait à l'origine du volcanisme de point chaud, généralement effusif. Avec le déplacement des plaques tectoniques au-dessus du panache, qui lui reste fixe, les roches magmatiques forment des chaînes de montagnes. La chaîne sous-marine Hawaï-Empereur en est un bon exemple. En milieu continental, ce volcanisme peut se traduire par des épanchements colossaux de lave appelés trapps, à l'instar de ceux du Deccan au moment du passage du sous-continent indien au-dessus du point chaud de La Réunion.

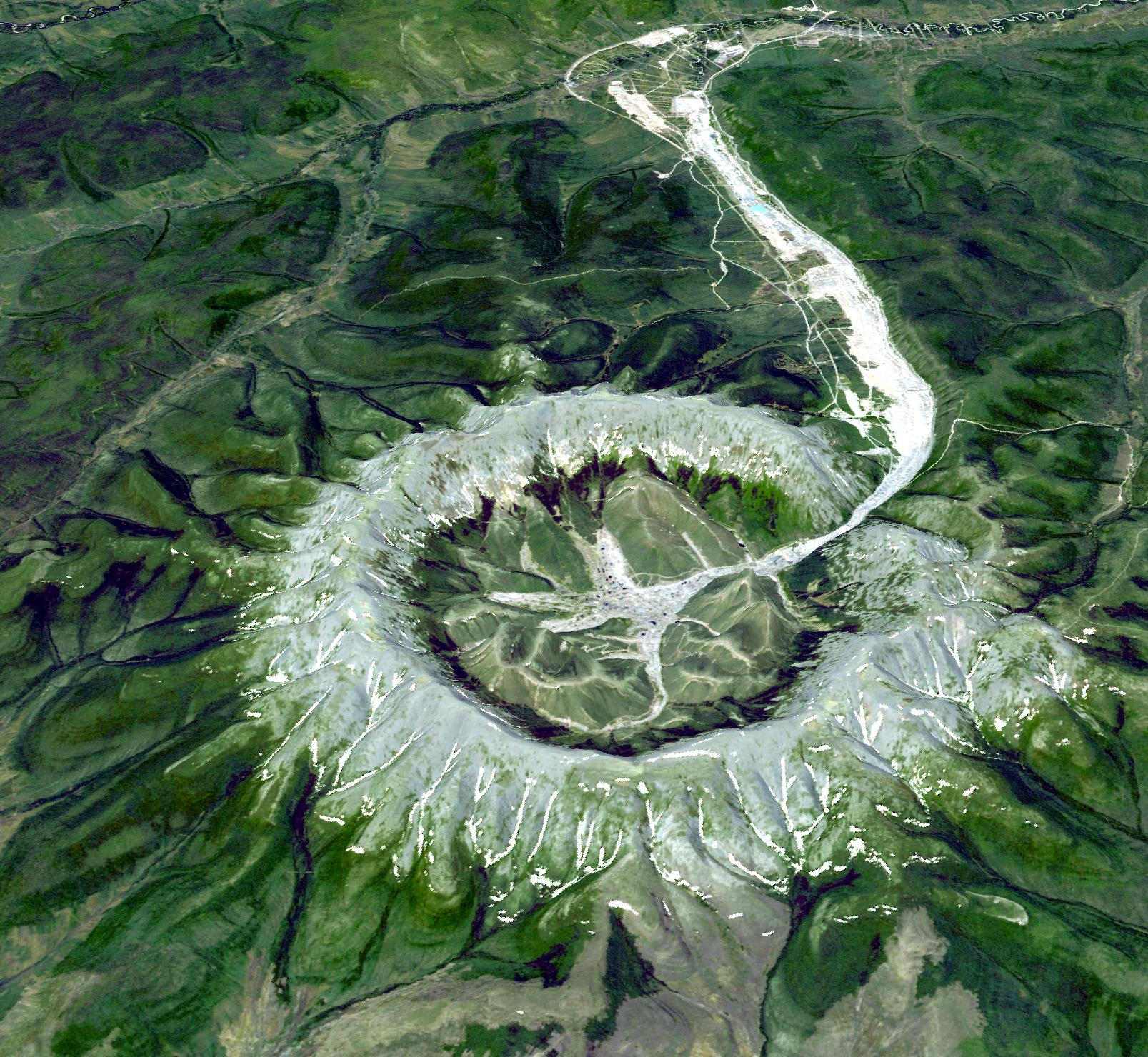
Représentation en 3D depuis le sud-est du massif de Konder, constitué par un dyke.

Lorsque du magma est piégé en profondeur, au cours de l'un de ces processus, il forme un pluton. Son intrusion dans la croûte terrestre peut notamment prendre la forme d'un batholite, d'une laccolite, d'un sill, d'un dyke ou d'un neck,. Il peut alors déformer les couches supérieures de la croûte continentale mais le relief est surtout révélé par l'érosion qui conduit au dégagement des terrains environnants ; sa roche étant plus résistante, elle peut alors apparaître comme une formation montagneuse. Parfois isolée, elle peut se présenter comme un inselberg. Le massif du Brandberg, par exemple, présente plusieurs de ces caractéristiques.
Un autre phénomène de surrection est provoqué par l'isostasie. Ce n'est pas à proprement parler un processus d'orogenèse ; il est qualifié d'épirogenèse (littéralement « naissance de terre ferme » ou « terre continentale »). Il est provoqué par l'érosion, puissant agent de répartition des masses, ou par un rebond post-glaciaire,. Dans les deux cas, la croûte continentale est allégée et subit une compensation verticale vers le haut, dite antéclise, de la part de la lithosphère. Si le rapport entre l'érosion des sommets et l'érosion des vallées est positif, les sommets gagnent en altitude. Les Alpes scandinaves ont été considérablement rehaussées et rajeunies par ce processus.
Parmi les phénomènes plus marginaux, les moraines laissées par les glaciers, après leur retrait, peuvent donner naissance à des reliefs de collines, comme la moraine d'Oak Ridges en Amérique du Nord ou les croupes lacustres de la Baltique en Europe. Il en est de même pour les cratères d'impact, qui peuvent présenter un pic central et des rebords escarpés, comme dans le cas du cratère de Steinheim, associé à l'événement du Ries, et parfois des anneaux multiples comme le dôme de Vredefort, le plus grand cratère connu sur Terre.

#### Érosion et disparition
L'érosion est un facteur majeur de compensation de l'orogenèse. En réduisant la masse superficielle des montagnes, elle participe à la surrection des roches présentes en profondeur, causant à leur tour leur érosion,. Au niveau des jeunes chaînes montagneuses, elle est de l'ordre de 200 mètres par million d'années, alors qu'elle est quatre fois moindre en moyenne sur l'ensemble des continents. En l'absence de surrection, tous les reliefs de la Terre seraient arasés en quelques dizaines de millions d'années avec la seule érosion. La compensation isostatique est donc un mécanisme de retour à un état d'équilibre par suppression du relief et de la racine crustale.

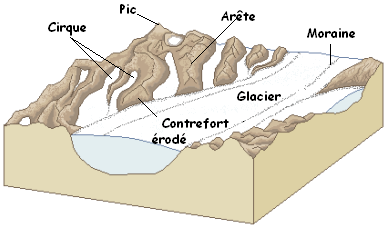
Croquis simplifié d'un paysage glaciaire de montagne.

La météorisation des roches fait appel à plusieurs formes d'érosion. Parmi les formes mécaniques, la thermoclastie contribue à la fragmentation des roches par variations de températures, la cryoclastie faisant de surcroît intervenir les cycles de gel et de dégel. L'hydroclastie implique une alternance de phases d'humectation et de dessiccation de certaines roches capables d'absorber l'eau qui mène à leur délitage. L'érosion fluvioglaciaire, sous l'effet du propre poids du glacier qui glisse et abrase la roche, est responsable du creusement des cirques et des vallées glaciaires « en U », du surcreusement d'ombilics, qui sont remplis par des lacs glaciaires, et du façonnement de pics pyramidaux voire de nunataks. Le ruissellement détache et entraîne les particules par le biais des torrents. La déflation est le phénomène d'érosion éolienne par mise à nu des sols et corrasion des roches. Le produit de ces formes d'érosion mécanique est transporté par action gravitationnelle puis déposé par sédimentation, par exemple sous forme de moraines, de blocs erratiques, d'éboulis et de cônes de déjection, puis de nouveau charrié jusqu'aux océans. Ainsi, l'Himalaya a perdu depuis sa formation plusieurs fois son volume actuel, transporté essentiellement sous forme de sables et de limons vers le golfe du Bengale qui les accumule jusqu'à 3 000 kilomètres au sud du delta du Gange sur une épaisseur atteignant plus de dix kilomètres. La principale forme d'érosion physico-chimique, faisant partie des processus d'altération, est la dissolution par l'eau qui affecte essentiellement le calcaire et donne lieu à des paysages karstiques.

Formes d'érosion glaciaire
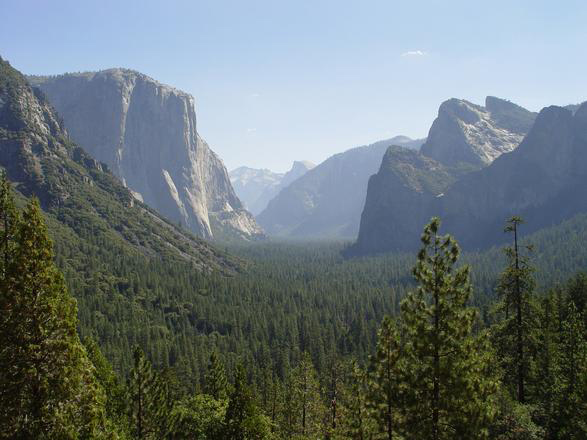
Vue de la vallée de Yosemite (Californie), vallée glaciaire surcreusée au Quaternaire : des parois de roches cristallines intrusives crétacées de plusieurs centaines de mètres dominent le fond granitique de la vallée.
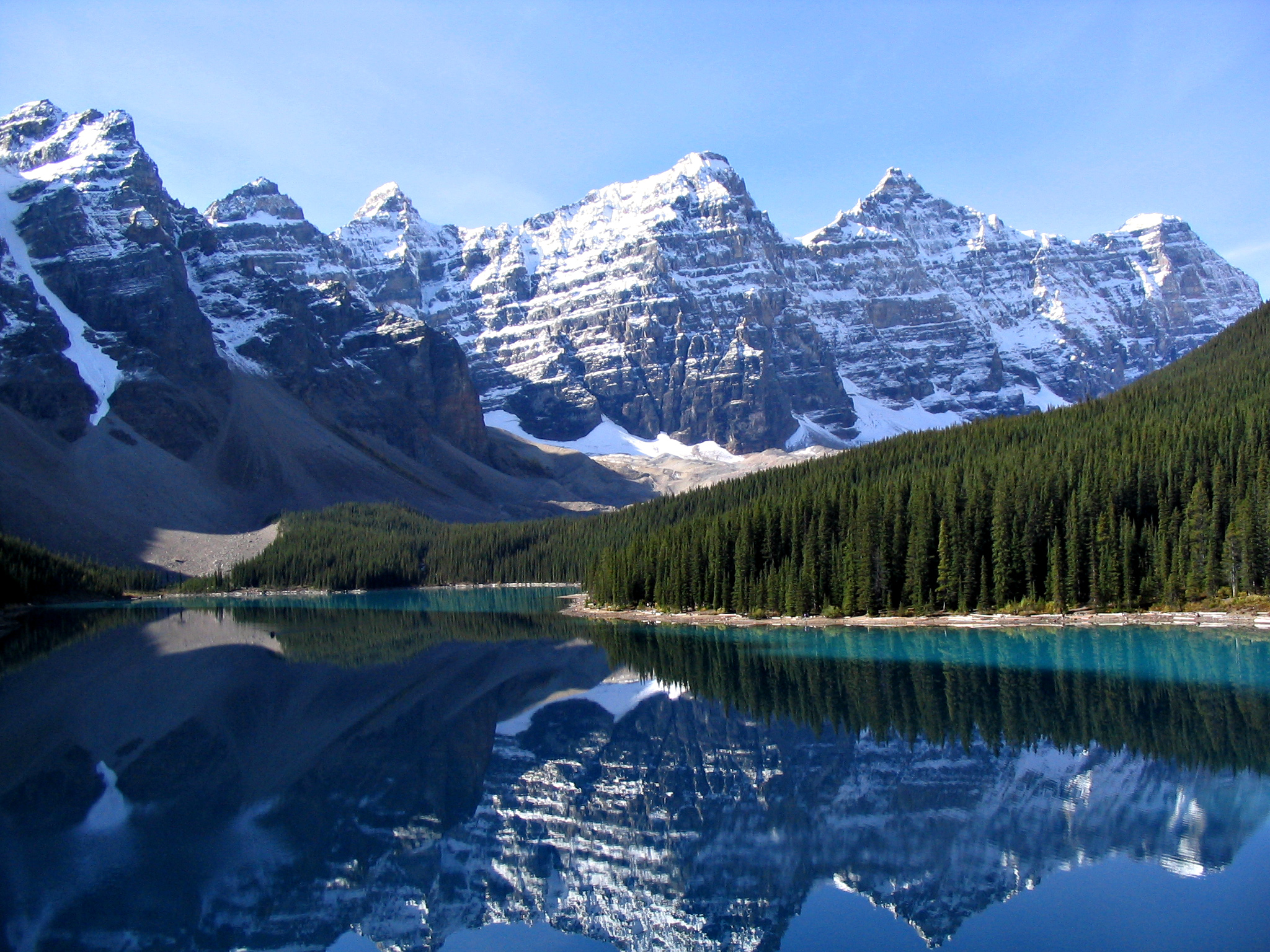
Vue du lac Moraine, dans les Rocheuses canadiennes : des éboulis (à gauche) et des moraines (au centre) sont visibles au pied des versants derrière le lac.
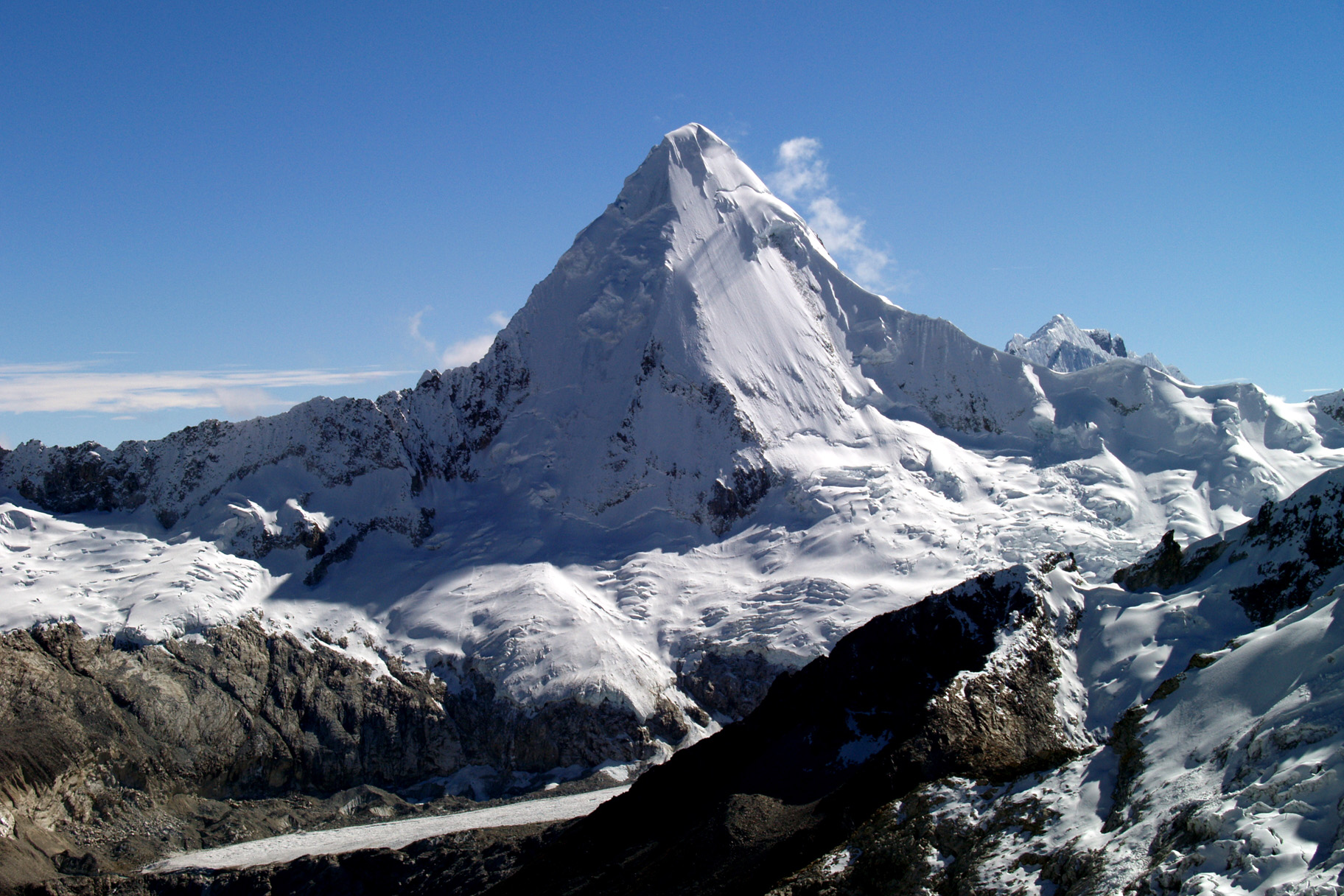
Vue de l'Artesonraju au Pérou : un pic pyramidal caractéristique de l'érosion en haute montagne.
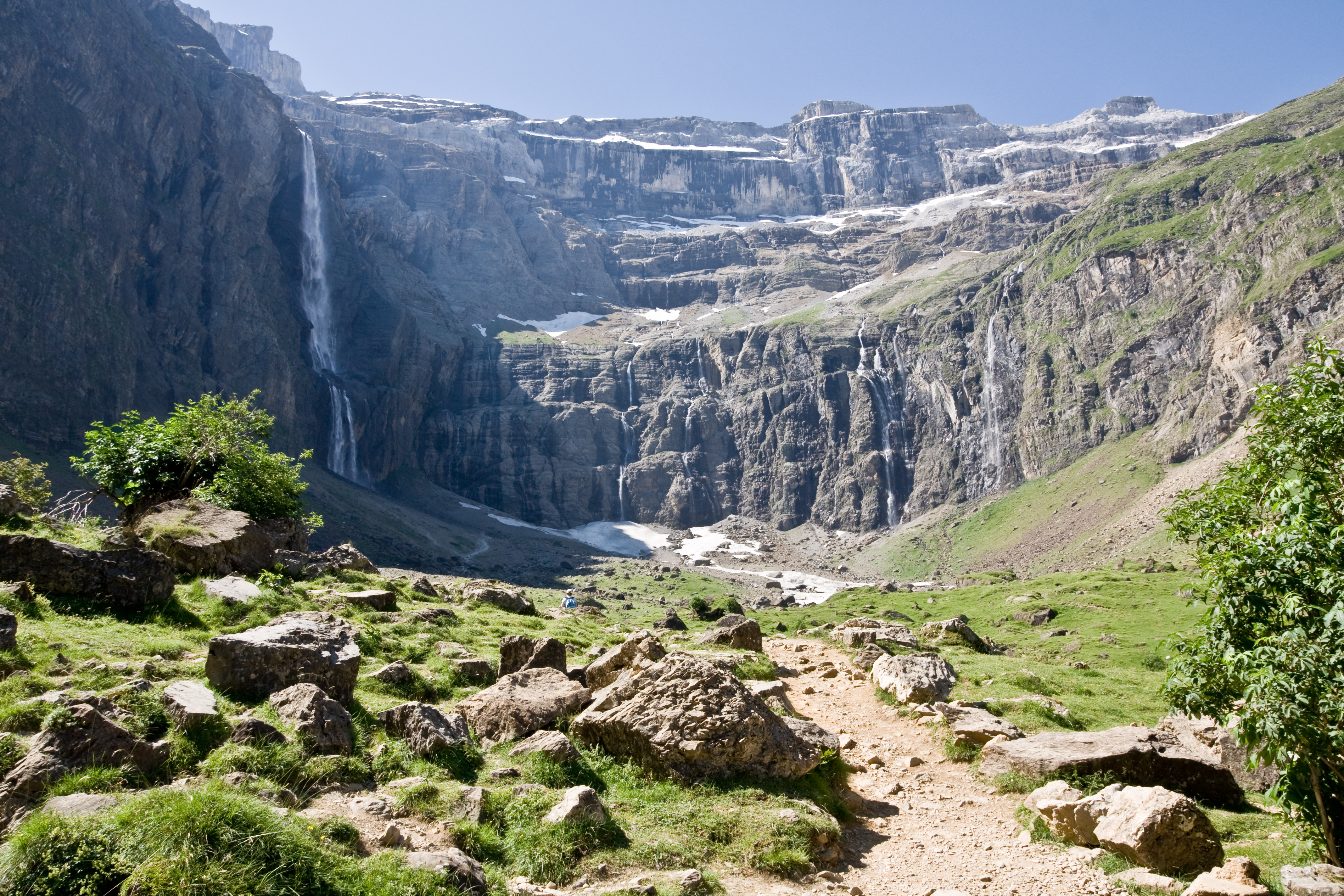
Vue du cirque de Gavarnie, cirque glaciaire dans les Pyrénées françaises.
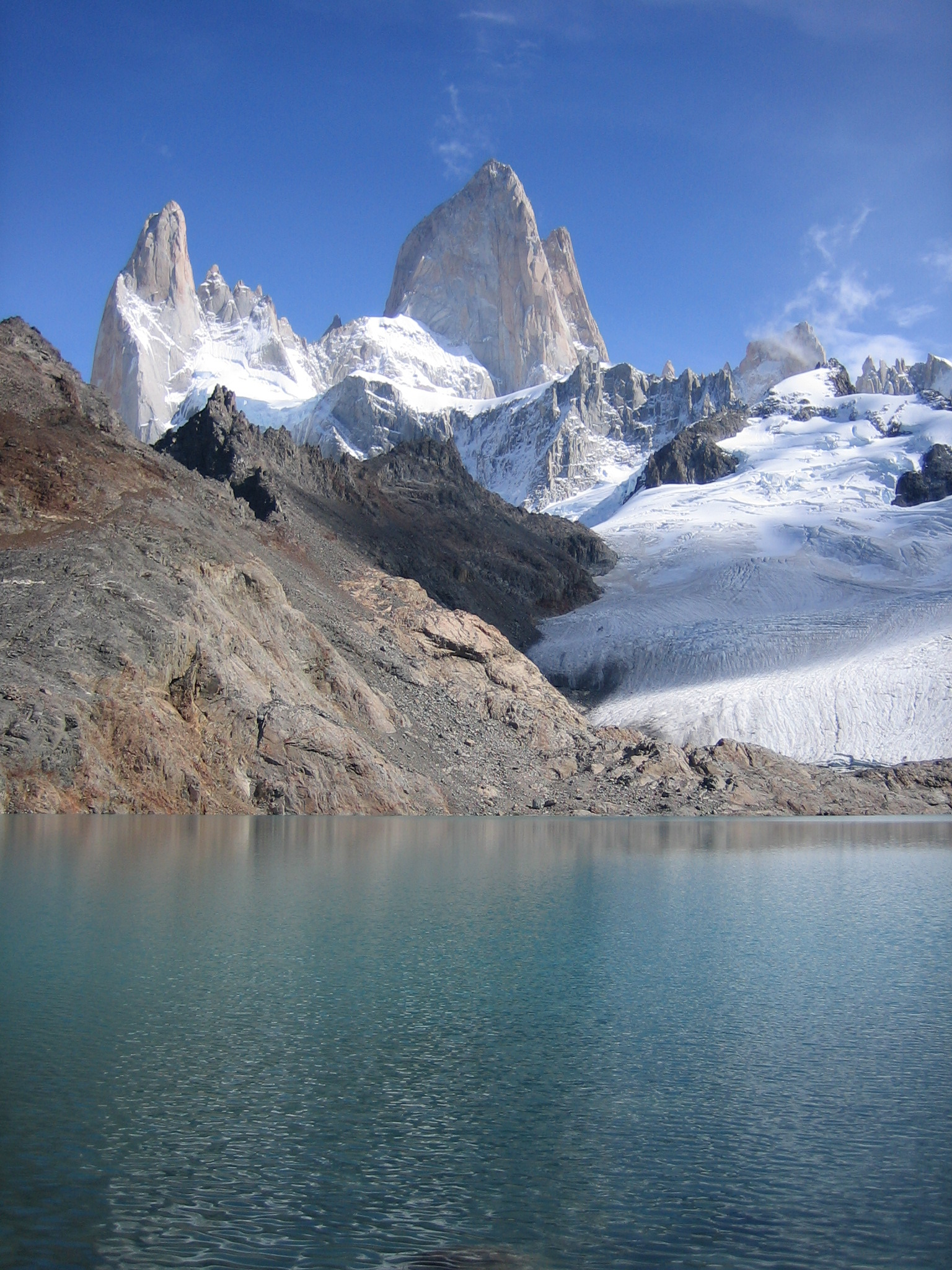
Vue du Fitz Roy, en Argentine.

Pourtant, les modèles d'érosion n'expliquent pas la rapidité de disparition des chaînes montagneuses malgré leur surrection, ni la quantité plus faible qu'attendue de sédiments accumulés dans les bassins. Lorsque la convergence tectonique et la collision continentale ralentissent, un phénomène de relâchement se produit (la contrainte horizontale due aux forces de convergence devient inférieure à la contrainte verticale lithostatique), entraînant une extension et un amincissement crustaux. En effet, avec son épaississement préalable, la croûte est rendue plus ductile par les modifications thermiques et physiques qu'elle a subies. L'affaissement des reliefs est d'autant plus prononcé que des failles normales parcourent déjà le centre des chaînes montagneuses,. Parmi les hypothèses expliquant ce phénomène d'extension, dit « syn-convergence » ou « post-orogénique », figurent le fluage avec épanchement latéral en profondeur, le retrait de panneau lithosphérique plongeant, le détachement par convection de racine lithosphérique et le détachement de panneau plongeant. Cette extension s'observe aussi bien dans les Alpes et l'Himalaya que dans la province géologique de Basin and Range dans l'Ouest des États-Unis,.
Une ancienne classification, issue des travaux de William Morris Davis, départageait les chaînes de montagnes tectoniquement actives présentant généralement des pentes fortes et des formes acérées, « jeunes », et les chaînes de montagnes anciennes, « inactives », avec généralement des formes plus douces, érodées.
En outre, certaines éruptions volcaniques sont responsables de la destruction de volcans, en particulier les éruptions pliniennes, phréatique et phréatomagmatique qui ont les plus forts indices d'explosivité volcanique. Les plus destructeurs sont appelés « supervolcans ». En cas de vidange de la chambre magmatique se forme une caldeira, vaste dépression d'ordre kilométrique à la place du sommet.

Destructions éruptives
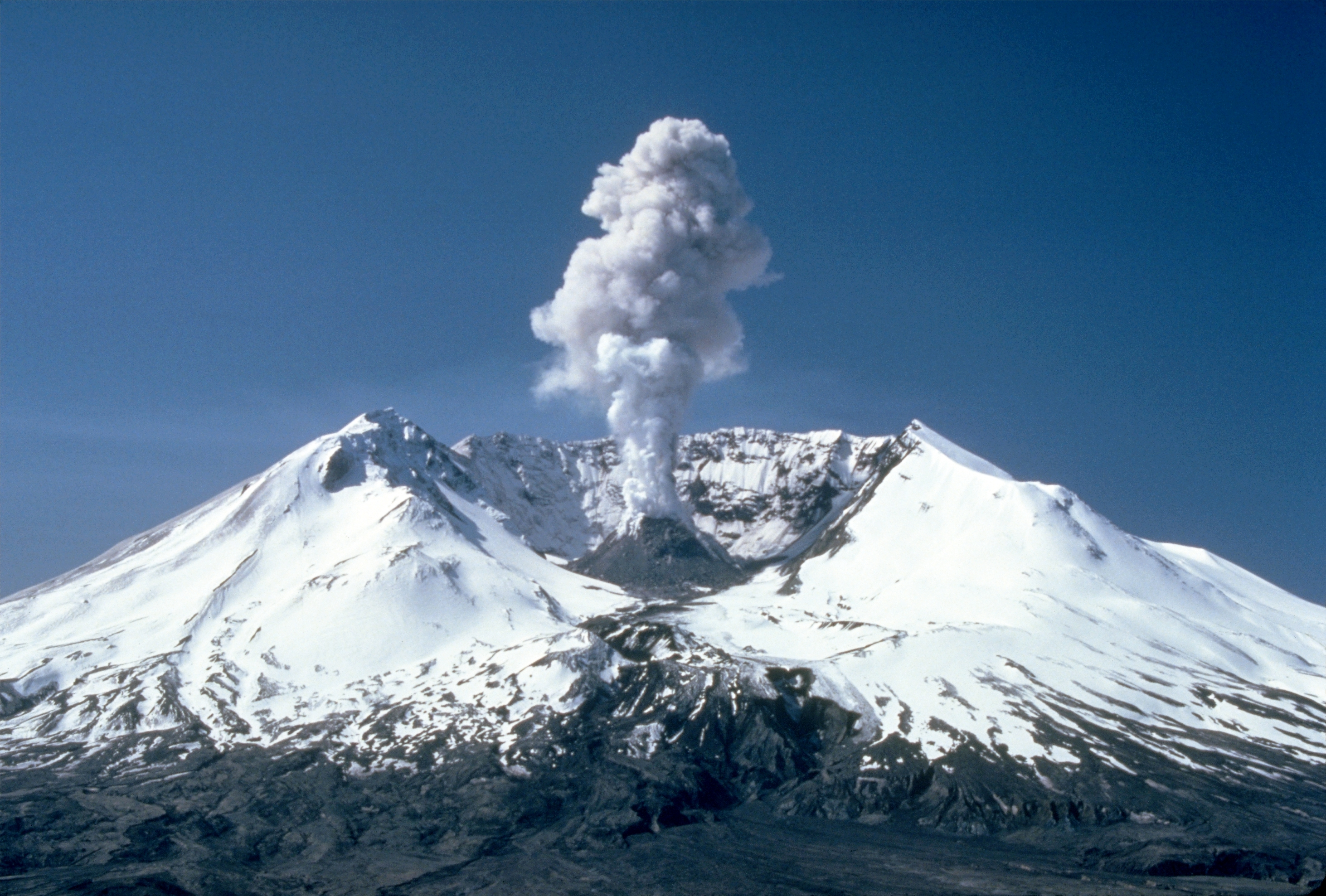
Vue du mont Saint Helens quelques mois après l'éruption de 1980 ayant éventré son sommet.
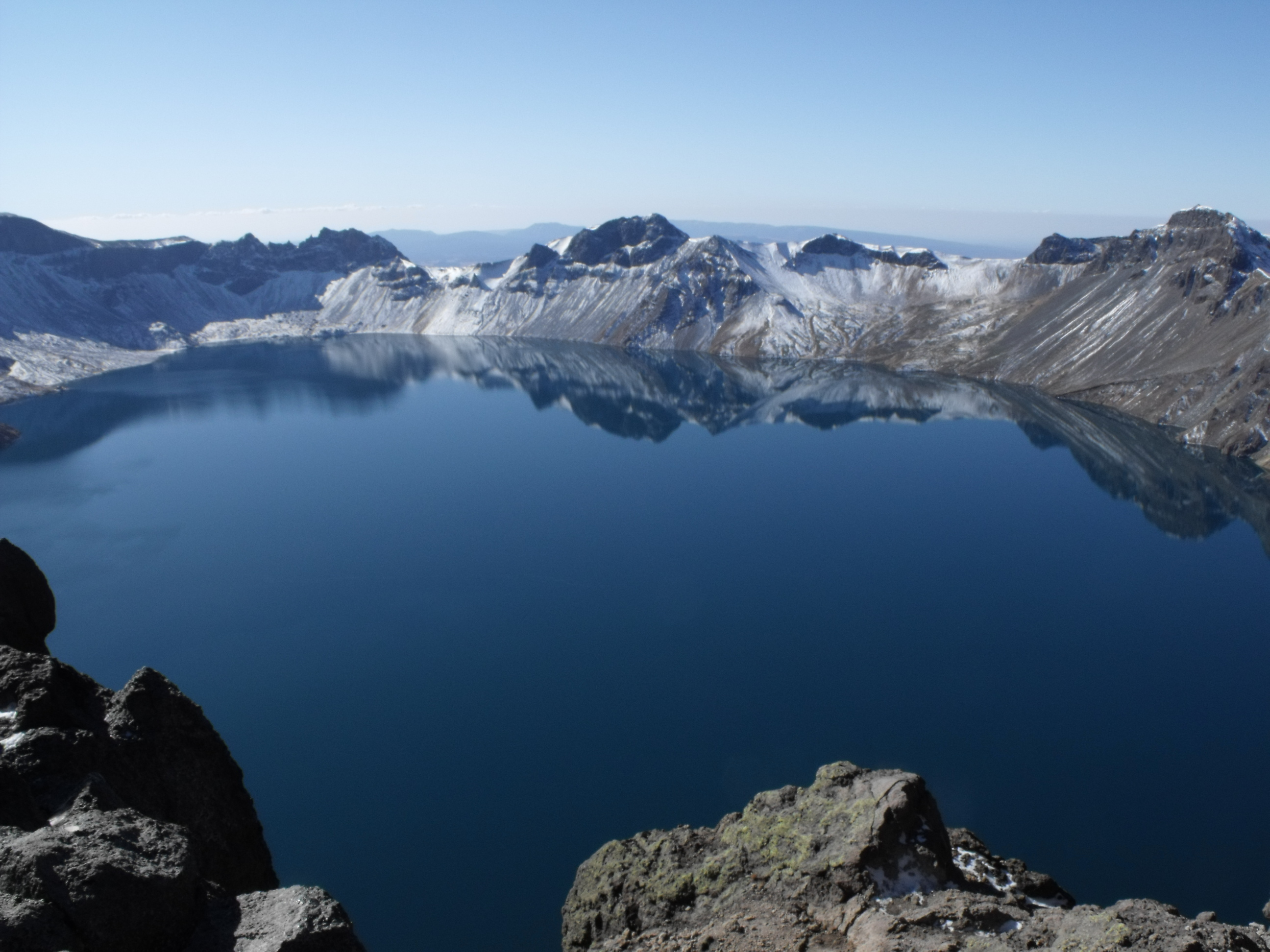
Vue de la caldeira du mont Paektu, occupée par un lac de cratère, entre la Chine et la Corée du Nord.

#### Pétrologie
En raison de leur variété de formation, les chaînes de montagnes abritent une importante diversité de roches appartenant aux trois grandes familles : les roches magmatiques, sédimentaires et métamorphiques.

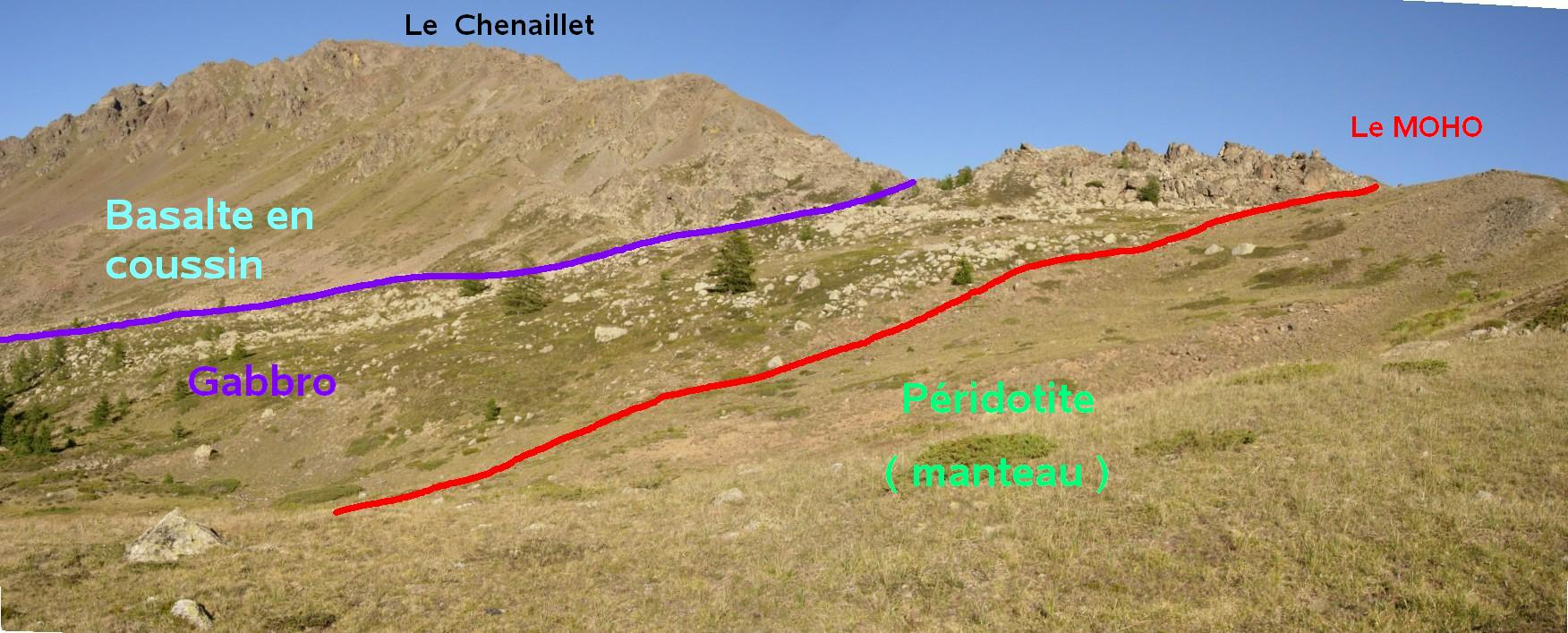
Vue annotée d'une séquence de roches magmatiques d'origine océanique présente en ophiolite au-dessus de 2500 mètres au mont Chenaillet.

Les roches volcaniques de type explosif, felsiques ou intermédiaires, se trouvent dans les cordillères et les arcs insulaires liés à des zones de subduction : rhyolite, dacite, trachyte, andésite et phonolite. Les roches volcaniques de type effusif, mafiques, se trouvent au niveau des volcans de points chauds et des dorsales océaniques : il s'agit essentiellement de basalte,. Les roches plutoniques sont l'autre type de roche magmatique, de type intrusif. Lorsqu'elles ont une origine mantellique, équivalente au basalte, elles forment des gabbros et des péridotites présents au niveau des dorsales ; en cas d'obduction, gabbros et basaltes peuvent se retrouver dans des ophiolites dans les chaînes de collision. Lorsqu'elles sont issues de l'anatexie crustale, les roches plutoniques constituent des granites, des granodiorites, des syénites et des diorites ; elles se retrouvent en plutons en fin de processus de subduction et dans les chaînes de collision, ou après érosion dans les bassins sédimentaires sous forme de dykes et de sills.
Les roches sédimentaires sont comprimées dans les prismes d'accrétion sur le front des cordillères, ainsi que dans les reliefs de plissement et les nappes de charriage des chaînes de collision. Les plus fréquentes sont le calcaire, la dolomie, le grès, le shale, la marne, le flysch et la molasse.
Les roches métamorphiques proviennent de roches sédimentaires ou magmatiques ayant subi un métamorphisme en raison des conditions de chaleur et de pression dans la croûte terrestre, ou au contact de magma. Elles se trouvent essentiellement dans les chaînes de collision, au niveau des blocs basculés laissant apparaître le socle. Il s'agit principalement de gneiss (orthogneiss issu de granite ou rhyolite et paragneiss issu de marne), d'amphibolite (issue de basalte), de serpentinite (issue de péridotite), de schiste (issu de shale), de marbre (issu de calcaire et de dolomie), de quartzite (issu d'un grès),.

### Climat
En raison du gradient thermique adiabatique, la température de l'air diminue de 0,5 °C à 1 °C tous les 100 mètres avec l'altitude, sous une pression atmosphérique normale d'environ 1 000 hPa au niveau de la mer. L'amplitude journalière est plus élevée, en revanche l'amplitude annuelle est plus faible qu'en plaine. Parfois, essentiellement lors de la présence d'un anticyclone, une couche d'inversion peut se mettre en place, inversant le gradient de température et piégeant les masses d'air froid dans les vallées. La différence d'ensoleillement entre l'adret (ou endroit, soulane) et l'ubac (ou paco, ombrée, envers) crée des contrastes thermiques importants.

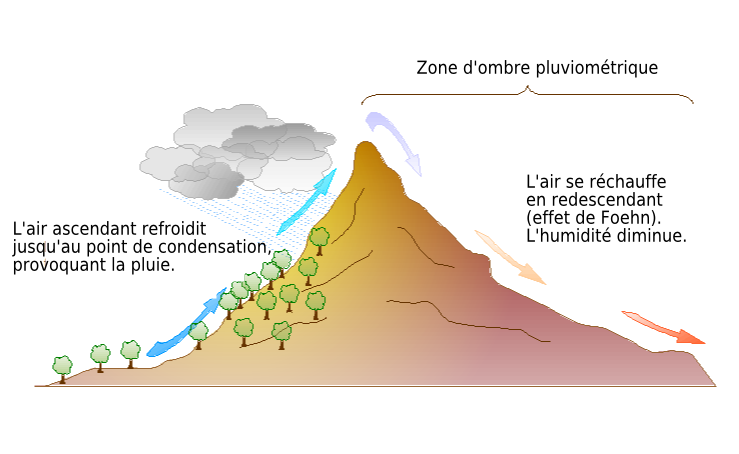
Schéma de l'apparition d'une ombre pluviométrique.

Lorsque les masses d'air océaniques, chargées d'humidité, rencontrent un relief, elles sont forcées de s'élever au-dessus du versant au vent et, par détente, se refroidissent, se condensent sous forme d'épais nuages et déversent d'importantes précipitations, parfois sous forme de neige. Occasionnellement, une fois les lignes de crêtes franchies, les masses d'air redescendent le long du versant sous le vent et se compriment, créant un effet de foehn. Elles se réchauffent et s'assèchent. La différence de précipitations de part et d'autre est appelée ombre pluviométrique.
Selon la classification de Köppen, le climat alpin, comme le climat polaire, correspond aux zones où aucun mois n'a une température moyenne supérieure à 10 °C. Sa présence varie grandement en fonction de la latitude : dans le Nord de la Suède, par exemple, sur le 68e parallèle nord, il est présent dès 650 mètres d'altitude, alors qu'au Kilimandjaro, près de l'équateur, il se trouve au-dessus de 4 000 mètres environ.

### Écosystème
En raison de la diminution des températures en fonction de l'altitude, toutes les montagnes, hormis dans les régions polaires, présentent un étagement altitudinal qui leur permet d'abriter des écosystèmes spécifiques,. Il est inégal selon que le versant est à l'adret ou à l'ubac et selon qu'il est au vent ou sous le vent. Il existe trois biomes en totalité ou principalement influencés par l'altitude et le relief : les prairies et terres arbustives de montagne et leurs 48 écorégions, les forêts de conifères tempérées et leurs 52 écorégions et les forêts de conifères tropicales et subtropicales et leurs 15 écorégions.

Carte de répartition des prairies et terres arbustives de montagne.
Carte de répartition des forêts de conifères tempérées.
Carte de répartition des forêts de conifères tropicales et subtropicales.

Chaque écorégion à caractère montagneux présente une forme d'insularisation écologique à grande échelle d'espèces adaptées aux conditions plus froides qu'en plaine et trouvant parfois un refuge sur les terrains plus escarpés préservés des activités humaines. Nombre de ces espèces sont relictes : elles ont investi les montagnes des zones tempérées à la fin de la dernière période glaciaire, avec la réduction des biotopes froids. Dans les zones intertropicales, cette différenciation est plus ancienne. L'isolement des espèces et leur évolution contribuent à ce que les montagnes abritent près de la moitié de la biodiversité mondiale.
La qualité des sols est un facteur supplémentaire perturbant l'étagement altitudinal. Dans les parties les plus élevées des montagnes, ils sont généralement peu épais, en raison de l'érosion glaciaire et fluviatile (ruissellement), de la pente (glissements de terrain) et de la thermoclastie. Les plantes ne disposent alors pas de l'azote nécessaire à leur développement. Dans les parties intermédiaires des montagnes, où la décomposition et la météorisation sont plus actives, et les parties inférieures, où les produits de l'érosion et les nutriments s'accumulent, leur croissance est au contraire favorisée. Localement, en raison du froid et de l'humidité des sols, des tourbières peuvent se mettre en place et, par l'acidité du milieu, participer à la biodiversité. Les dépôts d'éjectas participent à épaissir et fertiliser les sols dans les régions volcaniques.

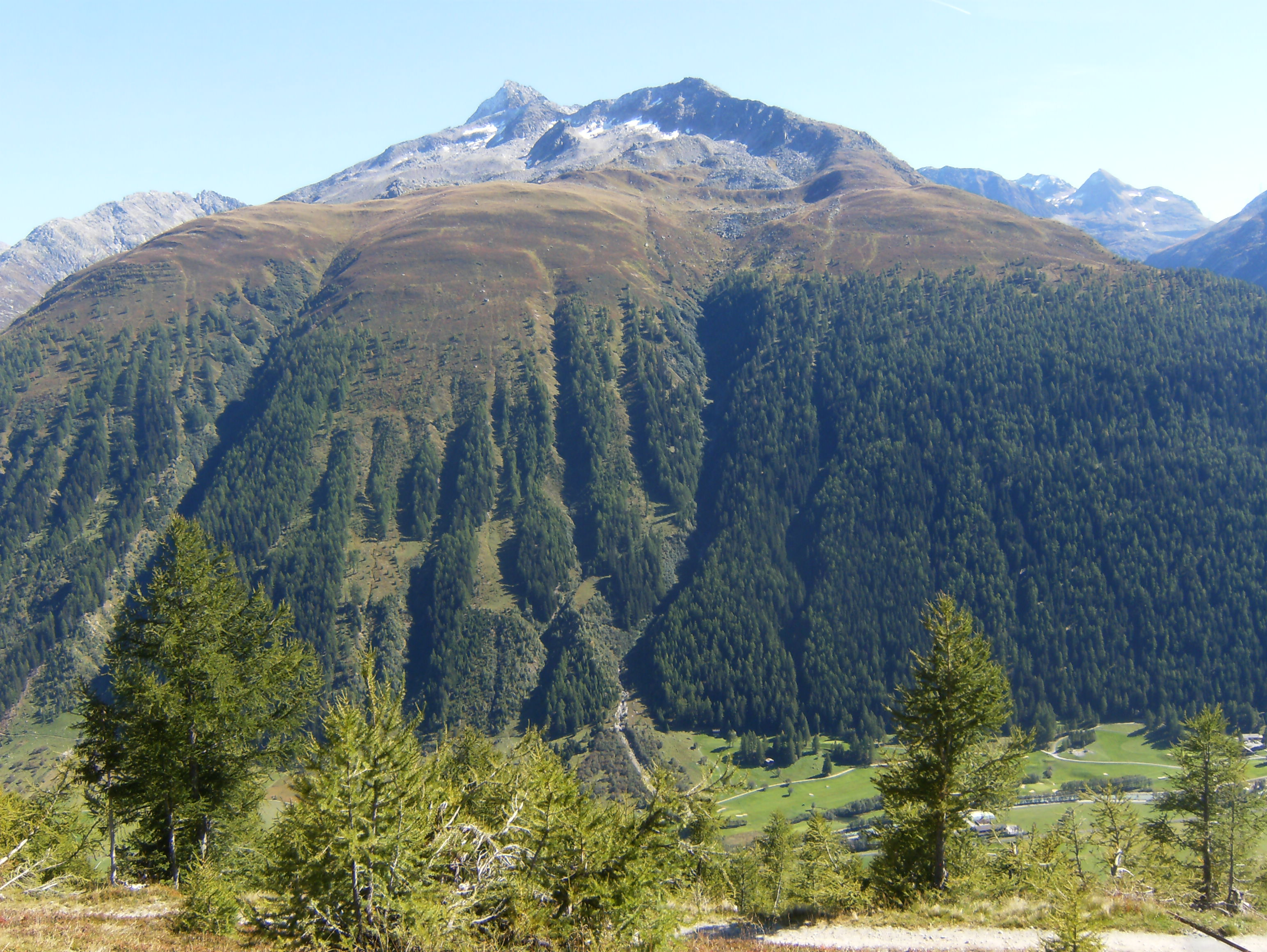
Vue de l'étagement altitudinal sur le versant septentrional des Alpes lépontines au-dessus d'Obergesteln : étage subalpin (forêt de conifères), étage alpin (pelouse alpine) et étage nival (rochers et névés).

Un des marqueurs de l'étagement altitudinal est la limite des arbres, à l'exception des déserts chauds et froids où ils sont absents. Au-delà de cette limite, à l'étage alpin, les conditions climatiques sont trop rigoureuses et la période de végétation trop courte, de même que l'insolation est trop intense, pour permettre leur développement ; ils sont remplacés par des arbrisseaux à croissance lente et des plantes herbacées. Celles-ci ont une période de croissance et de floraison parfois limitée à trois mois après l'hiver en région tempérée, alors qu'en zone intertropicale la croissance est seulement ralentie par la saison sèche. Le port en coussin et la présence d'un duvet sur les feuilles sont des formes adaptées contre le froid. La limite des arbres se situe à une altitude approximative où la température moyenne du mois le plus chaud est de 10 °C, presque indépendamment de la latitude. À l'étage nival, seuls quelques mousses et lichens survivent. Malgré l'insularisation écologique, on retrouve une diversité d'espèces botaniques dans les étages alpins comparable partout dans le monde et des genres similaires à latitude équivalente. Même lorsque les genres rencontrés sont différents, notamment dans la zone intertropicale, ils présentent une stratégie évolutive convergente, à l'instar d'Espeletia et Puya sp. dans les Andes septentrionales et de Dendrosenecio et Lobelia sp. en Afrique de l'Est, ou d'autres encore à Hawaï et Java, qui gardent leurs feuilles mortes, leur permettant ainsi de lutter contre le froid.
Dans les forêts tempérées de l'hémisphère nord, les conifères dominent l'étage subalpin avec les pins, les sapins, les épicéas, les mélèzes et les genévriers. Certaines forêts sont mixtes et présentent une partie de feuillus (bouleaux, aulnes, saules, hêtres, etc.), Les éricacées sont caractéristiques des sous-bois, généralement humides et présentant une stratification verticale, ainsi que des landes. Les forêts tempérées de l'hémisphère sud sont dominées en montagne par des feuillus, à l'instar des eucalyptus et des espèces de Nothofagus. Dans les zones intertropicales, les montagnes sont caractérisées par une forêt de nuage d'espèces sempervirentes. Le genre Polylepis se trouve essentiellement dans la cordillère des Andes, au niveau de la limite des arbres et au-dessus.

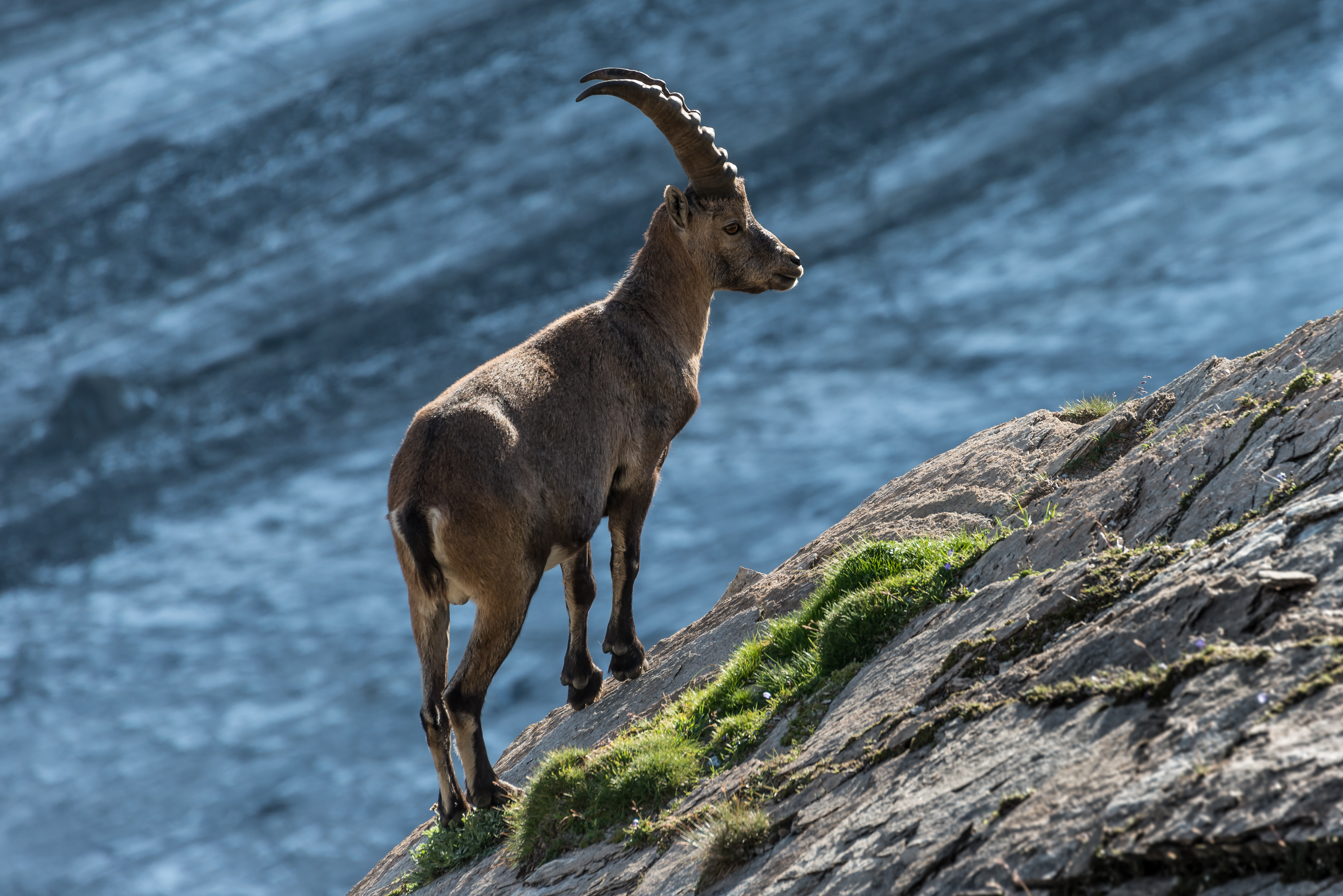
Vue d'un bouquetin des Alpes dans le parc national des Hohe Tauern.

Les espèces animales sont moins contraintes par l'altitude et les conditions climatiques. Leur présence en montagne reflète davantage que la flore leur répartition régionale. Si certains grands mammifères (caprins, cerfs, lamas, loups, ours, panthère des neiges, puma, vigognes, yacks), et autres marmottes ou pikas, sont devenus emblématiques de la montagne, c'est surtout en raison de la pression écologique exercée par les activités humaines,. De nombreux oiseaux ont un comportement adapté aux prairies ouvertes et aux parois rocheuses du milieu montagnard : condors,, aigles, faucons, vautours. La migration et l'hibernation sont des stratégies d'adaptation,.

### Population

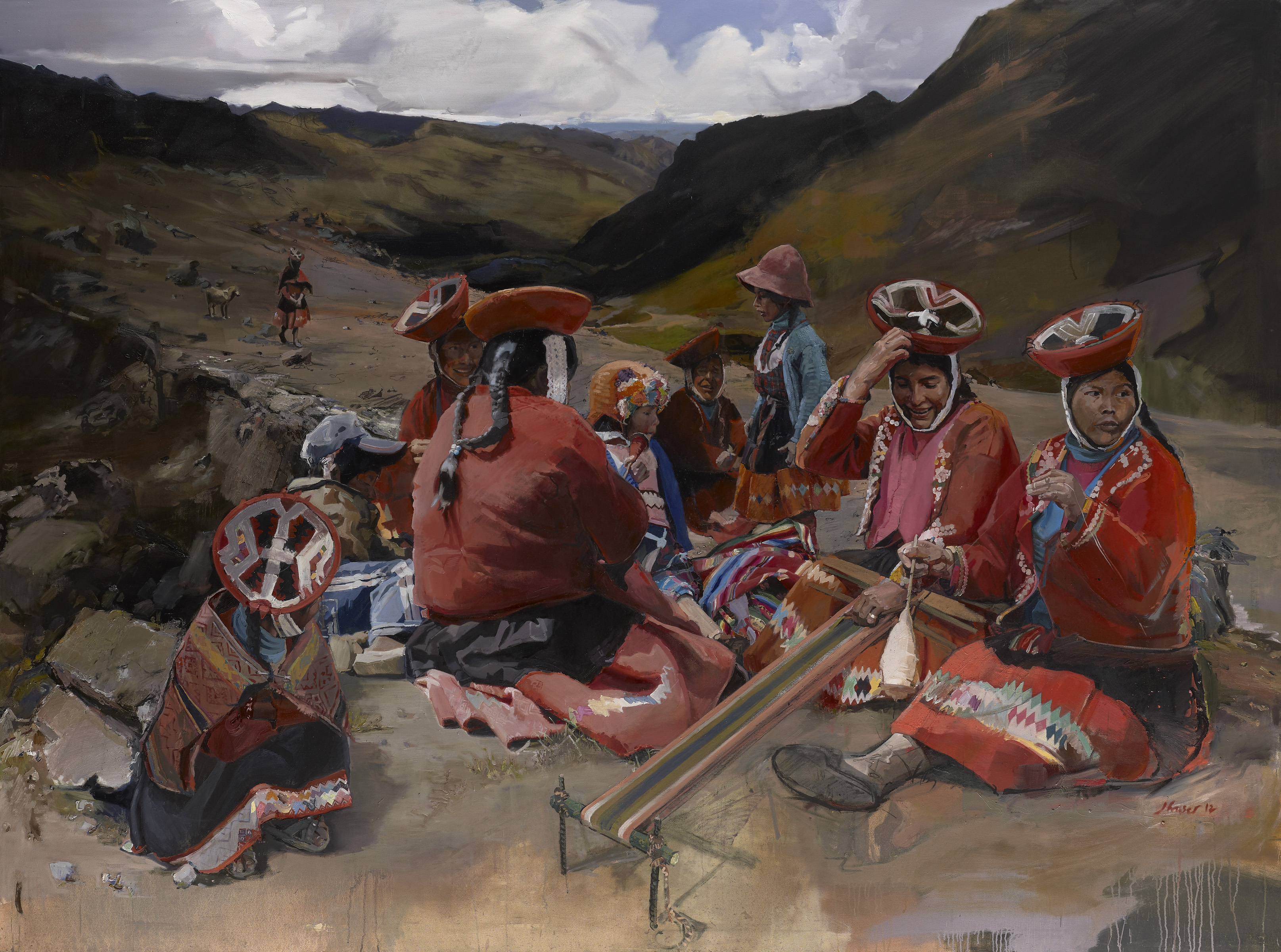
Peinture intitulée Les Tisserandes (2012) montrant une scène de vie des Quechuas dans les montagnes andines.

Sous les zones tempérées, les montagnes sont généralement considérées comme un milieu rude voire hostile, de fait moins peuplé que les plaines au climat plus propice,. La pression plus faible de l'air, le climat plus rude, l'hydrologie plus irrégulière obligent tous les organismes à s'adapter. De plus, les versants mal exposés au soleil et l'importance des pentes rendent difficile une exploitation agricole. Toutefois, dans la zone intertropicale, les montagnes offrent des conditions climatiques plus favorables que les régions arides qui les entourent généralement : dans la cordillère des Andes, en Afrique ou sur le plateau tibétain, les populations ont adapté leur mode de vie et su tirer profit du milieu montagnard, au point parfois de voir fleurir des civilisations développées.

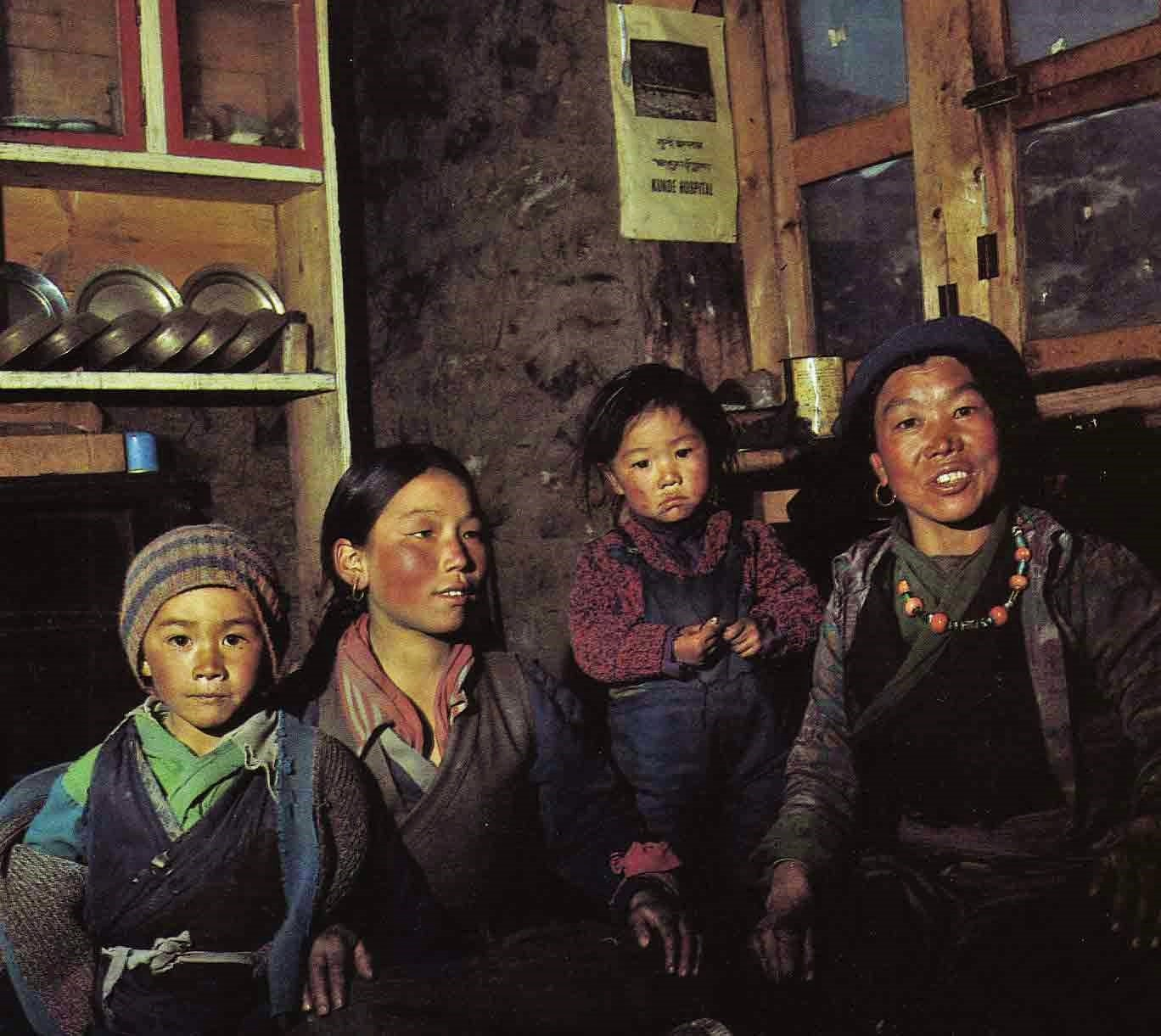
Vue d'une famille sherpa en habits traditionnels.

Ainsi, en 2000, la population vivant au-dessus d'une altitude de 1 220 mètres (4 000 pieds) est estimée à 10,2 % de la population mondiale, soit une densité moyenne de 20,7 hab./km2 (incluant les régions polaires),, avec trois zones principales, dans la vallée du Grand Rift, au Yunnan et dans l'agglomération de Mexico. Au-dessus de 2 130 mètres (7 000 pieds), elle avoisine 3 %, soit une densité de 12,8 hab./km2. En retenant un critère d'altitude de 1 000 mètres, relativement proche du premier, et en y ajoutant un critère de pente pour les terrains situés entre cette altitude et 300 mètres, tel que défini par le Centre de surveillance de la conservation de la nature (UNEP-WCMC), la population de montagne est estimée à 15 % dans le monde, dont la moitié en Asie et un quart en Afrique. Au milieu du XXe siècle, elle était de 8 %. C'est en Europe que le taux de croissance est le plus rapide durant ces cinquante années, alors qu'il est le plus lent en Amérique latine. Sur l'ensemble du continent américain, cette population montagnarde a pour caractéristique de se rassembler à plus de 40 % dans des métropoles de plus de 100 000 habitants.
Les inégalités sont plus prononcées en montagne et les catastrophes naturelles y sont plus fréquentes. Les principales lignes de crêtes départageant les grands bassins versants servent souvent de frontières naturelles et politiques entre les populations, en particulier dans les pays développés, entraînant leur isolement et le développement de contrastes. Les développements idéologiques et technologiques sont souvent plus tardifs en montagne, tandis que les pratiques religieuses et l'entraide y sont plus ancrées.

## Histoire: découverte, étude et conquête

Carte de reconstitution du monde avec ses massifs montagneux selon la description d'Hérodote dans son Enquête.

La construction des territoires montagnards commence à la Préhistoire ancienne avec l’exploration de territoires de chasse et de cueillette. Ils se transforment au Néolithique avec l’exploitation plus grande et plus diversifiée des ressources et la mobilité des pratiques.
Les premières explorations recensées de montagnes, des Grecs Hérodote et Anaximandre ou de l'Italien Pétrarque, sont le fait d'érudits motivés par le souci de connaissance de soi-même. Les premiers Européens à s'aventurer jusqu'aux contreforts occidentaux de l'Himalaya sont des soldats d'Alexandre le Grand, même si celui-ci n'a probablement jamais dépassé la citadelle d'Aornos. Les Grecs, parmi eux Ératosthène, Strabon, Pline l'Ancien et Ammien Marcellin, nomment la chaîne Hemodi (ou Hemodos, Emodos, Imaos), signifiant « enneigé » ; Diodore de Sicile l'identifie à la source du Gange. En 663, le moine bouddhiste En no Gyōja gravit le mont Fuji.
À l'époque médiévale, la montagne est lointaine, connue à travers les textes de l'Antiquité ou par ouï-dire. Elle n'est pas fréquentée ou « rendue distante par la sacralité ». Le mont Sinaï est bien connu de la chrétienté à travers sa description, dès le IVe siècle, par la moniale et pèlerine Égérie dans son Journal de voyage (chapitre 3). Guillaume de Boldensele fait l’ascension de ce mont en 1336 et à sa suite de nombreux pèlerins le gravissent et le décrivent. Le mont Ararat est tout autant notoire : selon Isidore de Séville, il s'y trouve encore des vestiges de l'arche de Noé, tradition du VIIe siècle qui est reprise par Marco Polo. Jean de Mandeville est le premier à en évaluer l'altitude au XIVe siècle. Le Caucase est connu à travers les Météorologiques d'Aristote et Brunetto Latini indique que cette montagne est si haute que l'on peut y voir le soleil jusque dans le dernier quart de la nuit. Au IXe siècle, le moine et géographie irlandais Dicuil, établit dans le traité De mensura Orbis terrae la liste des six plus hautes montagnes connues à l'époque : l'Olympe, l'Athos, l'Atlas, le Pélion, les Alpes et le Solurius, point culminant supposé de la péninsule Ibérique. Le mont Athos est réputé dépasser les nuages et le mont Olympe est abondamment cité comme un sommet se situant « au-dessus des tempêtes ». Les Alpes et les Pyrénées sont mentionnées de façon générale mais leurs sommets rarement cités, mis à part le mont Aiguille, Rochemelon, le mont Viso et le pic du Canigou. L'Etna occupe une place singulière : il est connu jusqu'en Chine et associé à l'enfer à partir du XIIe siècle par les Sermons de Julien de Vézelay. Il est gravi néanmoins par Pietro Bembo et Angelo Chabriele en 1494. Quelques montagnes plus septentrionales sont aussi connues comme le mont Snowdon décrit par Giraud de Cambrie au XIIe siècle. Enfin, la plus lointaine des montagnes mentionnées au Moyen Âge est le pic d'Adam (Sri Lanka). Il est décrit au IXe siècle dans le Voyage du marchand Soleïman. Selon une tradition arabe, c'est sur ce pic et l'île de Ceylan que serait tombé Adam lorsqu'il fut chassé du Paradis. Ce mythe est connu des voyageurs européens et notamment de Jean de Marignol qui cite le pic d'Adam comme la plus haute montagne de la Terre et si proche du Paradis que l'on en sent l'odeur.
La géographie médiévale, avec des auteurs chrétiens et arabes comme le géographe Ibn Hawqal, conçoit les montagnes comme l'œuvre de Dieu qui a souhaité procurer à la Terre une « charpente ». Avicenne, au XIe siècle, donne deux causes géologiques aux montagnes : les tremblements de terre qui soulèvent le sol et dans une moindre mesure l'érosion qui laisse les reliefs les plus durs intacts. Ses travaux sont amendés au XIIIe siècle par Albert le Grand. Restoro d'Arezzo émet lui aussi une théorie sur l'origine des montagnes : elles auraient pour cause une forme d'attraction de la part des étoiles. Jean Buridan, au XIVe siècle, est un des premiers à s'intéresser à l'altitude des montagnes. L'histoire de la conquête de la montagne en Occident retient le récit du poète humaniste italien Pétrarque, qui décrit le panorama extraordinaire offert depuis le sommet du mont Ventoux qu'il aurait gravi le 26 avril 1336, puis l'ascension effectuée le 26 juin 1492 par Antoine de Ville et ses compagnons jusqu'au sommet du mont Aiguille.
À cette époque, la montagne se définit par son relief et non par son altitude : « montaigne est une enfleure de terre ». Ainsi, est qualifié de « montagne » tout relief dans le paysage, quelle que soit sa hauteur. Même si elle n'est pas étrangère au Moyen Âge, la notion d'altitude n'est pas en effet suffisamment précise pour que le terme prenne encore son sens actuel.

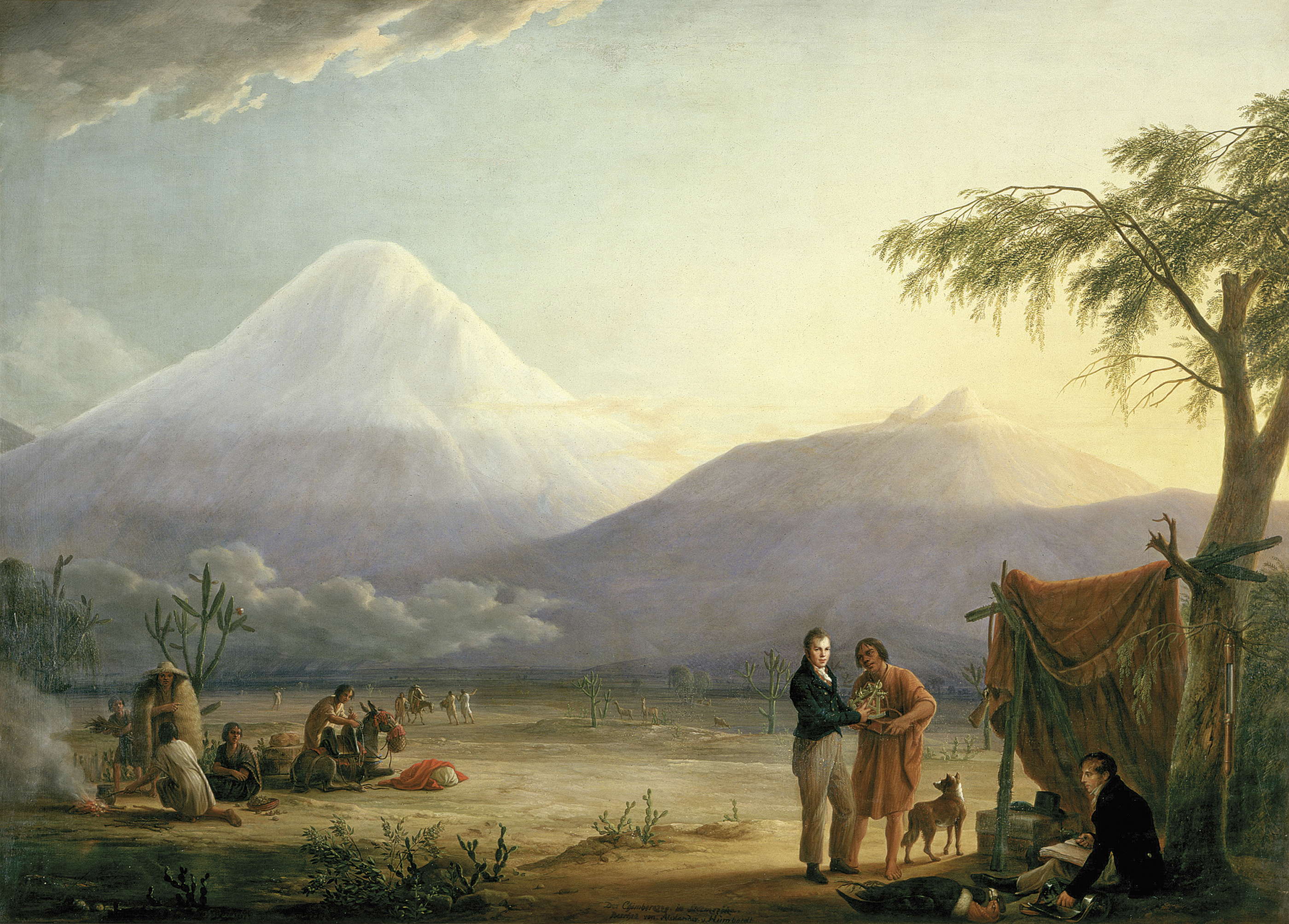
Alexander von Humboldt et Aimé Bonpland au pied du volcan Chimborazo par Friedrich Georg Weitsch, 1806.

Pour les auteurs de la Renaissance, les montagnes sont soit le résultat de l'érosion (Léonard de Vinci, Agricola, Palissy) soit des reliefs dont l'existence remonte à la création de la Terre. Des philosophes naturalistes les assimilent au squelette de la Terre et perçoivent leur fonction comme celle d'une charpente du globe dans laquelle on pense trouver les témoignages les plus anciens de l'histoire de la Terre. Dès 1524, le Suisse Aegidius Tschudi franchit les cols des Alpes centrales — Septimer, Saint-Gothard, Furka, Grimsel et Grand-Saint-Bernard — et en fait un récit qui dépasse les frontières. Trois décennies plus tard, son compatriote Josias Simmler révèle au public l'existence des glaciers au travers du premier ouvrage entièrement consacré aux Alpes. C'est à partir de la Renaissance et notamment de la Réforme, que la montagne commence à « se laïciser ». La croyance médiévale selon laquelle le Paradis se trouvait sur terre disparaît avec les Grandes découvertes qui rendent obsolètes toutes les hypothèses d'une localisation à l'extrémité de l'Orient. Luther en conclut que le Paradis a disparu au moment du Déluge. Dès lors, plus aucun lieu sur Terre n'est sacralisé donc inaccessible : la montagne peut être fréquentée, découverte et mesurée.
L'histoire naturelle des XVIIe et XVIIIe siècles inaugure l'approche scientifique avec les « théories de la Terre ». Jean-Jacques Rousseau fait découvrir la chaîne alpine par le biais de sa botanique, précédé dans sa démarche par Joseph Pitton de Tournefort au mont Ararat, Pierre Bouguer et Charles Marie de La Condamine dans les Andes équatoriennes ; Marc Antoine Louis Claret de La Tourrette, qui entretient une correspondance avec Rousseau, prolonge ce travail au Pilat, Dominique Villars dans le Dauphiné et Louis Ramond de Carbonnières dans les Pyrénées. Le naturaliste Jean-Louis Giraud-Soulavie décrit en 1780 le climat montagnard dans Histoire naturelle de la France méridionale et l'étagement de la végétation dans la partie méridionale du Massif central ; Philippe Buache cartographie les montagnes du monde entier dans Essai de géographie physique en 1752. Alexander von Humboldt apporte une contribution majeure : voyageur amoureux des montagnes, il gravit plusieurs sommets remarquables, notamment le Chimborazo. Il détermine notamment des « tables des hauteurs » pour les associations végétales et dépasse les causalités linéaires des naturalistes précédents pour faire de la montagne un milieu que l'on ne cherche pas à étudier dans sa particularité régionale mais selon les principes de géographie générale,. Comme Rousseau et Carl Ritter, Humboldt s'intéresse aussi à l'organisation sociale des populations montagnardes ; ce dernier écrit : « La configuration du sol dans le sens de la hauteur […] peut jouer un rôle important dans le domaine de l'homme. Tout ce qui fait naître une variété quelconque de formes en un point de la surface terrestre (chaîne de montagne, plateau…), tout accident du sol imprime un cachet particulier à l'état social du peuple qui l'habite ». Gottlieb Sigmund Gruner, Marc-Théodore Bourrit, Jean André Deluc et son frère Guillaume-Antoine, Pierre Bernard Palassou et Louis Ramond de Carbonnières abordent la haute montagne sous l'angle de sa géologie.

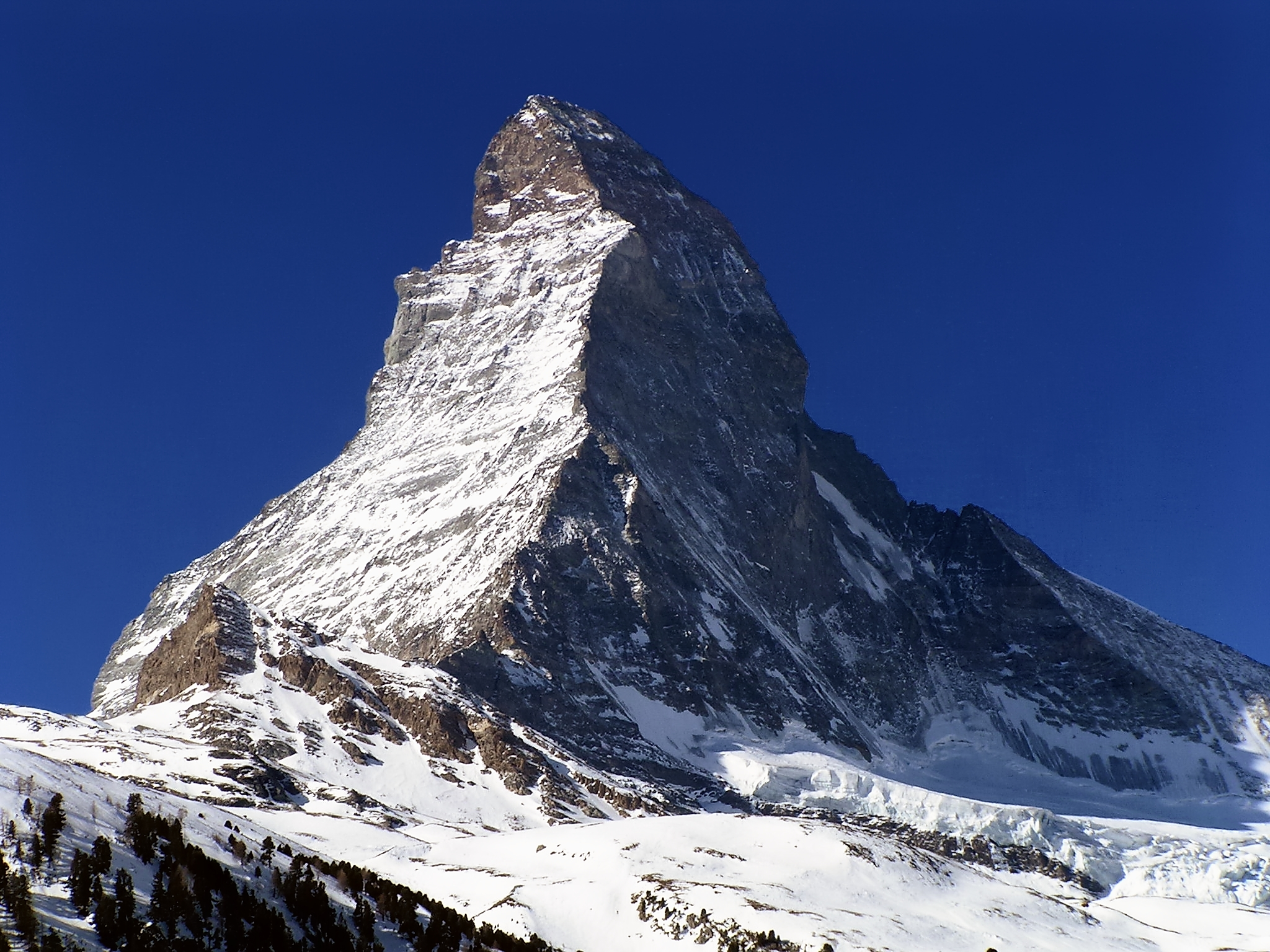
Vue des faces est (à gauche) et nord (à droite) du Cervin séparées par l'arête du Hörnli empruntée le 14 juillet 1865 par Edward Whymper, Charles Hudson, Francis Douglas et Douglas Hadow, avec Peter Taugwalder père et fils et Michel Croz.

C'est avec la même optique que le Genevois Horace Bénédict de Saussure, en 1786, offre une prime au premier qui gravirait le mont Blanc ; le guide Jacques Balmat et le docteur chamoniard Michel Paccard parviennent pour la première fois au sommet le 8 août. Saussure y parvient lui-même l'année suivante et, par son récit, popularise l'alpinisme en Europe. L'âge d'or de la conquête des Alpes a lieu de 1854 à 1865, sous l'impulsion de Britanniques. Durant cette décennie, un grand nombre de premières de sommets importants sont réalisées, jusqu'à celle du Cervin, dernier « géant » alpin invaincu, avec la Meije qui l'est finalement en 1877,.
Les montagnes enneigées d'Afrique de l'Est suscitent l'incrédulité de la communauté scientifique qui ne s'attend pas à trouver des neiges éternelles à ces latitudes. Le Kilimandjaro est découvert en 1848 par Johannes Rebmann, le mont Kenya en 1849 par Johann Ludwig Krapf et le Ras Dashan en 1841 par Antoine d'Abbadie d'Arrast, mais il ne révèle son existence qu'après 1849. L'exploration géographique et le relevé cartographique de l'Himalaya commencent véritablement au XIXe siècle avec notamment les travaux de la Great Trigonometrical Survey menée par George Everest de 1830 à 1843. Les tentatives de conquête des hauts sommets se développent après la Première Guerre mondiale mais, si plusieurs « 7 000 » sont conquis et la barre des 8 000 mètres dépassée sur l'Everest lors de l'expédition de 1922, la cime d'aucun sommet excédant cette altitude n'est atteinte. Après la Seconde Guerre mondiale, de 1950 à 1960, grâce à l'ouverture politique et l'aide des peuples sherpas et hunzas, treize des quatorze sommets de plus de 8 000 mètres sont gravis, la Chine se réservant le Shishapangma, intégralement sur son territoire, jusqu'en 1964.
La géographie vidalienne du XIXe siècle concentre les études sur les interactions entre les hommes et les milieux naturels. Les géographes du XXe siècle de l'École française que ce soit à l'occasion de traités ou de manuels de géographie physique générale ou d'articles (de De Martonne, en 1909, à Pierre Pech et Hervé Regnauld, en 1994, en passant par Jules Blache, en 1933, et Pierre Deffontaines, en 1947) considèrent désormais la montagne comme un agencement de processus et de facteurs qui deviennent les objets même de la recherche scientifique.
La connaissance de la montagne a été longtemps marquée par le recours à des stéréotypes : les Alpes en particulier comme stéréotype de chaîne ou de région de montagne ; par exemple, l'étage alpin comme prototype d'étage écologique, la transhumance comme type de mode de vie montagnard. Puis les recherches comparatives dépassent les monographies et les ouvrages généraux sont plus rares. Par ailleurs, quelques scientifiques ont appelé à fonder une « montologie » et à développer une réflexion sur les paradigmes de la montagne,, notamment en termes de services écosystémiques.
Alexander von Humboldt, en ayant exploré la cordillère des Andes à la même époque que Thaddeus Haenke, est parfois considéré comme le précurseur de la recherche comparative sur la montagne. Celle-ci, avec Carl Troll qui en définit les règles, devient un objet de recherche qui mobilise progressivement la communauté scientifique internationale. Le Programme biologique international des années 1970, portant sur la modélisation des processus naturels, et le Programme sur l'homme et la biosphère intitulé « Study of the impact of human activities on mountain » mobilisent des spécialistes d'aires géographiques très différentes pour tenter une analyse comparative des systèmes montagnards. Dans les années 1990, à la faveur de la conférence de Rio et de l'agenda 21, la montagne, identifiée comme un écosystème fragile, devient l'objet d'une attention internationale de la communauté scientifique, des organisations non-gouvernementales et des institutions. Désormais, la recherche mondiale sur les montagnes est conditionnée par l'analyse des problèmes rencontrés et la mise en œuvre de solutions concrètes en matière de protection de l'environnement et de conservation des cultures locales, c’est-à-dire de développement durable (cf. les enjeux pour les sociétés et les économies en aval : gestion des ressources en eau, limitation des risques environnementaux), etc.

## Activités

### Agriculture
Les pratiques traditionnelles de culture et d’élevage, comme l'abandon des espaces montagnards, ont façonné les paysages de montagne de la zone tempérée à la zone intertropicale. La montagne est le lieu de nombreuses activités économiques du secteur primaire et de subsistance, tel le pastoralisme transhumant, qui consiste à amener ovins, bovins, caprins, lamas, alpagas, vigognes ou yacks vers les alpages durant l'estive, pour la production de fromage, de lait, de viande et de laine (comme le cachemire). Le pastoralisme est établi généralement dans l'étage alpin, où se trouvent des biotopes de pelouses alpines, la puna, le paramo, etc. L'élevage saisonnier s'est établi à cet étage ou sur certains versants en raison d'un environnement trop aride, trop froid, trop peu ensoleillé ou trop pentu pour une agriculture productive,.

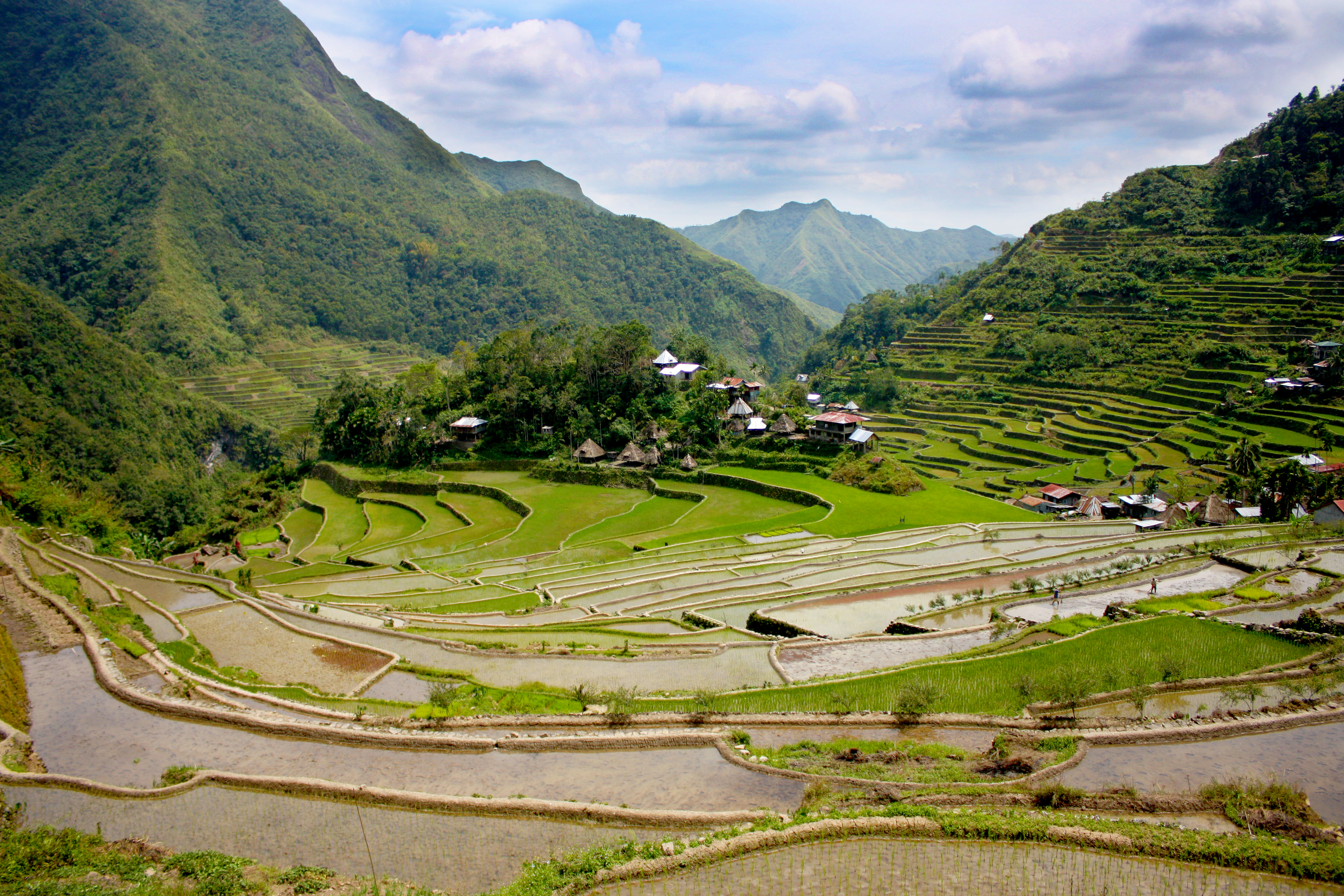
Vue de terrasses de culture constituant les rizières des cordillères des Philippines.

Les cultures montagnardes ont aussi une importante agriculture traditionnelle, centrée sur la pomme de terre, l'orge et le sarrasin qui peuvent être cultivés jusqu'à des altitudes de 4 000 à 4 500 mètres dans les Andes et l'Himalaya. L'orge est la culture la plus courante à ces altitudes dans l'Himalaya avant l'introduction de la pomme de terre, alors que cette dernière l'est antérieurement dans les Andes, avec notamment la culture de la coca. D'autres plantes ont des capacités d'adaptation altitudinales moindres comme le maïs, le blé, la luzerne qui peuvent tout de même être cultivés dans les meilleurs secteurs andins et himalayens à des altitudes supérieures à 3 000 mètres. Des espèces et variétés originellement de climats tropicaux de basse et moyenne altitudes comme le riz, le café et le thé présentent des aires de cultures à moyenne altitude, jusqu'à 2 000 mètres environ. La culture en terrasses permet d'irriguer les sols en pente en évitant le ruissellement et de lutter contre leur érosion. Elle est répandue dans de vastes régions montagneuses du monde : Asie, particulièrement du Sud-Est, cordillère des Andes, Afrique et bassin méditerranéen (restanque en Provence).

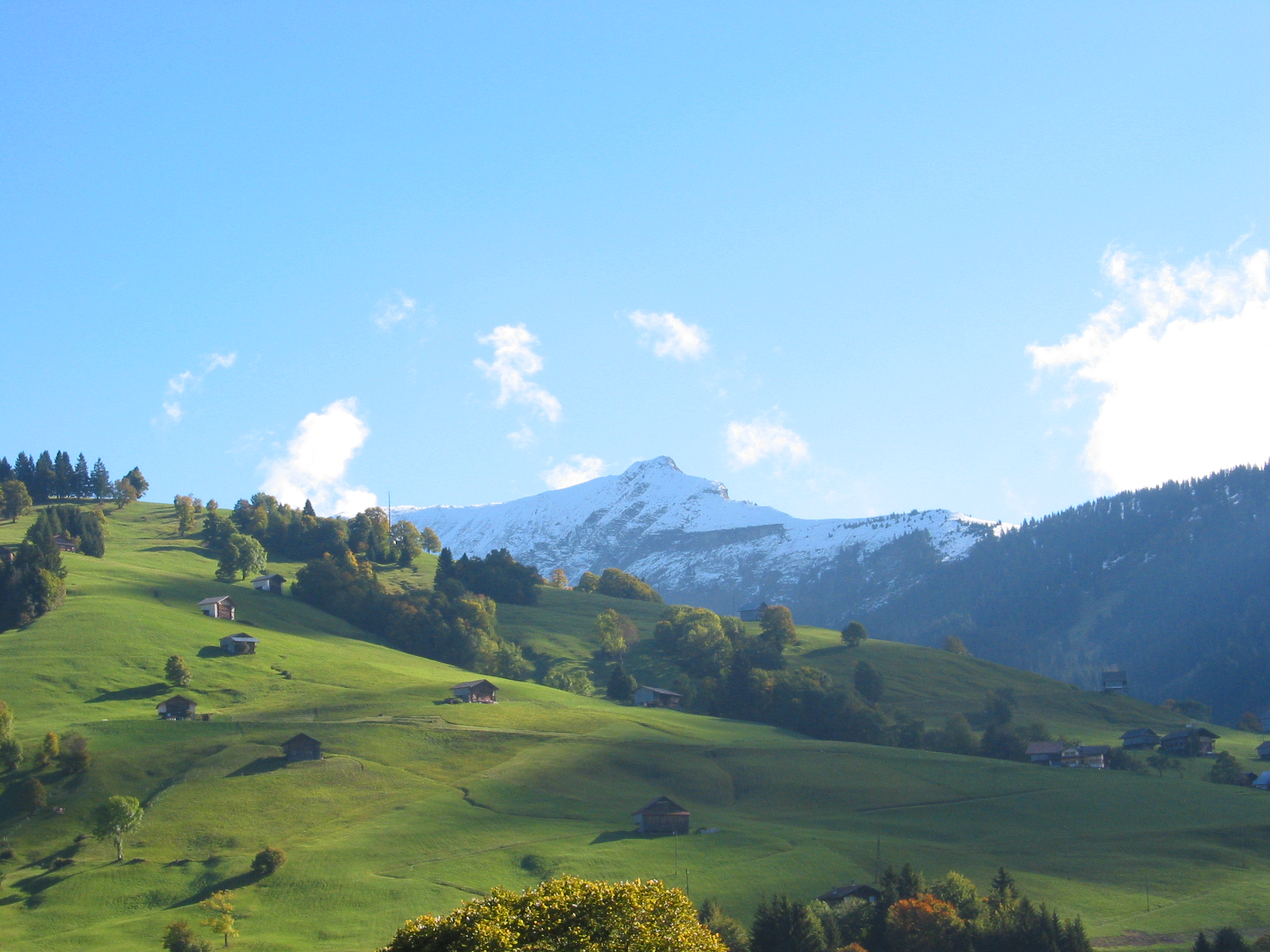
Vue d'un paysage de moyenne montagne dans les Alpes suisses avec l'Augstmatthorn (2137 m) en arrière-plan. Le défrichement participe à l'ouverture de prairies alpines.

Comme l'agriculture, la sylviculture façonne les paysages de montagne et assure de surcroît l'accès et l'entretien des zones récréatives. Elle assure également la préservation d'essences locales. Le défrichement, contrairement à la sylviculture, n'a pas pour but une exploitation durable de la forêt, mais a pour vocation d'ouvrir des parcelles cultivables et des pâturages pour les troupeaux.

### Hydroélectricité

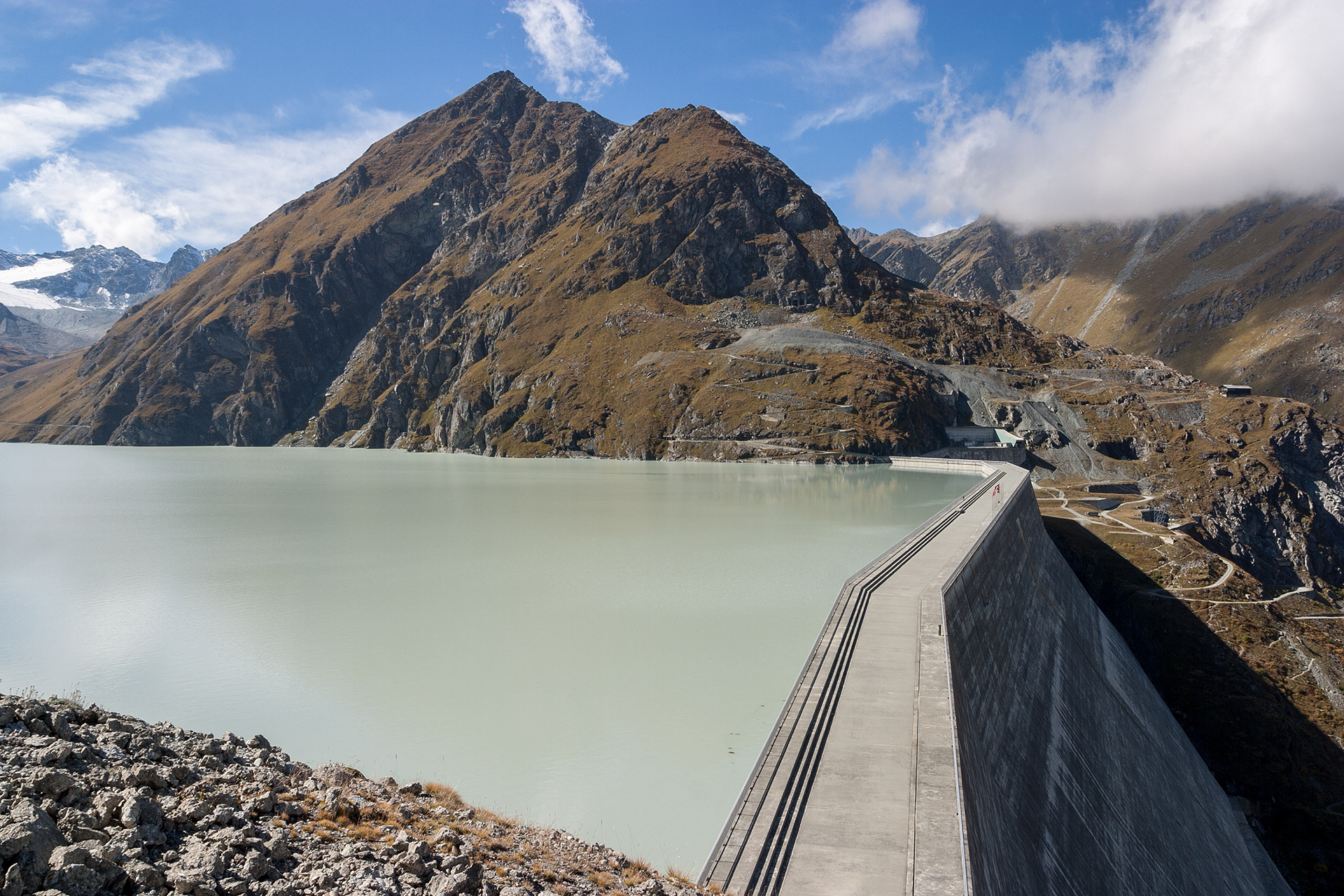
Vue du barrage de la Grande-Dixence, plus haut barrage-poids du monde, dans les Alpes valaisannes, en Suisse.

Les chutes d'eau permettent, grâce à l'énergie mécanique, de faire tourner des turbines hydrauliques. Elles sont utilisées dès les années 1830 pour les besoins de l'industrie papetière, notamment dans les Alpes où sont disponibles les matières premières : l'eau et le bois. En 1882, Aristide Bergès, qui a inventé la formule de houille blanche, construit une retenue sur le lac du Crozet dans la chaîne de Belledonne, met en place une conduite forcée de 500 mètres de dénivelé pour la relier à ses usines de Lacey et couple à sa turbine une dynamo Gramme,. Ainsi, en couplant un générateur électrique à une turbine, il est possible de produire de l'énergie hydroélectrique. Les barrages permettent de stocker une énergie potentielle. La topographie des montagnes et la hauteur de chute les rendent propices à la construction de barrages hydroélectriques et à la formation de lacs artificiels.

### Tourisme et loisirs
La combinaison de branches économiques ne s'accordant pas forcément, comme le tourisme et l'agriculture ou la sylviculture, engendrent à partir des spécificités du territoire montagnard de nouveaux potentiels. Ils offrent un environnement favorable aux sports, aux loisirs et à la détente. Ils requièrent toutefois des infrastructures de transport et parfois de logement, ainsi que des services.
Jadis domaine des pionniers de l'alpinisme, la haute montagne s'est démocratisée, sous la forme des stations de ski et d'« espaces » reliant plusieurs domaines. Elle n'est pas pour autant devenue un espace de loisirs totalement aseptisé et sécurisé, les risques sont inhérents aux fortes pentes et aux terrains instables susceptibles d'évoluer, selon la saison, en avalanches, éboulements, chutes de pierres, coulées de boue, gouffres, etc. S'y ajoutent les dangers que représentent les glaciers, séracs et crevasses ; les phénomènes météorologiques y évoluent très vite et souvent avec intensité. Les secours en montagne sont mis en œuvre pour venir en aide aux malades et victimes d'accidents ou de malaises, dans la majorité des cas à l'aide de l'hélicoptère.

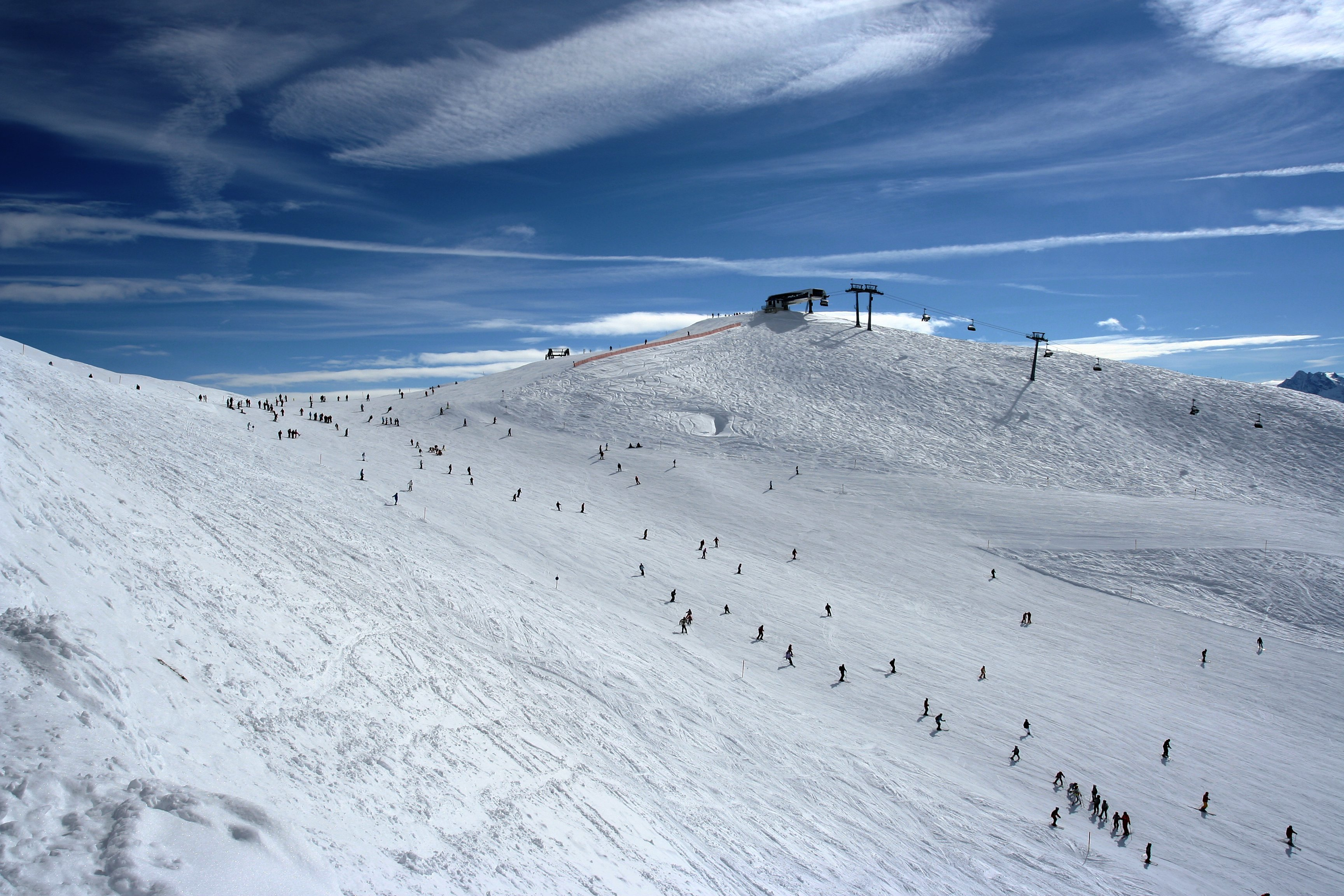
Vue d'une piste de ski alpin très fréquentée sur le Rastkogel en Autriche.

En 2016, les stations de sports d'hiver disposant d'au moins une remontée mécanique se répartissent dans 66 pays, très majoritairement dans l'hémisphère nord. Seuls le Chili, l'Argentine, l'Afrique du Sud, le Lesotho, l'Australie et la Nouvelle-Zélande possèdent des stations dans l'hémisphère sud. Elles se trouvent à 47 % en Europe de l'Ouest, dont 35 % dans les seules Alpes, à 21 % en Amérique, à 19 % en Asie-Pacifique et à 13 % en Europe de l'Est et en Asie centrale. Hormis les Alpes, les chaînes montagneuses abritant le plus de stations sont successivement les Carpates, les massifs d'Allemagne centrale, les Sudètes, les Appalaches, les Alpes scandinaves, les montagnes japonaises, les chaînes côtières du Pacifique et les montagnes Rocheuses. Les pays offrant le plus grand nombre de stations de plus de cinq remontées mécaniques se trouvent aux États-Unis, au Japon, en France, en Italie et en Autriche, loin devant les autres pays. Leurs domaines skiables permettent la pratique notamment du ski alpin, du snowboard et d'autres formes de ski acrobatique sur des sites aménagés, ainsi que de ski nordique sur des terrains plus vallonnés.

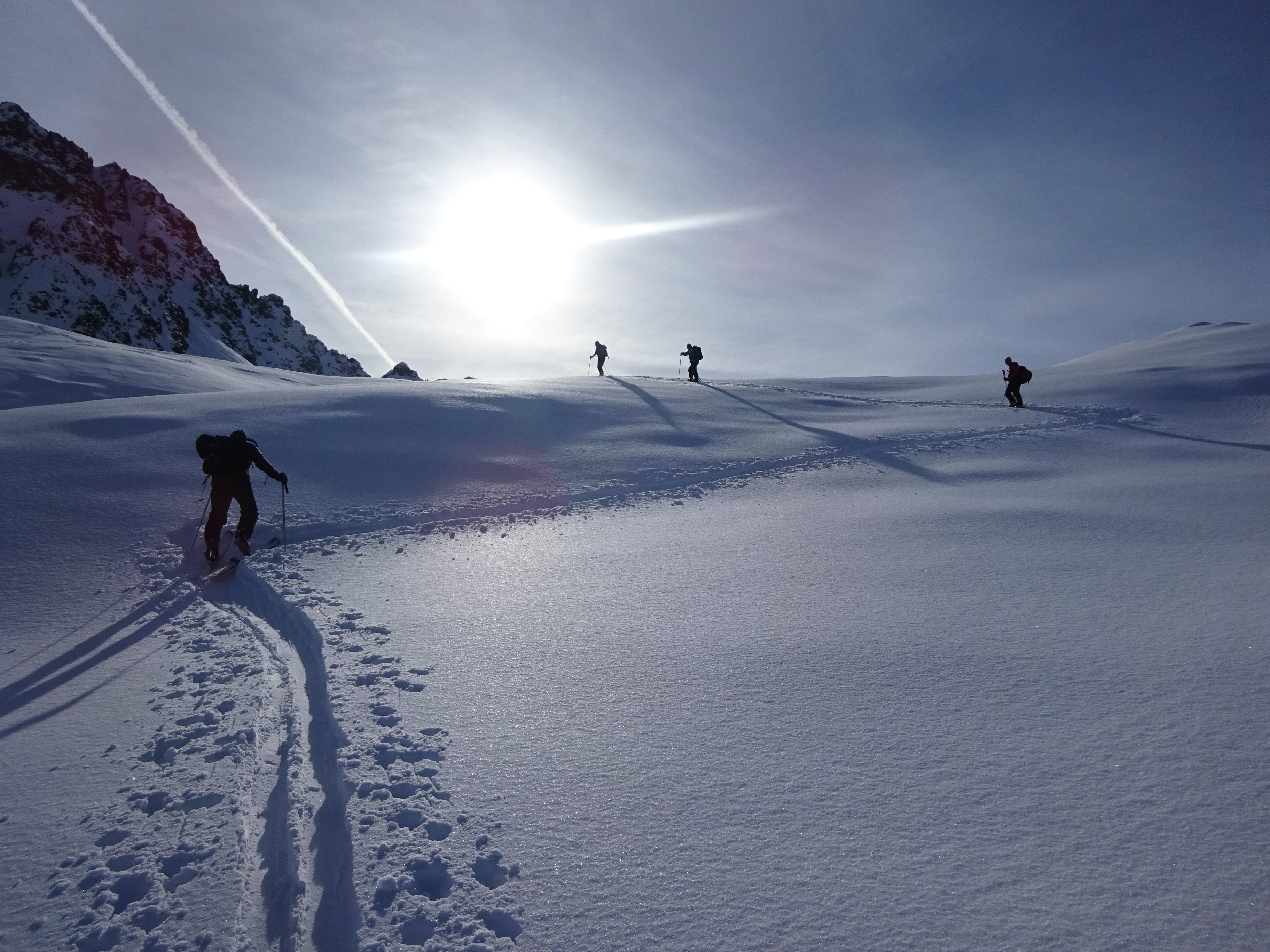
Vue de randonneurs à ski à Chamonix-Mont-Blanc.

La raquette à neige permet d'évoluer sur des terrains enneigés hors piste en pleine nature ou sur des itinéraires balisés. Le ski de randonnée, ou dans sa version compétition, le ski-alpinisme, se pratique sur des pentes modérées à fortes en dehors des stations, à l'aide de peaux de phoque collées à la montée sous les skis de randonnée pour éviter tout mouvement de recul.

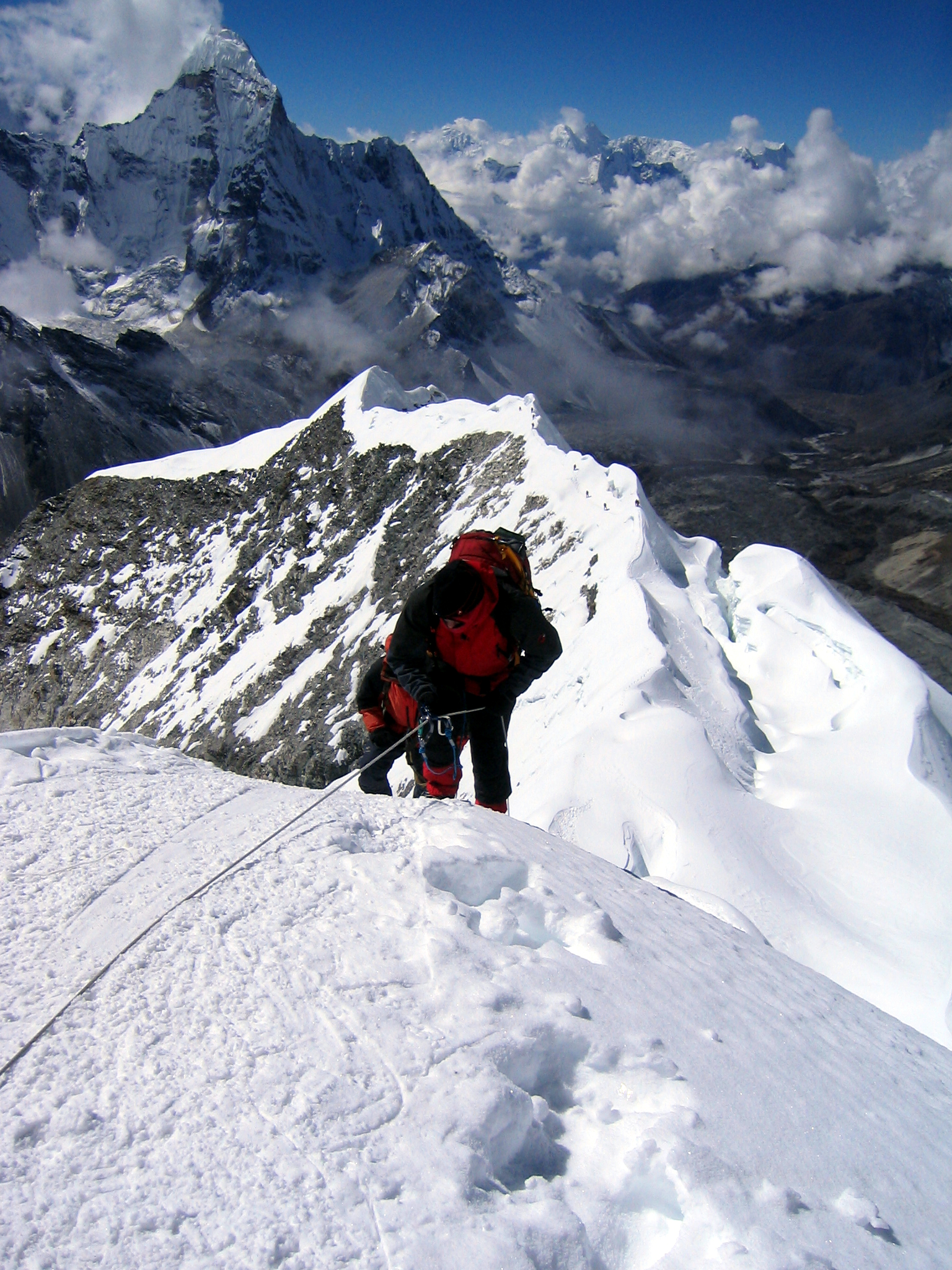
Vue d'alpinistes terminant l'ascension de l'Imja Tse au Népal.

L'alpinisme est une discipline qui consiste à évoluer en haute montagne, à l'aide de cordes et baudrier, auxquels il faut parfois ajouter crampons et piolets. Il s'est développé à partir du milieu du XIXe siècle. Le guide de montagne est un professionnel chargé de former et encadrer les alpinistes amateurs, particulièrement en haute montagne. Quelques décennies plus tard, l'alpinisme donne naissance à l'escalade, avec pour finalité non plus d'atteindre des sommets mais de rechercher la difficulté en grimpant des voies classées par difficultés dans des parois verticales ou sur des rochers (blocs). En milieu naturel, elle se pratique toute l'année.
Discipline ne nécessitant pas un entraînement régulier, la via ferrata se distingue aussi de l'escalade par l'équipement fixé à demeure dans la paroi et constitué d'agrès comme les barreaux, échelles, ponts de singe ou passerelles qui facilitent la progression sécurisée par un câble permettant l'assurage. L'escalade glaciaire, qui consiste à évoluer sur des pentes en glace ou neige dure ou en terrain mixte, et la cascade de glace, variante apparue dans les années 1970, ainsi que le dry-tooling, né à la fin des années 1990 , ont recours aux techniques de l'alpinisme.

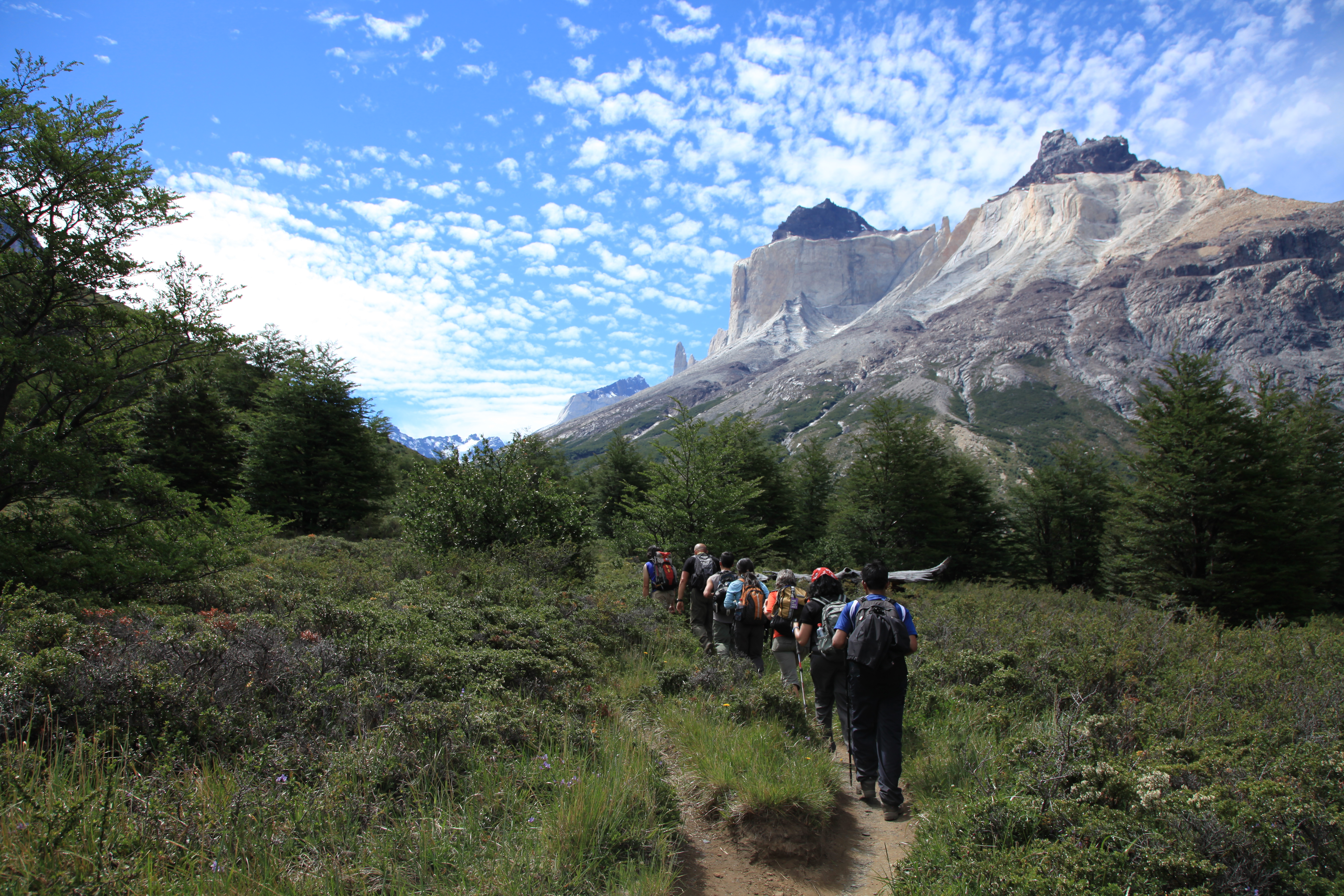
Vue de randonneurs à pied dans le parc national Torres del Paine au Chili.

En basse et moyenne montagne, il est possible de pratiquer la randonnée pédestre sur des sentiers. Lorsqu'elle est effectuée sur plusieurs jours et dans des régions particulièrement sauvages, on parle de trekking. Les nuits ponctuant les randonnées sur plusieurs jours peuvent être passées en refuge de montagne ou sur le terrain en bivouac, comme en alpinisme qui, selon la difficulté et la longueur de l'ascension, peut comprendre un bivouac en paroi. Le trail est une forme de course à pied de longue distance sur des terrains d'altitude, alors que la course en montagne se pratique sur des sentiers stabilisés. Le vélo tout-terrain (VTT) est adapté à la pratique du cyclisme en moyenne montagne.

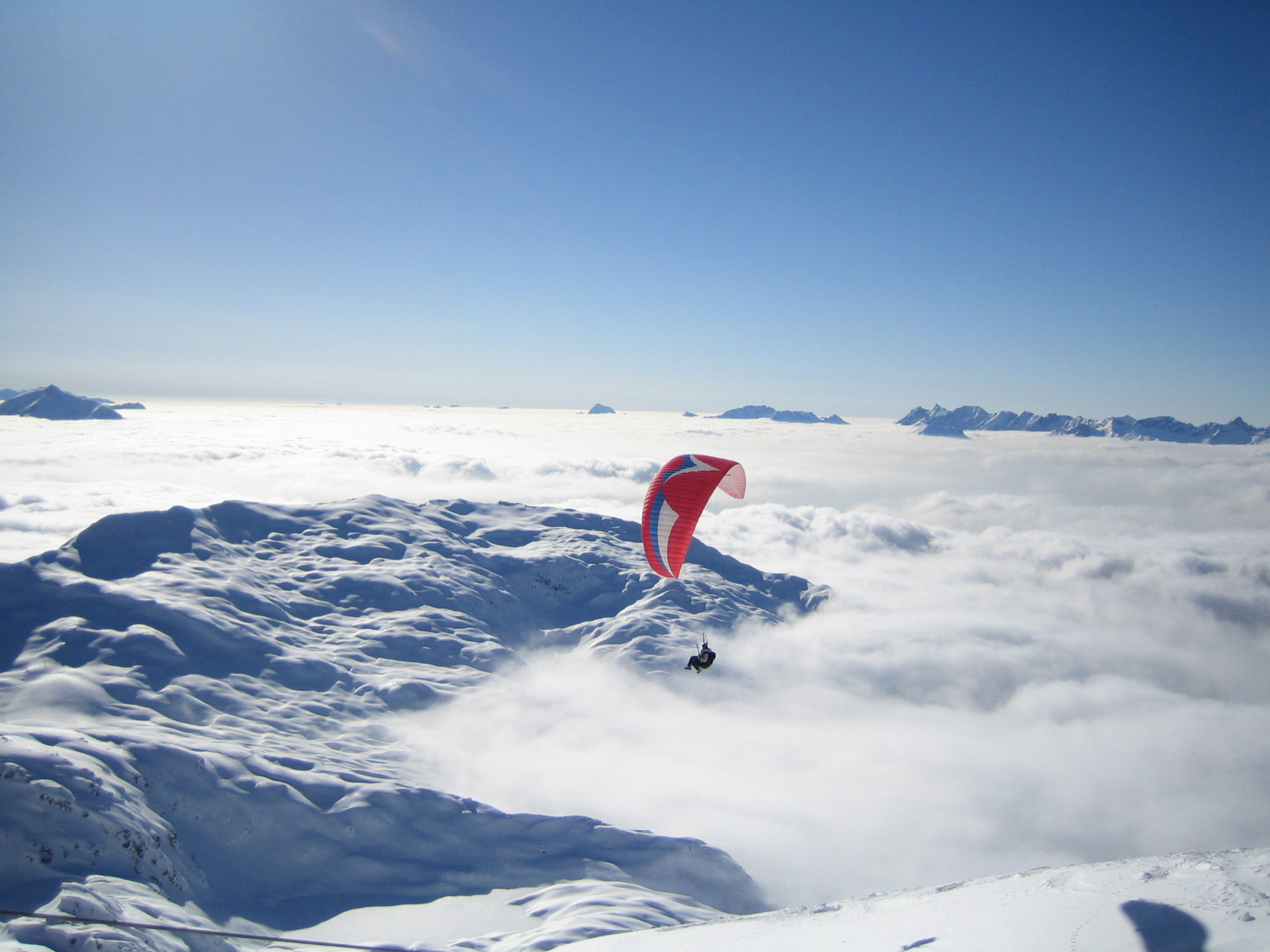
Vue d'un parapentiste au-dessus d'une mer de nuages après son décollage du Brévent à Chamonix-Mont-Blanc.

Le décollage en deltaplane, aile triangulaire sous laquelle le pilote est allongé sur le ventre, comme celui en parapente, voile sous laquelle il s'assoit, nécessitent de s'élancer depuis un relief après avoir pris un peu de vitesse et permettent de profiter de l'aérologie propre aux montagnes. Le speed riding est un dérivé de voile de parapente conjugué à une paire de skis permettant au pratiquant de descendre une montagne le plus rapidement possible en frôlant ses pentes, en alternant le vol et la glisse. Le paralpinisme est une discipline de base-jump consistant à sauter depuis le haut d'une falaise puis à ouvrir le parachute.
Les torrents permettent de pratiquer le canyonisme en progressant dans des gorges et des cascades, alternant des glissades, des sauts dans des vasques naturelles et des descentes en rappel. Les sports d'eau vive comme le canoë-kayak ou le rafting consistent à descendre les torrents à bord d'embarcations propulsées à l'aide d'une pagaie. La spéléologie permet d'explorer les réseaux souterrains, notamment dans les massifs karstiques.

### Protection environnementale
Les zones montagneuses abritent une importante biodiversité à l'équilibre écologique fragile. Elles représentent environ 30 % des zones terrestres protégées,. En dehors de l'Antarctique, 17 à 18 % des zones montagneuses sont protégées, soit un peu plus que la moyenne de 12 à 15 % de l'ensemble des zones terrestres, mais en Eurasie et en Afrique elles ne représentent que 10 à 15 % de la superficie montagneuse contre 23 à 32 % sur les autres continents. Sur les 4 000 zones clés de biodiversité recensées en montagne dans le monde, seuls 20 % sont entièrement ou partiellement protégés. La protection des montagnes a été reconnue comme un objectif majeur pour le développement durable au sommet de Rio en 1992.

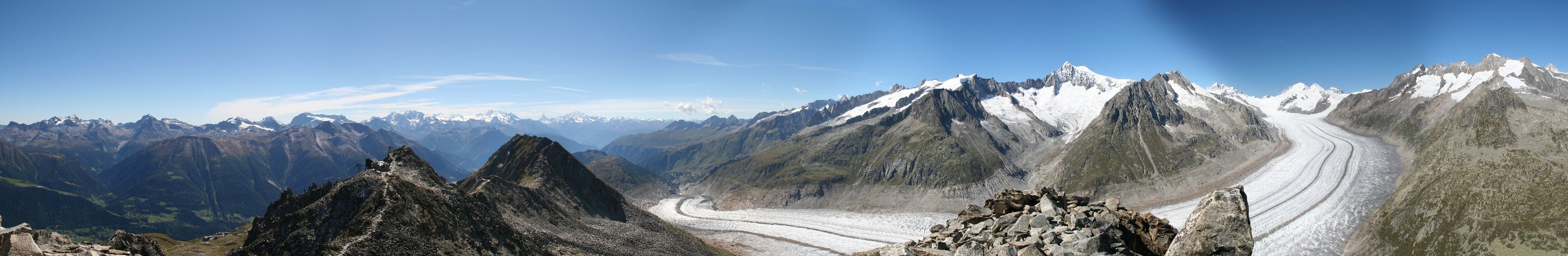
Vue du glacier d'Aletsch, plus long glacier des Alpes dans le site du patrimoine mondial de l'UNESCO Alpes suisses Jungfrau-Aletsch.

## Dans la culture

### Dans les arts

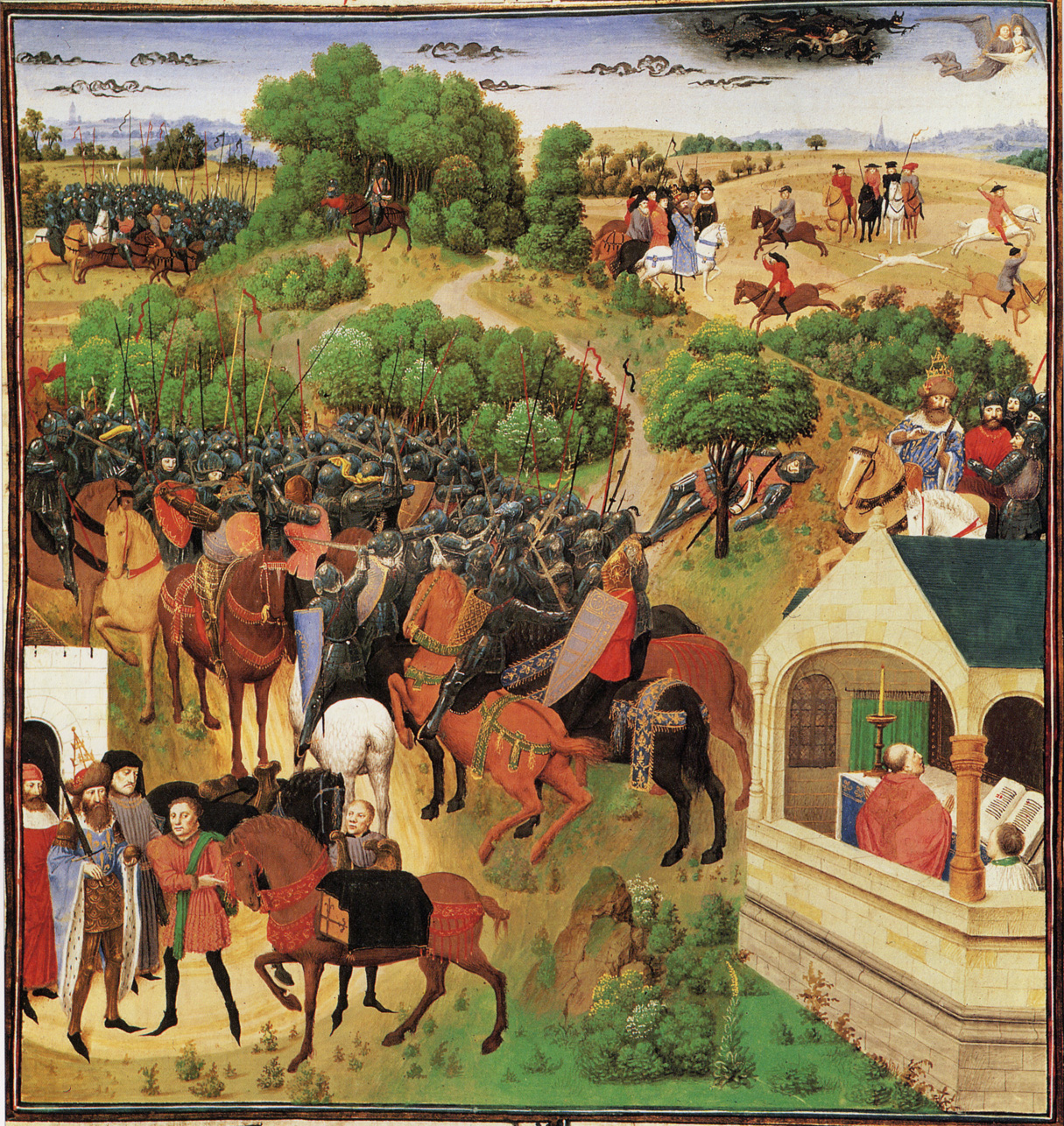
Huit moments de la Chanson de Roland (enluminure).

Dans la mythologie celtique irlandaise, la montagne est un lieu merveilleux associé au sidh, l'Autre Monde, où séjournent les Tuatha Dé Danann, habitants mythiques de l'île ; c'est aussi un lieu de sépulture. Dès l'Antiquité, la poésie didactique, par exemple sous la plume du géographe et poète Avienus, dans Description de la terre, évoque des paysages montagneux mystérieux, mais dans un style très normé. La montagne a une image colossale, aussi bien dans la mythologie grecque, avec Atlas, que dans le roman de chevalerie de Chrétien de Troyes, Yvain ou le Chevalier au lion, au XIIe siècle. Dans la chanson de geste apparaît le mythe de la montagne creuse, comme l'Etna où séjournerait le roi Arthur et sa cour, ou l'Untersberg où, selon les versions, Charlemagne ou Barberousse attendraient tous les cent ans leur résurrection. Il est fait mention de la montagne également dans la Chanson de Roland, dans le cadre des Pyrénées, dans l'Aspremont, la montagne éponyme étant située à l'extrémité méridionale des Apennins en Calabre, ou encore dans le Moniage Guillaume, qui se déroule sur les contreforts méridionaux du Massif central : elle est tour à tour épique, épouvantable, terrifiante, sauvage, désolée, idyllique. La montagne, ses grottes, ses cavernes et ses gouffres, conservent généralement jusqu'au XVIe siècle une image maudite, ils « avalent » les hommes qui s'y aventurent ; les volcans en particulier sont vus comme la bouche de l'Enfer dans la tradition judéo-chrétienne.
L'évocation artistique de la montagne émerge surtout en Chine où, associée à l'eau, elle symbolise le paysage, puis au Japon au VIIIe siècle, notamment dans la poésie avec le Man'yōshū. C'est un lieu familier, de retraite spirituelle, où l'on rencontre des esprits, voire de fin de vie ; on retrouve cette vision dans la littérature japonaise d'Izumi Shikibu au Xe siècle jusqu'à nos jours chez Yasushi Inoue, Haruo Umezaki, Jirō Nitta et Kenji Nakagami. Le mont Fuji est un symbole de la peinture, notamment pour Hokusai et ses Trente-six puis Cent vues du mont Fuji, tout comme de la littérature, par exemple pour Kanoko Okamoto, à la fois montagne sacrée et destination touristique.
| |  | |
| La Vierge aux rochers par Léonard de Vinci, 1483-1486 : paysage de montagne typique introduit par les peintres de la Renaissance en arrière-plan. |  | Bonaparte franchissant le Grand-Saint-Bernard par David, 1801 : la montagne apparaît comme décor selon la tradition classique. |

Puis, à partir de la fin du XIIe siècle, l'image de la montagne commence à évoluer dans la littérature occidentale, où elle devient le théâtre d'exploits, de découvertes, d'héroïsme. Ainsi, pour Gervais de Tilbury, dans son Livre des merveilles au XIIIe siècle, elle revêt un caractère magique, rejoignant en cela la vision celte. Elle apparaît en toile de fond des peintures au XVe siècle en Europe, éventuellement transmise le long de la route de la soie sous l'influence de la dynastie Song. Vers 1470, des dessins à caractère scientifique sont réalisés depuis le sommet de montagnes par Antonio Pollaiuolo, Andrea Mantegna, Léonard de Vinci ou encore Albrecht Altdorfer, alors que sont organisées les premières réelles ascensions. La représentation cartographique des chaînes de montagnes demeure néanmoins longtemps une répétition de « boursouflures » sans tenir compte de l'importance ni de la distance entre les reliefs. Puis la montagne s'impose plus largement dans l'art occidental au XVIIIe siècle,,. Journal de voyage en Italie, rédigé en 1580-1581 par Montaigne, n'est publié qu'en 1774. Les Alpes sont surtout évoquées par la littérature classique au travers des témoignages de Tite-Live et Lucain relayant leur traversée par Hannibal. Le mythe est modernisé par le franchissement du col du Grand-Saint-Bernard par Bonaparte. De fait, jusqu'au début du XIXe siècle, la peinture de montagnes, et de paysages en général, reste reléguée derrière la peinture d'histoire, du fait de la hiérarchie académique et d'une création prédominante en atelier, en particulier en France où elle résiste même au romantisme voire au réalisme. Elle se popularise toutefois auprès du public.

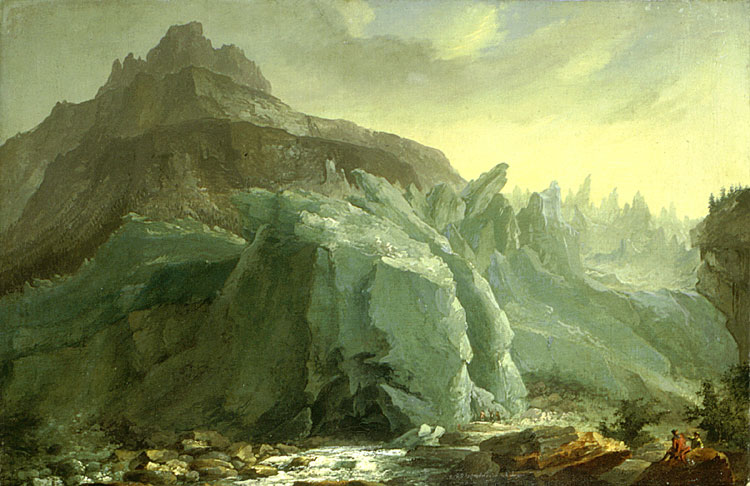
Le glacier inférieur de Grindelwald avec la Lütschine et le Mettenberg par Caspar Wolf, 1774-1777 : représentation réaliste de la montagne.

Si les montagnes ont longtemps conservé un caractère sacré, comme le mont Sinaï et le mont Ararat ou dans la tradition bouddhiste, métaphysique et onirique ou machiavélique, l'exactitude de leur représentation picturale supplante progressivement l'idéalisme, en premier lieu en Suisse par Caspar Wolf, puis en Angleterre avec William Turner et John Ruskin, et enfin en Allemagne, notamment avec l'école de Dresde, avec Caspar David Friedrich, Carl Gustav Carus, Carl Blechen et le Norvégien Johan Christian Dahl. Cette évolution se reflète dans la littérature, par exemple avec l'ouvrage de l'historien Jules Michelet, La Montagne, en 1868, ou avec Histoire d'une montagne d'Élisée Reclus en 1876, décrivant tous deux la nature et les hommes.

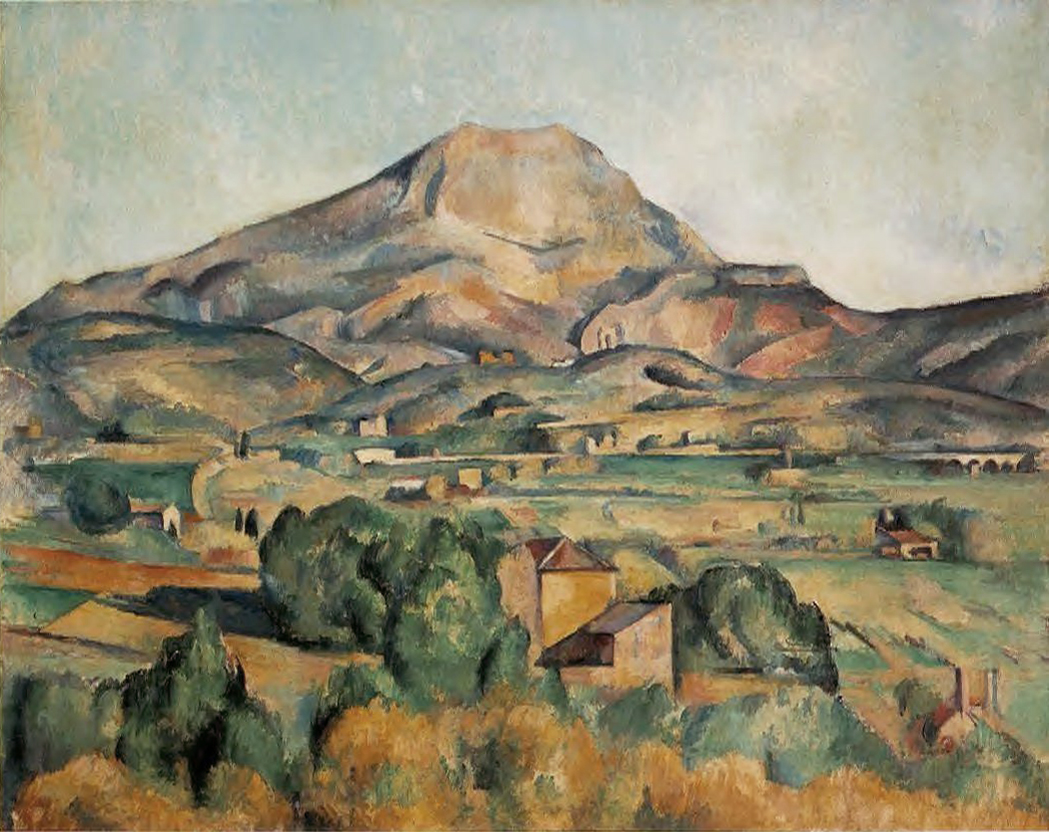
La Montagne Sainte-Victoire vue de Bellevue par Paul Cézanne, vers 1885 : représentation impressionniste.

À la fin du XIXe siècle, la montagne est l'objet d'une recherche esthétique, symbole du cycle de la vie chez Giovanni Segantini, capteur de lumière pour Claude Monet et Ferdinand Hodler, ou encore déclinée sous les traits de la montagne Sainte-Victoire dans près de 80 œuvres par Paul Cézanne. Dans les films Le Cabinet du docteur Caligari de Robert Wiene en 1920 et Metropolis de Fritz Lang en 1927, la présence de la montagne est suggérée sous forme géométrique au travers d'un décor urbain. Dans Nosferatu le vampire en 1922, Friedrich Wilhelm Murnau emprunte à Caspar David Friedrich et son Voyageur contemplant une mer de nuages des éléments de la Rückenfigur (de). Dans l'œuvre de Friedrich Nietzsche, Ainsi parlait Zarathoustra, la montagne véhicule encore les valeurs de solitude, de pureté, de méditation, de puissance et de liberté. Cette vision est prolongée par Jack Kerouac dans Sur la route. À une époque où de moins en moins de régions montagneuses sont inviolées, l'imaginaire n'est pas exclu des parutions scientifiques de Raoul Blanchard, et quelques romans continuent à apporter une quête de sens aux ascensions : Premier de cordée de Roger Frison-Roche en 1941, Carnets du vertige de Louis Lachenal en 1950, ou encore Les Conquérants de l'inutile de Lionel Terray en 1961. Le Tour de France participe lui-même à établir une mythologie populaire de la montagne, notamment du mont Ventoux, et inversement.
Comme pour la peinture, les premières apparitions cinématographiques de montagnes réelles sont reléguées au rang de décor, avec toutefois le but de prouver que le septième art est capable de refléter la réalité du monde. Cette volonté se heurte toutefois à l'impossibilité de représenter dans un même champ l'immensité de la montagne dans sa globalité et la figure humaine des personnages, sujet même du récit. Ainsi, les premiers westerns s'ouvrent fréquemment avec un champ large sur un paysage de montagne qui se rétrécit progressivement sur des convois, des troupeaux et des silhouettes humaines. Ce procédé permet de dresser le caractère et les valeurs supposées des personnages dans leur environnement. En réduisant la taille de la montagne à la figure humaine dans un même cadre, le personnage apparaît comme familier avec le décor. Sur le plan technique, un champ large sur la totalité d'un paysage montagneux requiert une caméra à focale courte qui accélère le déplacement des objets mobiles vers les lignes de fuite et déforme les verticales. Pour en assurer l'intégrité, il est nécessaire d'y placer des repères visuels. De plus, les premières pellicules ne possèdent pas la qualité nécessaire pour assurer les contrastes, pas plus que la prise de son ne parvient à s'adapter aux conditions de tournage en extérieur. L'adaptation Premier de cordée par Louis Daquin est donc un défi en 1943. En plaçant la montagne hors-champ, à la place du spectateur, sa présence est suggérée et permet d'offrir par les mouvements de la caméra un large panorama visuel sur une plaine, à l'instar de La Charge fantastique en 1941 et La Rivière rouge en 1948.
Finalement, la généralisation des prises de vue aériennes parvient à montrer fidèlement, parfois avec une approche documentaire en dehors du regard humain, l'intégrité de la montagne, comme dans Le Premier Maître en 1965 par Andreï Kontchalovski, La Ballade de Narayama en 1983 par Shōhei Imamura et L'Ours en 1988 par Jean-Jacques Annaud. La montagne tend à être banalisée par les publications techniques des clubs alpins, par la médiatisation des exploits et par des documentaires comme ceux de Gaston Rébuffat.
En chanson, dans La Montagne, en 1964, Jean Ferrat évoque sans les nommer les Cévennes et effectue une synecdoque pour parler de la nature en général, qu'il oppose au monde citadin, regrettant que l'homme se détourne d'une forme de vie traditionnelle, rude mais authentique, dans un contexte d'exode rural après-guerre. Pour Jean-Louis Murat, en 1993, dans la chanson Montagne, elle est à la fois femme et amante ; il oppose la chaîne des Puys à la plaine de la Limagne. Dans les chansons enfantines, on retrouve Le Petit Roi des montagnes, Le Vieux Chalet et Elle descend de la montagne à cheval ; parmi les chants religieux, Je veux monter sur la montagne et Je lève mes yeux vers les montagnes.

### Dans la religion et la mythologie

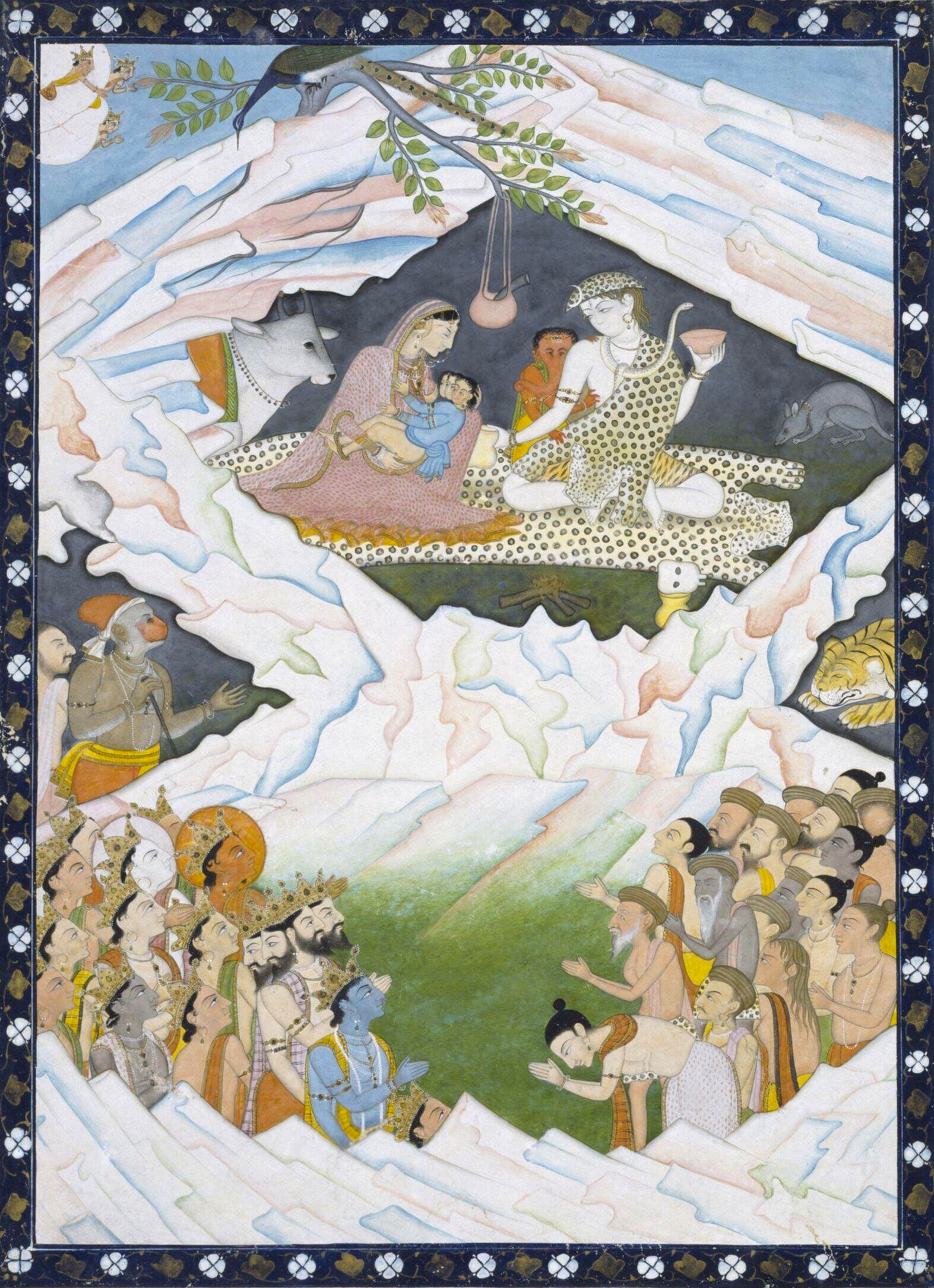
Shiva, Parvati et Ganesh recevant l'hommage des devas et des rishis sur les pentes du mont Kailash miniature indienne du XVIIIe siècle.

Les montagnes sont un élément sacré au centre de nombreuses religions et croyances. Pour beaucoup, l'aspect le plus symbolique est le sommet de la montagne car il est identifié comme le plus proche du Ciel, celui en particulier où résident les dieux et les esprits, comme le mont Olympe dans la mythologie grecque, ou celui où les saints et les prophètes ont rencontré Dieu et accompli son œuvre,, à l'instar de Moïse au mont Sinaï dans le judaïsme, ou notamment de Jésus au mont Thabor, ou encore de Mahomet au djébel el-Nour. Parfois, la montagne est considérée comme l'axe du monde ; c'est le cas du mont Meru, souvent identifié au mont Kailash, dans le bouddhisme, le jaïnisme et l'hindouisme, qui en fait la résidence de Shiva. Dans la chrétienté et jusqu'à la Renaissance et ses Grandes découvertes, le Paradis est la plus haute montagne de la Terre et reste inaccessible. Antoine de La Sale (1442) le décrit ainsi : « Ce Paradis est situé dans l'Orient, c'est-à-dire tout au bout et à l'extrémité des contrées de l'Asie ; il est d'une hauteur extrême. Dans ce Paradis vivent Enoch et Elie, et ils y vivront jusqu'à la destruction de l'Antéchrist. C'est là que se trouve l'Arbre de vie, et de son pied sortent quatre ruisseaux : l'un s'appelle le Pison, l'autre le Guion, le troisième le Tigre et le quatrième l'Euphrate : ils coulent tous les quatre dans les veines du corps formé par la Terre, c'est-à-dire dans la mer et hors de la mer, et font jaillir de grandes sources sur la terre en diverses régions… Personne ne peut entrer ni monter dans ce Paradis, à cause des montagnes escarpées qui l'entourent tout entier, sauf à l'entrée. Il y a tant de sortes de dragons, de serpents, de coquecigrues et d'autres bêtes venimeuses qui vivent là, dans ces très hautes montagnes, que les bêtes de ces montagnes ont une nature très proche de l'élément du feu… le Paradis est la tête de la terre en raison de son extrême hauteur ».

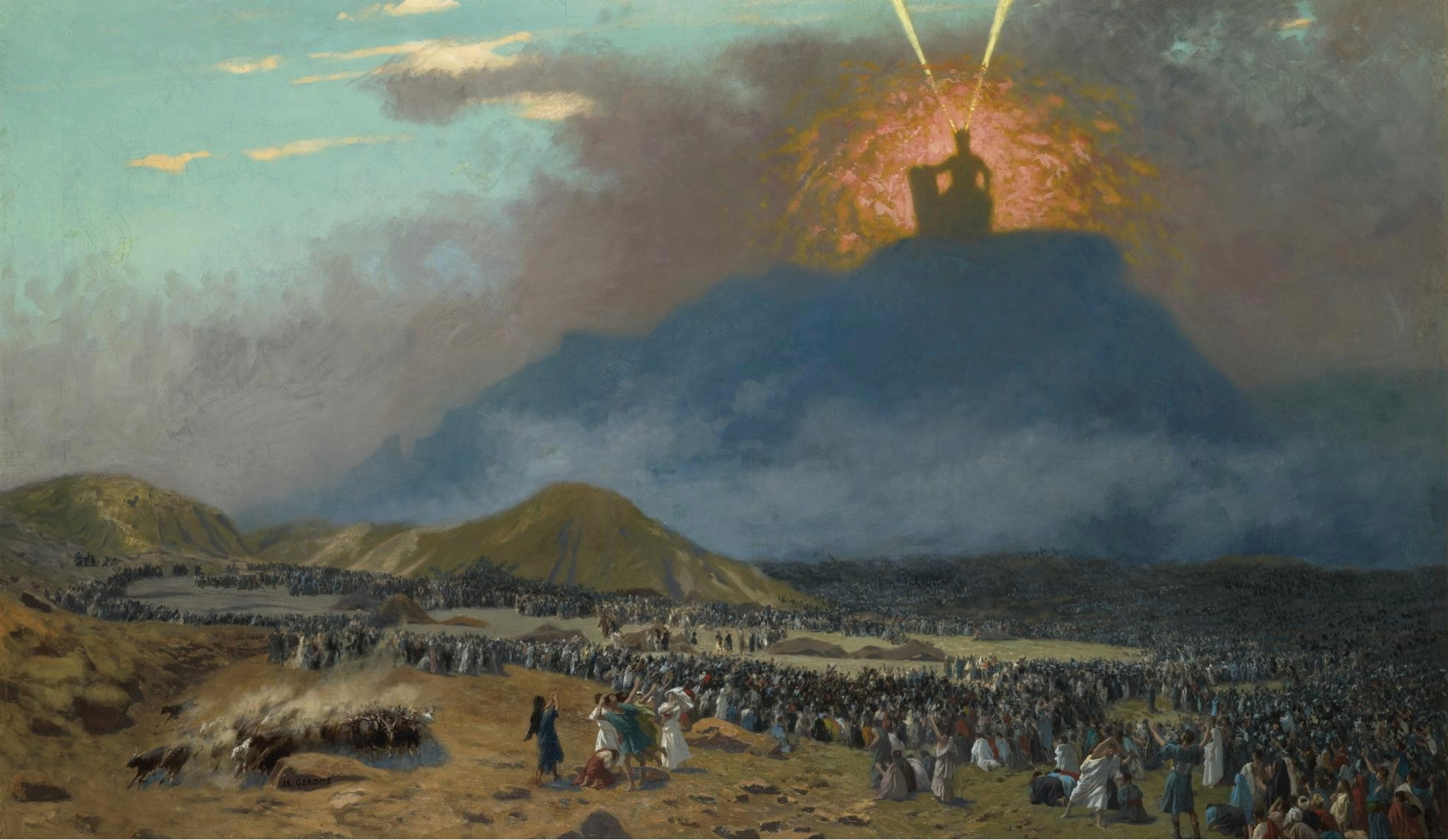
Moïse sur le mont Sinaï par Jean-Léon Gérôme, 1895-1900.

Les montagnes ont souvent fait l'objet de substitutions dans la pratique religieuse, pour permettre l'élévation : ziggurats chez les Mésopotamiens, pyramides précolombiennes, tours du silence chez les zoroastriens ou encore colonnes des stylites. Dès l'Antiquité, la montagne est souvent interdite aux simples croyants et réservée aux moines. Toutefois, la réalité de la Grèce ancienne est moins stricte. Certes, les montagnes naissent immédiatement après la Terre (Gaïa) et le ciel (Ouranos), en se singularisant de la Terre juste avant la mer, et deviennent le séjour des nymphes, en faisant immédiatement un milieu surnaturel et divin (zatheon). Elles sont aussi le théâtre des amours des Dieux, comme les monts Latmos et le Ida, et la résidence des muses qui habitent les monts Hélicon et Parnasse. Cependant, la montagne (l'oros), opposée à la plaine côtière (la polis), n'est pas pour autant un sanctuaire. Elle est fertile et féconde, peuplée de bergers, tout autant qu'un lieu de quêtes ; ainsi les centaures du mont Pélion sont chassés par Pirithoos, alors qu'Œdipe, nouveau-né, est découvert abandonné sur le mont Cithéron. Dans la cosmologie andine, la montagne, avec la cordillère, « marque les confins du monde civilisé ». Prenant le plus souvent la forme humaine lorsqu'elle se manifeste aux hommes, elle a une vie et des occupations propres : elle possède des troupeaux qui se cachent dans les nuages, loin des regards humains, de l'or et de l'argent qu'elle garde jalousement dans ses entrailles et elle est détentrice de l'eau, nécessaire à la vie. Dans la hiérarchie des divinités andines, elle vient aussitôt après la « Terre-Mère » et joue à la fois un rôle protecteur en veillant sur les récoltes, la fertilité du bétail, la santé des humains mais aussi un rôle maléfique lorsqu'elle châtie durement ceux qui ne respectent pas son domaine en n'établissant pas avec elle de pacte d'alliance par des dons avant de prendre ses richesses. Elle est aussi le domaine des morts : avant la christianisation, au Pérou, les morts étaient déposés dans les cavernes naturelles ou les failles de la montagne, aux limites de la zone habitable par les humains. Bien que les évangélisateurs aient combattu cette croyance d'une montagne séjour des morts, « les habitants du Sud andin croient comme à l'époque incaïque que la demeure des morts se trouve au sommet du Coropuna, dans un village situé à l'intérieur même du volcan ». Axe unissant le ciel, la terre et le monde souterrain, la montagne « permet le passage entre les différentes sphères qui constituent la cosmologie andine ».
Dans la Bible, que ce soit dans l'Ancien ou le Nouveau Testament, « la montagne est le lieu des théophanies, c'est-à-dire là où Dieu se manifeste » comme dans l'Exode où Moïse rencontre Dieu sur le mont Sinaï. La montagne est le « temple du Dieu de Jacob » (Isaïe Michée 4) et il est annoncé que c'est sur « sa montagne » que Dieu préparera le festin messianique (Isaïe 25). Mais c'est le Nouveau Testament qui instaure la montagne comme lieu de rassemblement du peuple et cesse d'en faire une demeure exclusivement divine. Dans les Évangiles, les grands moments de la vie de Jésus se tiennent sur la montagne, qu'il s'agisse de sa transfiguration, de son entrée dans Jérusalem aux Rameaux ou encore de sa crucifixion. Ainsi, outre les monts Sinaï et Thabor, les montagnes sont omniprésentes dans la tradition biblique : le mont Sion, le mont du Temple, le mont des Oliviers, le mont Moriah, le mont Horeb, le mont Carmel, le mont Gerizim, le mont Ébal, les montagnes de Galaad, le mont Séïr, le mont Nébo ou encore le mont Ararat où Noé aurait trouvé refuge à bord de son arche au cours du Déluge.

### Resacralisation de la montagne
Si la nature édénique de la montagne s'est effacée à partir de la Renaissance, un phénomène nouveau et occidental d'Éden montagnard a surgi au cours du XXe siècle avec la sacralisation globale de l'Himalaya et du Tibet. Plusieurs facteurs y ont concouru. La félicité procurée par l'altitude extrême (ivresse des hauteurs) a été invoquée comme « climax » des grandes ascensions himalayennes et continue d'être véhiculée par les alpinistes de cette chaîne montagneuse. Toujours en raison de leur altitude suréminente, la métaphore « toit du monde » qui désignait originellement le Pamir a été transférée à l'Himalaya et à l'Everest, participant de cette construction d'un paysage sacré. Mais c'est la fortune rencontrée par l'ouvrage de fiction fantastique Les Horizons perdus qui finit par servir de substrat à ce phénomène. Son auteur, James Hilton, a inventé en 1933 Shangri-La qu'il situe dans les montagnes du Nord de l'Inde, sur le plateau tibétain, à plus de 3 000 mètres d'altitude : « une région de hautes terres balayées par les vents, démesurée, inhabitée et presque entièrement inexplorée ». Ce roman utopique, porté à l'écran par Frank Capra, a donné une image fantasmée du Tibet que, par leurs récits, les voyageurs et explorateurs britanniques et français ont cristallisée, jetant les bases du « mythe de Shangri-La ». Ce phénomène prend de l'ampleur avec la diffusion progressive auprès du grand public des récits et romans d'Alexandra David-Néel. Par métonymie, le Tibet est ainsi devenu le « remède fantasmé aux maux de l'Occident ». Parallèlement, la théocratie du Tibet et sa spiritualité ont été idéalisées, l'invasion chinoise leur servant de repoussoir. Ainsi s'est créé un discours légendaire qui privilégie une image édénique au mépris de toute réalité.
Cette forme de resacralisation de la montagne tient aussi à la sensibilité écologique qui s'est développée à partir des années 1970 dans les sociétés industrialisées. La haute montagne a été érigée en bien commun de l'humanité. Dès 1979, le parc national de Sagarmatha, que domine l'Everest, a été inscrit par le Népal sur la liste du patrimoine mondial de l'humanité. Depuis 2014, à l'instigation de l'Inde, l'aire de conservation du parc national du Grand Himalaya l'a rejoint sur la liste, au titre de l'extrême richesse de sa biodiversité, tant floristique que faunistique.
Cette sanctuarisation et cette patrimonialisation, qui font la part belle à l'imaginaire occidental, ont fait évoluer le regard que les communautés locales, perçues comme les gardiennes de la nature, portent sur elles-mêmes et sur le rapport qu'elles entretiennent avec leur environnement quotidien. Cela entraîne le risque que cette image positive que leur renvoie le monde occidental ne les conduise à s'efforcer à faire correspondre leur territoire au mythe du Paradis perdu que les Occidentaux voudraient voir se perpétuer.

### Autres sources
- Jacques Guillemot, Éléments de géologie, éditions TECHNIP, 1986, 4e éd., 200 p. (ISBN 978-2-7108-0498-7, lire en ligne)
- Jean-Paul Amat, Lucien Dorize et Emmanuèle Gautier, Éléments de géographie physique : premier et second cycles universitaires, Rosny, Éditions Bréal, 2008, 2e éd., 463 p. (ISBN 978-2-7495-0205-2, lire en ligne)
- Aurèle Parriaux, Géologie : bases pour l'ingénieur, PPUR presses polytechniques, 2009, 581 p. (ISBN 978-2-88074-810-4, lire en ligne)
- Charles Pomerol, Yves Lagabrielle, Maurice Renard et Stéphane Guillot, Éléments de géologie, Dunod, 2011, 14e éd., 944 p. (ISBN 978-2-10-056612-9)
- Alain Foucault, Jean-François Raoult, Fabrizio Cecca et Bernard Platevoet, Dictionnaire de Géologie, Paris, Dunod, 2014, 8e éd. (ISBN 978-2-10-059736-9)